# F-35 (航空機)
F-35 ライトニング II
オーストラリア空軍のF-35A
- 用途：
A型：マルチロール機
B型：マルチロール機、垂直/短距離離着陸機
C型：マルチロール機、艦上戦闘機
- 分類：戦闘機
- 設計者：ロッキード・マーティン
- 製造者：ロッキード・マーティン
- 運用者
  -  アメリカ合衆国（空軍、海軍、海兵隊）
  -  イギリス（王立空軍、王立海軍）
  -  イタリア（空軍、海軍）
  -  ノルウェー（ノルウェー空軍）
  -  イスラエル（イスラエル航空宇宙軍）
  -  日本（航空自衛隊）
  -  オランダ（オランダ空軍）
  -  オーストラリア（オーストラリア空軍）
  -  大韓民国（大韓民国空軍）
- 初飛行：

  - 概念実証機（X-35）：2000年10月24日
  - A型：2006年12月15日
  - B型：2008年7月11日
  - C型：2010年6月8日
- 生産数：1,100+機（2025年1月）
- 運用開始：

  - B型：2015年7月31日
  - A型：2016年8月2日
  - C型：2019年2月28日
- 運用状況：現役
- ユニットコスト：

  - A型：7,790万USドル（低率量産）
  - B型：1億130万USドル（低率量産）
  - C型：9,440万USドル（低率量産）[1]
- サブタイプ：F-35I

F-35 ライトニング II（英: F-35 Lightning II）は、アメリカ空軍の統合打撃戦闘機（JSF）計画に基づく、単発単座のステルス多用途戦闘機。アメリカ合衆国の航空機メーカー、ロッキード・マーティンを中心とする複数の企業によって開発された。
コンピュータによる情報統合を推し進めており、ヘルメットディスプレイによる全周囲視界まで実現している。最初から多用途戦闘機として開発されたため、対地攻撃能力や電子装備の充実度はF-22を超える。また、ほぼ同一の機体構造を有する通常離着陸機型・垂直/短距離離着陸機型・艦上機型の3タイプが存在する野心的な機体でもあり、開発計画時の名称である統合打撃戦闘機（英: Joint Strike Fighter）の略称JSFで呼ばれる事も多い。

## 概要
統合打撃戦闘機計画（JSF）に基づいて開発された第5世代ジェット戦闘機に分類されるステルス機。ロッキード・マーティンはF-35を輸出可能な最初の第5世代ジェット戦闘機とする（過去にはF-22の輸出も検討されたが、許可が下りなかった）。
概念実証機のX-35は2000年に初飛行を行い、競作機となったX-32との比較の結果、X-35がJSFに選定される。量産機のF-35は2006年に初飛行し、アメリカ空軍への納入は2011年5月から開始され、初期作戦能力（IOC:Initial operational capability）獲得は2015年7月31日のアメリカ海兵隊のF-35Bが初となった。2015年内には一年間で45機としていた量産目標を初めて達成した。2018年4月13日には、SDD（システム開発実証）飛行試験が全て完了したと発表された。
JSFの名の通り、ほぼ同一の機体構造を用いながら、基本型の通常離着陸機（CTOL）であるF-35A、短距離離陸垂直着陸機（STOVL）のF-35B、艦上機（CV）型のF-35Cという3つの派生型を製造する野心的なプロジェクトである。現代の戦闘機開発において、戦闘機のマルチロール機化は主流となっているが、必ずしも成功するとは限らない。例えば1960年代、空軍の戦闘爆撃機と海軍の艦隊防空戦闘機を兼務する機体として開発されたF-111は、空海軍間で異なる要求を同時に満たそうとした結果、機体の大型化と重量増加を招いたため、海軍は調達をキャンセルして空軍のみの採用となり、期待された「空海軍での運用機体の共通化」は果たせずに失敗している。対してF-35は、比較的小型の機体で多任務とステルス能力の付加、さらには基本設計が同一の機体でCTOLとSTOVLを派生させるという前例の無い多任務能力を達成することに成功し、採用予定国も複数に上る。また、F-35Bは世界初の実用超音速STOVL戦闘機となる。
アメリカ空軍・海軍・海兵隊、イギリス空軍・海軍、航空自衛隊、ノルウェー空軍などが採用を決定している。アメリカ軍はF-35を2,443機配備することを予定しており、さらに現在F-16などの旧世代戦闘機を使用している国でも採用される可能性が高いため、最終的な製造数は5,000機以上にのぼることも予測されている。しかし、開発の遅延や当初予定より大幅なコスト高などの課題も抱え、2014年3月時点で2,443機を調達する計画は3,912億ドル（約40兆円）に達すると判明している。一方で今後半世紀程は世界中の空軍や海軍で各仕様が運用されることが決まっている。
調達価格は、国内・海外向け仕様や契約の違いにより横並びで比較することは難しいが、1億ドルを超える価格とされてきた。こうした高コスト体質は、アメリカ国内ですら批判の対象となっており、コストの削減が進められている。2022年のアメリカ国防省の調達価格は8,000万ドルに低下する。
運用期間については、2070年までの使用が計画されている。

## 開発の経緯

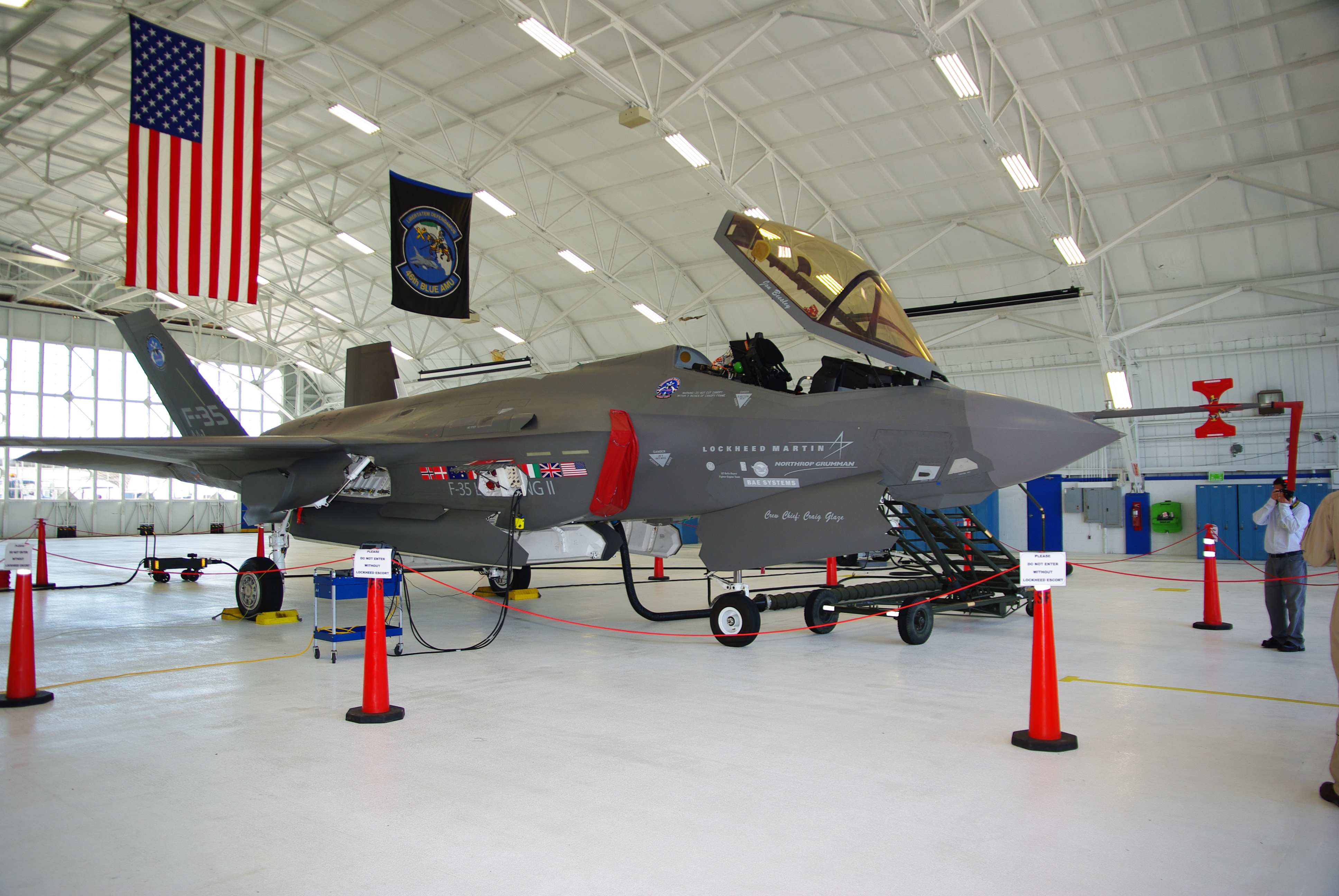
SDD（システム開発実証）機であるAA-1
約100回の飛行後に退役し、その役目を終えた

アメリカのF-16、A-10、F/A-18、AV-8B、およびイギリスのシーハリアー、ハリアー GR.7/GR.9、カナダのCF-18などを含む、多種類な戦術航空機を同じ原型の機体により代替する新型機の開発を目的とした「統合打撃戦闘機計画」に基づき、ボーイング社のX-32とロッキード・マーティン社のX-35の2種の概念実証（CDP）機が開発された。
開発競争の結果、全体としての完成度が高く、目標性能に合致またはそれを超えた性能を持ち、計画の次の段階に入るための基準と技術的熟成を達成しており、STOVL型でリフトファンを採用した、X-35がシステム開発実証（SDD）の段階へ進む機体として2001年10月26日に選定された。その後、X-35にはF-35の制式名称が与えられた。SDDの段階では飛行試験機を製作し、最初に完成した機体は、さまざまな基本的要素を試験・検証するCTOL仕様のAA-1となった。それ以降は実用機に近い形で製作し、CTOL型のF-35AのSDD機であるAF-1〜4の4機、STOVL型のF-35BのSDD機であるBF-1〜5の5機、CV型のF-35CのSDD機であるCF-1〜3・5（CF-4はキャンセル）の4機の合計して14機が試験された。また、飛行試験を行わないSDD機を8機製作しており、その中には、レーダー断面積やレーダー波反射特性を調べる「シグネチャー・ポール」機が1機含まれている。

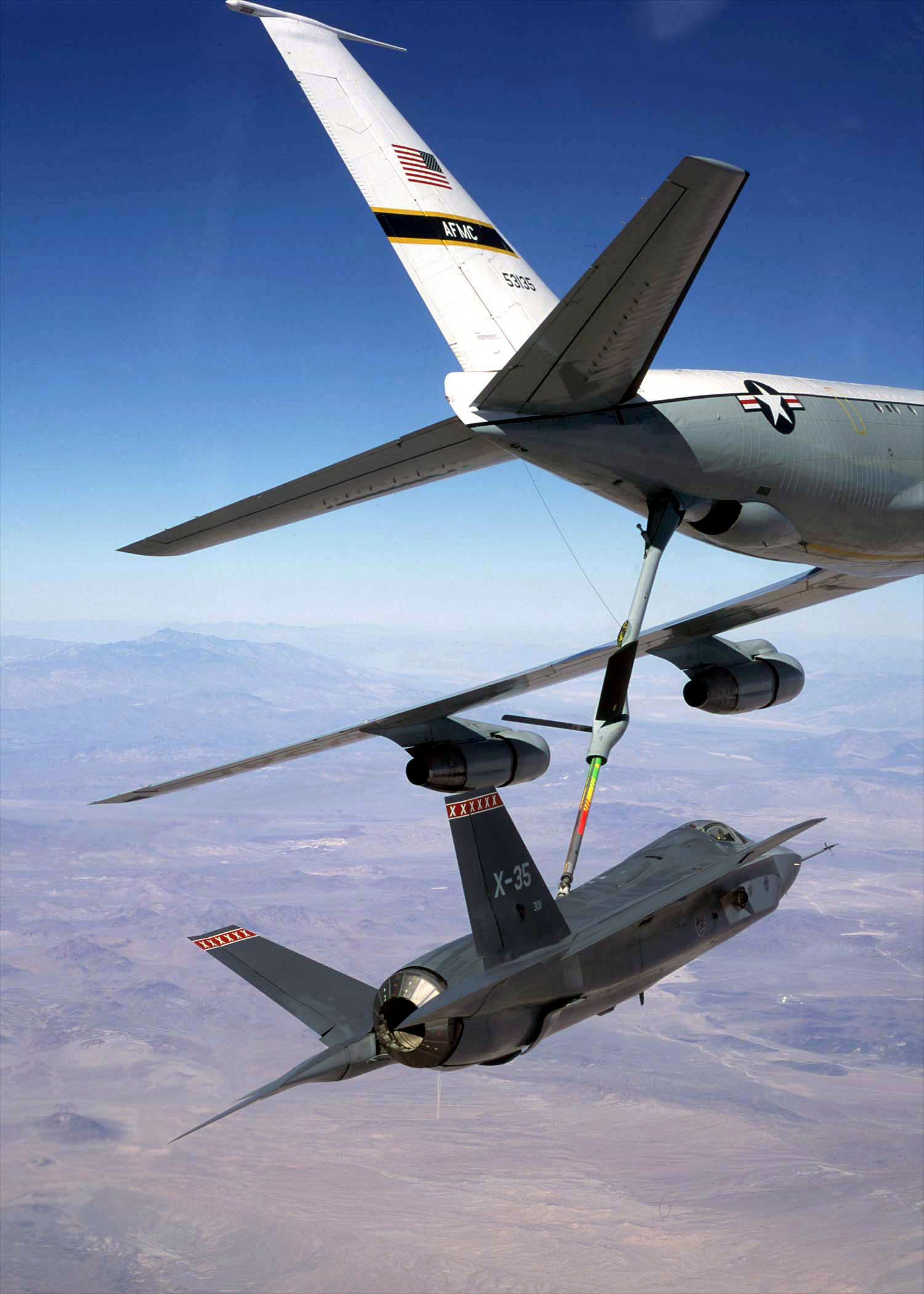
KC-135から空中給油を受けるX-35A
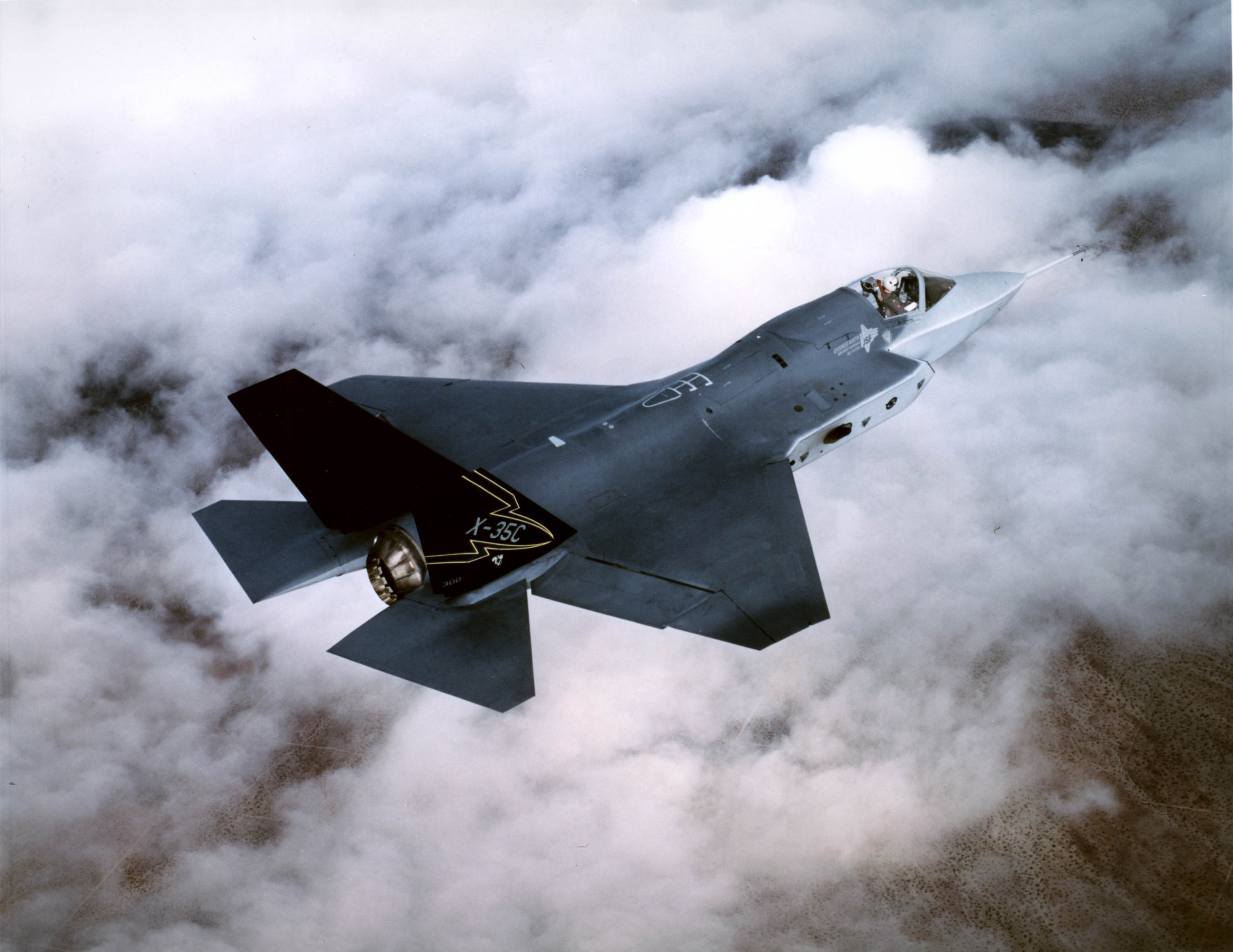
CATOBAR型のX-35C

### 開発パートナー

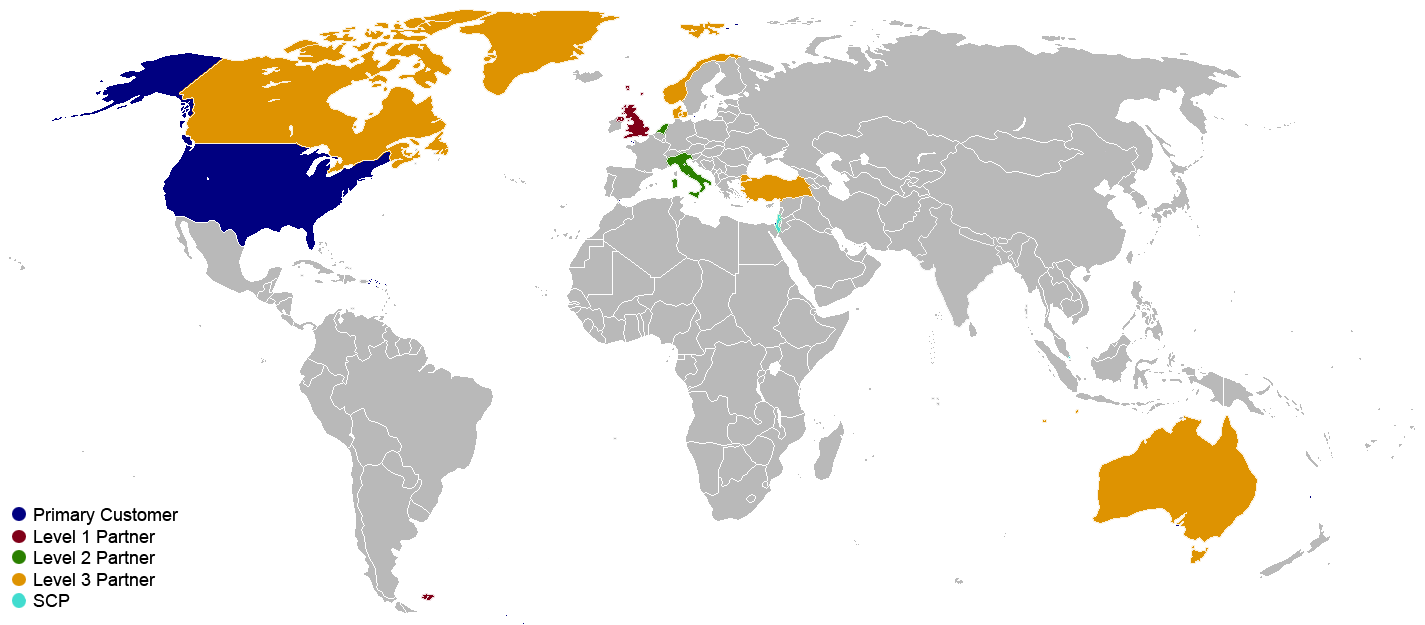
SDD（システム開発実証）段階でのプログラム参加国
主開発国：アメリカ合衆国
レベル1：イギリス
レベル2：オランダ イタリア
レベル3：カナダ トルコ オーストラリア ノルウェー デンマーク
保全協力パートナー（SCP）：イスラエル シンガポール

F-35の主契約社は開発元のロッキード・マーティンであるが、ノースロップ・グラマンとイギリスのBAEシステムズが主要製造パートナーとして計画に参加しており、製造においてロッキード・マーティンと共に機体・操縦システム・アビオニクスなどで作業を分担している。航空システムの実証・システム統合・機体の最終組み立て・軍への引き渡しは、ロッキード・マーティンが行っている。

また、SDD段階でのプログラムでは国際パートナーの参画も可能としており、アメリカ以外の8カ国（イギリス・イタリア・オランダ・トルコ・カナダ・デンマーク・ノルウェー・オーストラリア）が加わり、レベル1からレベル3までの3段階で区分されている。その後、イスラエル・シンガポールが保全協力パートナー（SCP）としてSDDのプログラムに参加している。

### 量産計画
量産型の生産計画についてアメリカ軍では、2006会計年度に第1期低率初期生産（LRIP（Low Rate Initial Production）1）の長期先付け（LL）品の購入が認められ、また、2007会計年度には完全な予算が承認されたことで、2機のF-35Aの製造が開始された。
2010会計年度のLRIP5からは対外有償軍事援助（FMS）機の製造を組み込むことも可能とされた。このLRIPは2013会計年度のLRIP7まで続けられる予定で、その後の2014会計年度より多年度調達（MYP）計画に移行するとされていた。
しかし開発の遅れに伴い現在もLRIPは続いており、2016会計年度のLRIP10以降も続けられる見込み。第1期全規模生産（FRP1）は2026会計年度を予定している。

## 生産・維持体制

### 海外での生産・整備施設
大量の製造が見込まれるため、米本国のテキサス州フォートワース工場以外ではイタリアのカーメリと日本の名古屋近郊にFACO(最終組立・検査：Final Assembly & Check Out)施設が設置されている。
また、ステルス性維持やブラックボックス等のロッキード・マーティンしか触ることのできない部分のメンテナンス・修理、オーバーホール、アップグレードを目的とした国際整備拠点MRO&U（Maintenance Repair Overhaul and Upgrade）が設定されており、本国のアメリカ、FACO設備の利用できる欧州のイタリアとアジアの日本、南半球での運用国オーストラリアの4拠点がある。欧州では十分な運用体制が確立できない場合、追加でイギリス、オランダ、ノルウェーへのMRO&Uを設置が検討されている。一方で契約次第では整備権限を個別に取得し、国内で重整備をすることも可能でイスラエルやフィンランドではこちらを採用している。韓国は日本MRO&Uの利用を拒否し、導入時にロッキード・マーティンより国内での重整備も可能と説明を受けたが、この時は整備先は保留され、一時は距離のあるオーストラリアMRO&Uでの重整備も検討した。その後に第2次調達事業にて韓国は自国整備権限を取得、清州基地に整備場を建設し、2027年から重整備を実施することにした

。
2013年7月17日にはイタリアのカーメリ工場のFACOが米本国に次いで稼働。このFACOは、イタリア国防省が保有しており、アレーニア・アエルマッキとロッキード・マーティンが運営する。今後イタリア空軍及び海軍が運用するすべてのF-35A/Bをノックダウン生産（契約条件で順次ライセンス生産に移行する場合もある）する能力を持ち、オランダ軍向けの機体等の海外へ販売される機体の製造も行う。また、アメリカ国防総省から欧州地域におけるMRO&U拠点にも指定されている。他にも、翼の生産も行っており、完成品はロッキード・マーティンのフォートワース工場に納品されている。
2015年12月15日には日本の三菱重工業名古屋航空宇宙システム製作所小牧南工場（愛知県西春日井郡豊山町）のFACOが稼働。ノースロップ・グラマン製の中央部胴体、ロッキード・マーティン製の前部胴体・コックピット・主翼、BAEシステムズ製の後部胴体、IHIのノックダウン生産したエンジンを組み上げ、エレクトリック・メイト&アッセンブリー・ステーション（EMAS）での工程を経て機体をロールアウトする。また、2014年にアメリカ国防総省からアジア地域の北半球を担当するMRO&U拠点をここに設置することが発表された。2017年時点で生産されているのはA型のみで、初期に後部胴体を含む4割近いライセンス生産も検討されたが、三菱重工業側が採算性の問題から拒否しており、国内生産は部分的なパーツに留まっている。
搭載されるF135ターボファンエンジンは、米本国のコネチカット州ミドルタウン工場とフロリダ州ウエスト・パームビーチ工場で製造されているが、日本のFACOでの使用分はプラット・アンド・ホイットニーからIHIが請け負っており、2017年3月28日にF35専用施設が瑞穂工場（東京都西多摩郡瑞穂町）内で稼働。この施設では組立と試運転が可能で、防衛省はF-35を年に6機程導入する計画のため、これに合わせて年間6基前後の生産能力を持っており、一部部品は相馬工場（福島県相馬市）と呉第二工場（広島県呉市）等で生産される。これらの工場は将来MRO&U拠点が設置される際のエンジンの担当も期待されている。エンジン組み立て工場は他にもMRO&U拠点が設置予定のイタリアにも建設が検討されている。

### 部品供給
機体の維持については、ALGS（英: Autonomic Logistics Global Sustainment）と呼ばれる国際的な後方支援システムが導入される。これはアメリカ政府の管理の下、全ての運用国が共通の在庫プールを通じて交換部品の融通を行うもので、各国は保有する部品の在庫を最小限に抑制できる。ただし部品はF-35運用国以外への移転が厳しく制限され、また移転は国連憲章の目的と原則に従うF-35運用国に対するもののみに限定される。

## 特徴

### 外形

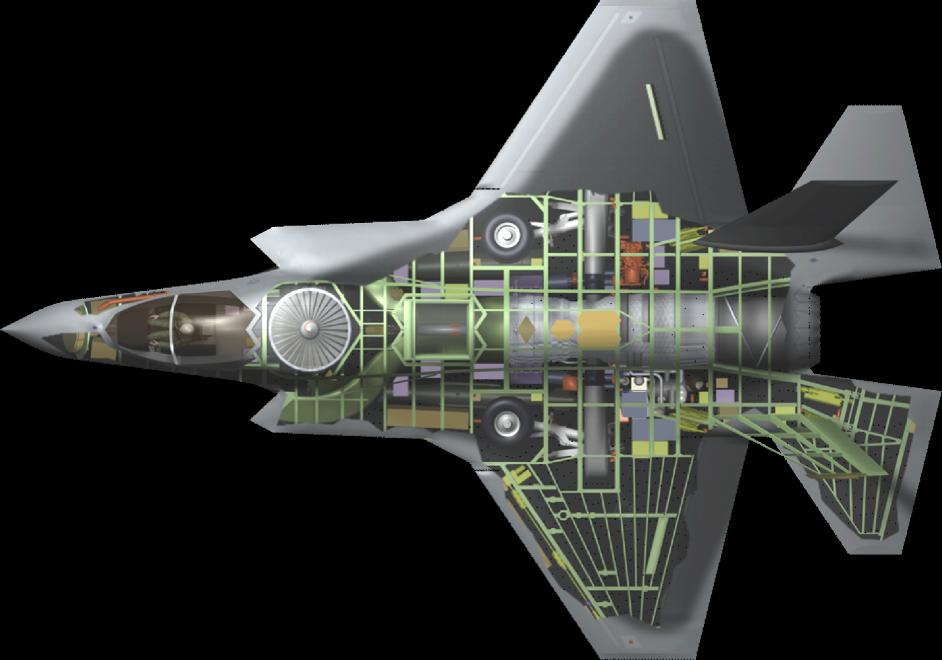
F-35B 内部の様子

F-35はF-22と同様に機体形状と縁の角度の統一が図られており、ステルス性に優れた主翼の菱形翼と水平尾翼は、前縁に33度の後退角と後縁に14度の前進角を有しており、主翼には操縦翼面として、前縁に前縁フラップ、後縁にフラッペロンが装備されているほか、F-35Cでは後縁外側に補助翼が装備されている。水平尾翼はF-22と同じく全遊動式であり、2枚の垂直尾翼は42度の前縁後退角を有しており、機体中心線から外側へ25度傾けられている。
主翼付け根前縁から機首先端まで続くチャインは機体の上面と下面を明確に分けており、エアインテーク（エアインレット）はチャインの下、コックピット後方の左右にある。従来の超音速ジェット機にあったような境界層分離板 が無く、胴体側面の出っ張りによって境界層を押しやる仕組みになっており、ダイバータレス超音速インレット（DSI）と呼ばれるこの構造はステルス性の向上に一役買っている。
空中給油受油装置として、A型は背部に空軍式（フライング・ブーム方式）のリセプタクル、B/C型は機首右側に海軍式（プローブ・アンド・ドローグ方式）のプローブを装備する。
コックピットには前方ヒンジ方式の一体型キャノピーを採用した。これによりアクチュエーターの小型化と重量の軽減が可能となり、合わせて整備の際のアクセスも容易となった。電気システムのユニットや整備アクセス関連のユニットを、それぞれ胴体側面に配置したことにより、今までと比べて少ないアクセスパネルで対応できるようになっている。
一つの基本設計を基に、通常離着陸（CTOL）型、短距離離陸・垂直着陸（STOVL）型、艦上機（CV）型と3タイプの開発・製造を目指すものの、設計の共通性は高い。各タイプの設計に占める独自設計部分はA型が19.8%、B型が32.6%、C型が43.1%と、艦上機用の追加パーツが多く最も共通性の低いC型においてすら50%以上の完全な共通設計、もしくは同類設計が用いられている。複座の練習機型は存在せずフライトシミュレーターを使って行われる（後述）。
ステルス性については詳細が公表されていないものの、正面からのレーダー反射断面積は約0.00143m2とF-22より7～9倍大きくF/A-18Eやラファールの1/35～1/70とされている。機体表面のほとんどに用いられるカーボン複合材には、カーボン素材の段階からレーダー波吸収材（RAM）が混合されているという新しい手法が用いられており、その上で要求されたステルス性を満たすべくRAM塗料による塗装を行っている。これには、従来のステルス機より維持や管理が低コストで済むという利点がある。機体の製造においては、外部シールドライン制御と呼ばれる工法を使用しており、機体各部の繋ぎ目をほとんど無くして、そこにRAMでシールすることにより、繋ぎ目での段差や溝を無くすことでレーダー反射を防いでいる。機内には大容量の燃料タンクが搭載されており、F-22と同様にアンテナやセンサー類の張り出しを極力設けない設計を採用して、内蔵アンテナとセンサーを一体化させ、それを機体フレーム内に埋め込むことで、その効果を高めている。F-35は単発機であり、機体サイズ自体がF-22と比べて小型化したことで、目視での発見をより困難としている（低視認性）。
ドラッグシュートはオプションとして設定されており、ノルウェー空軍などが選択している。
なお、機体形状についてX-35から変更された点は以下の通り。
- 電子機器の搭載スペース確保のため前部胴体を12.7cm延長
- 胴体延長に伴う安定性と操縦性の維持のため水平安定板を5.1cm後方へ移動
- 機内燃料搭載量増加のため胴体背部を2.5cm上昇
- 胴体内兵器庫のスペース確保のため主脚の取り付け位置を胴体から主翼付け根へ変更

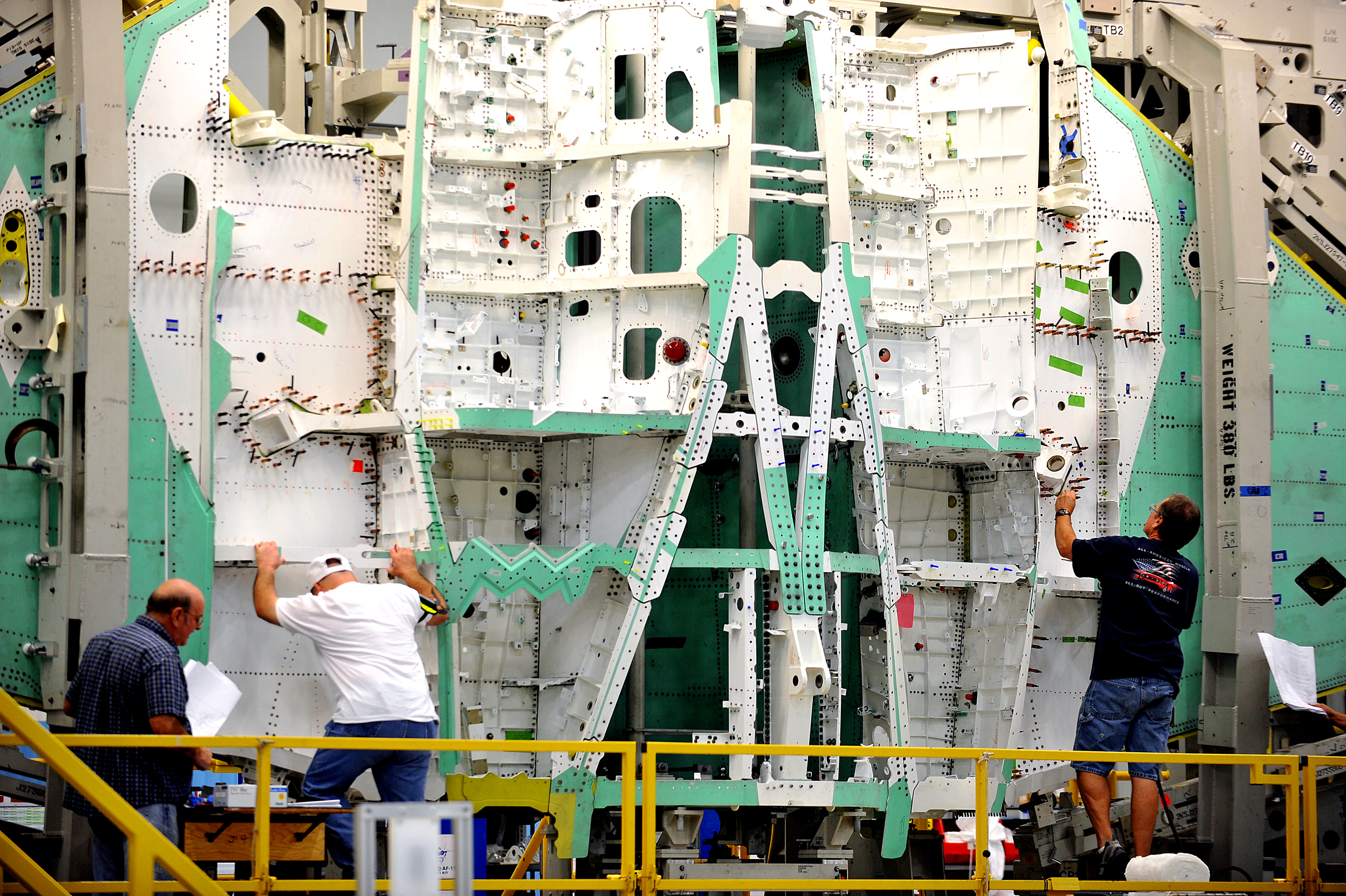
製造途中の胴体後方部分
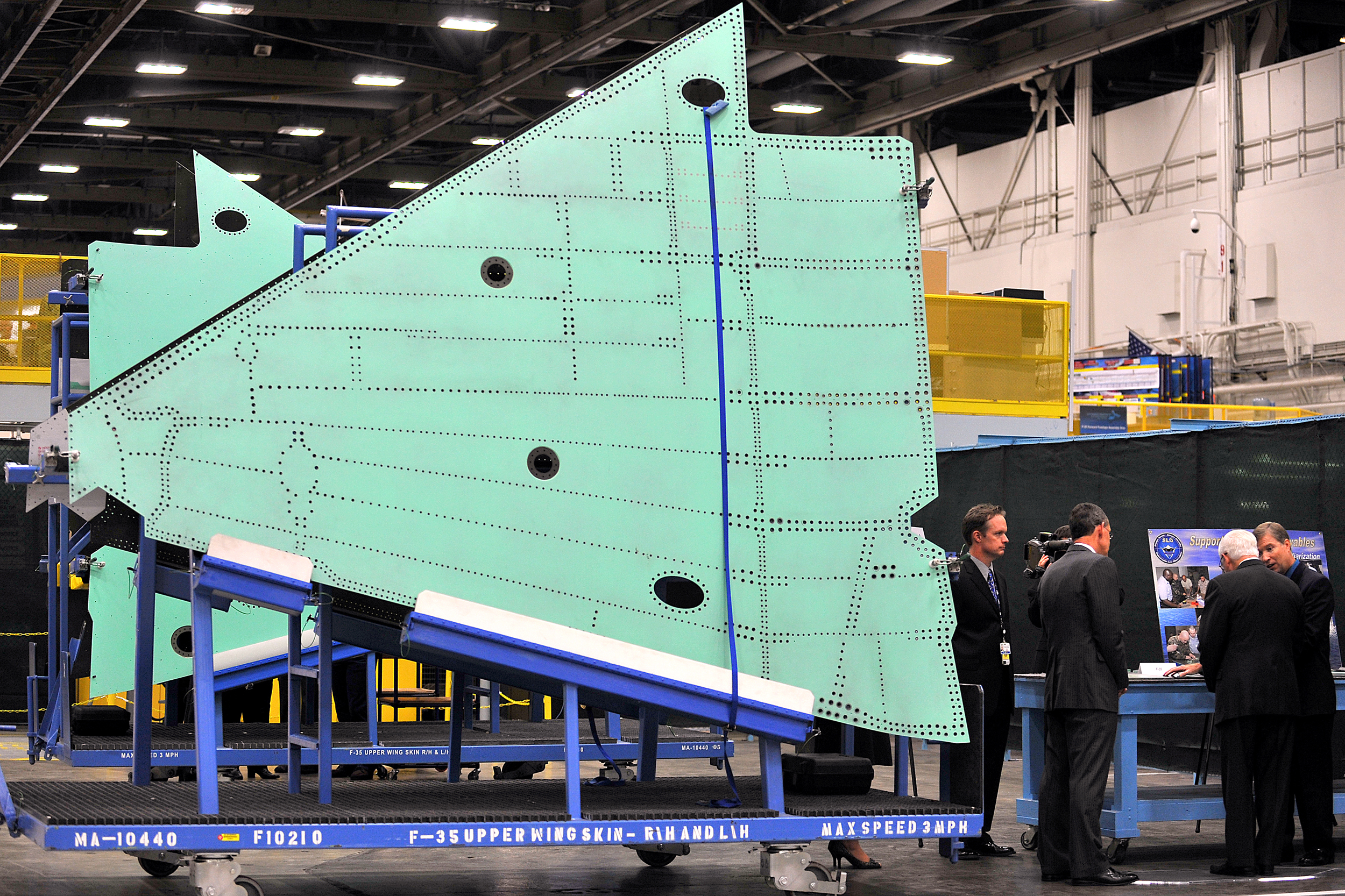
製造途中の翼の一部
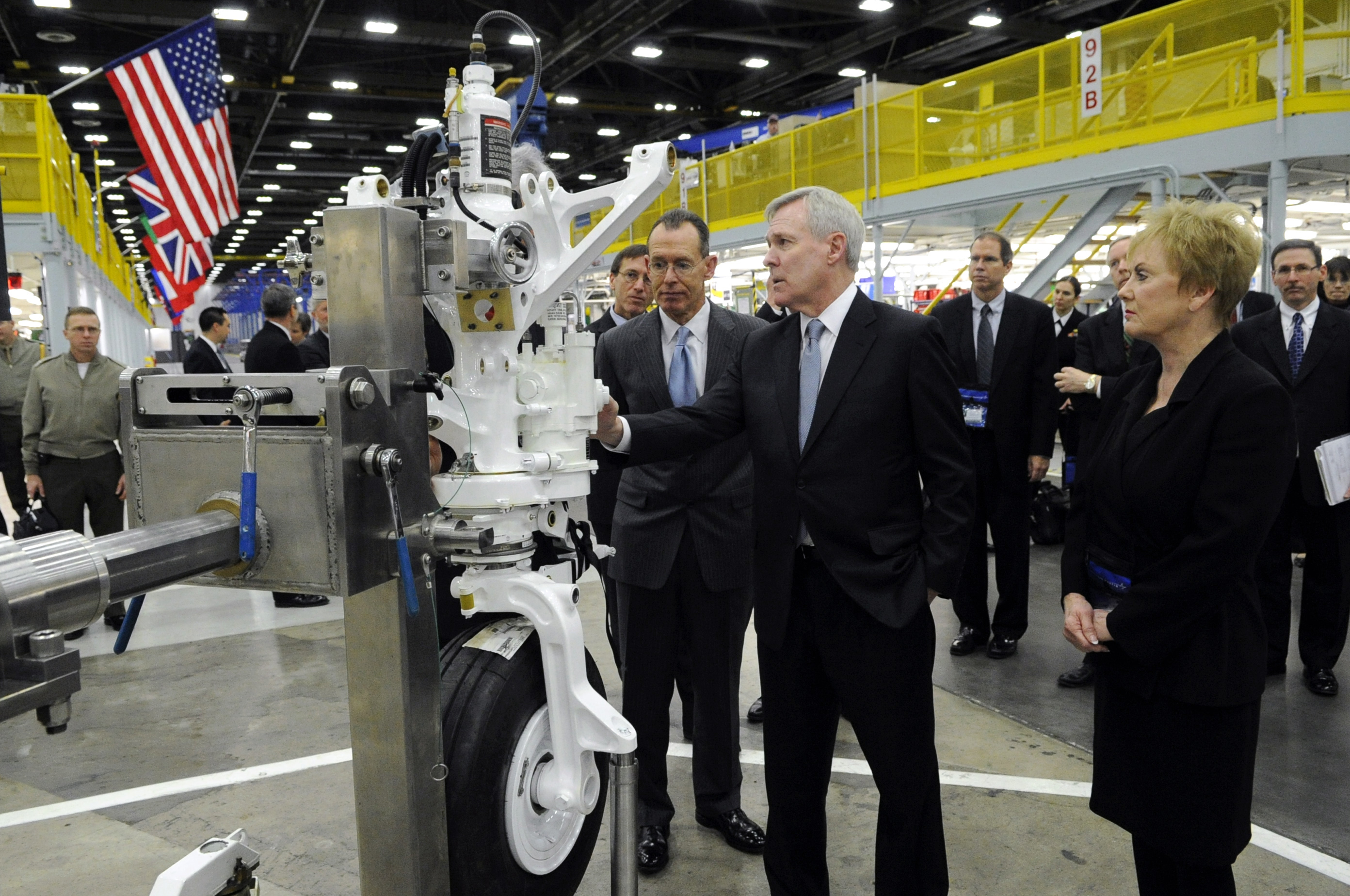
B/C型の降着装置
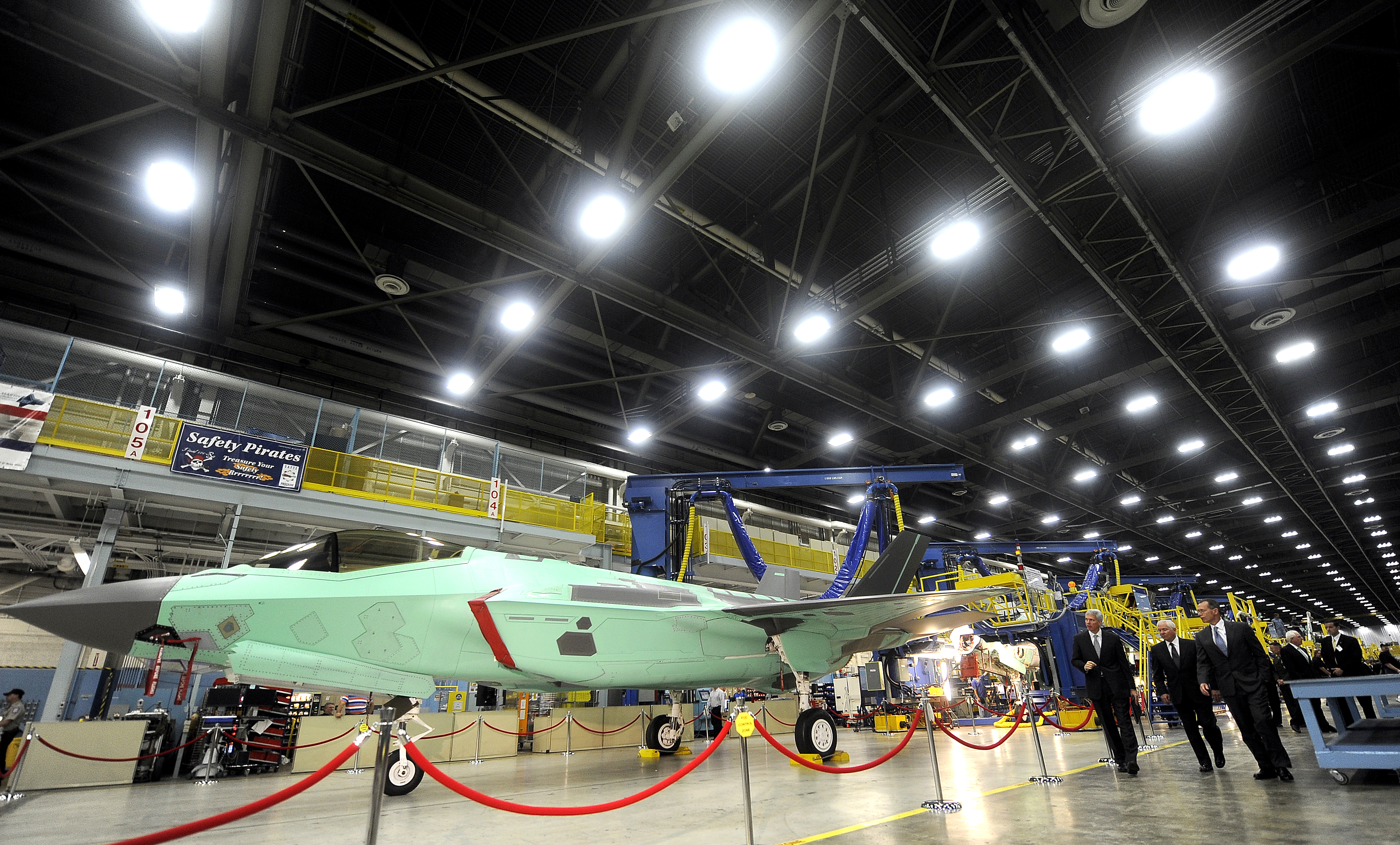
塗装前の機体
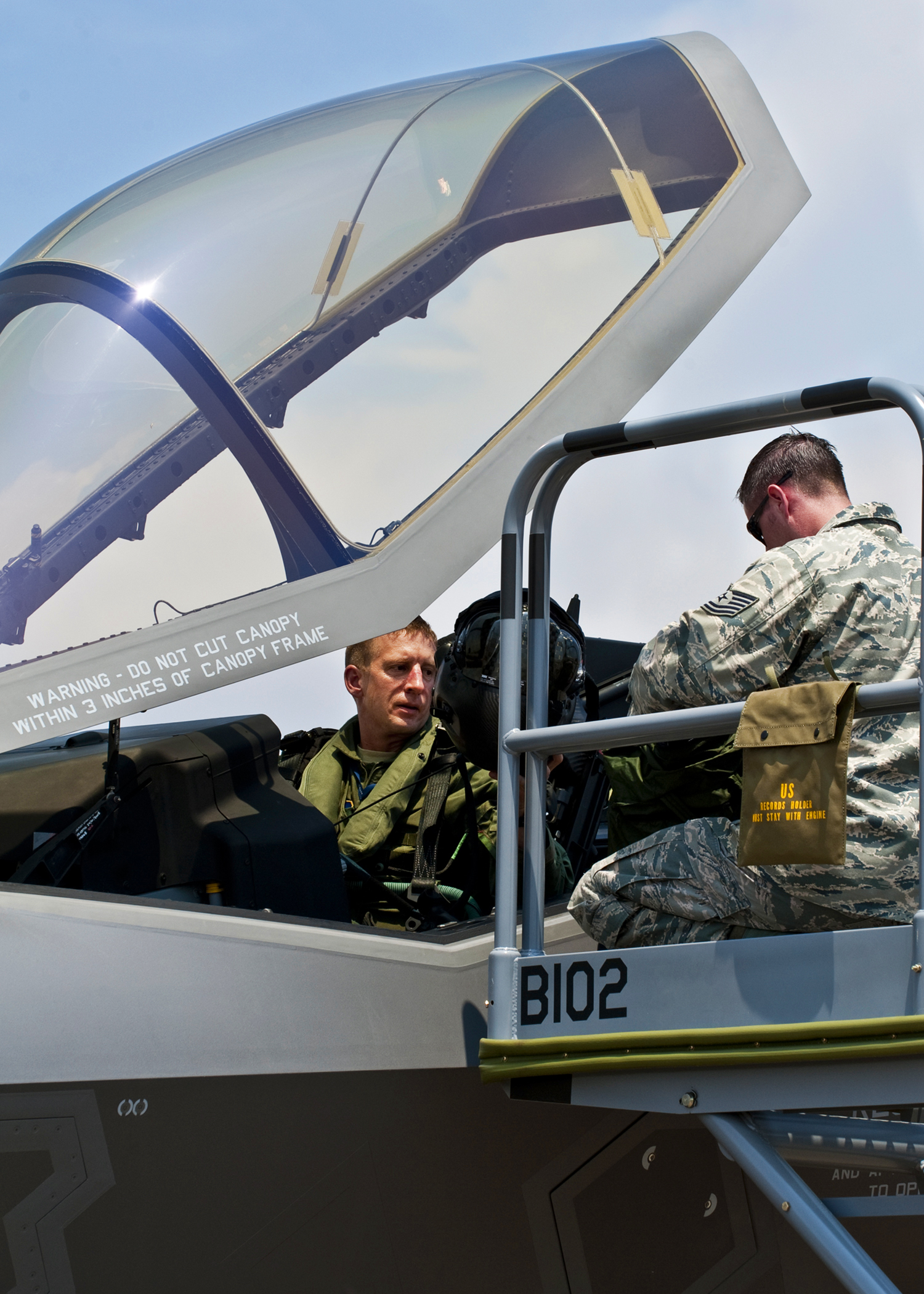
一体型設計のキャノピー
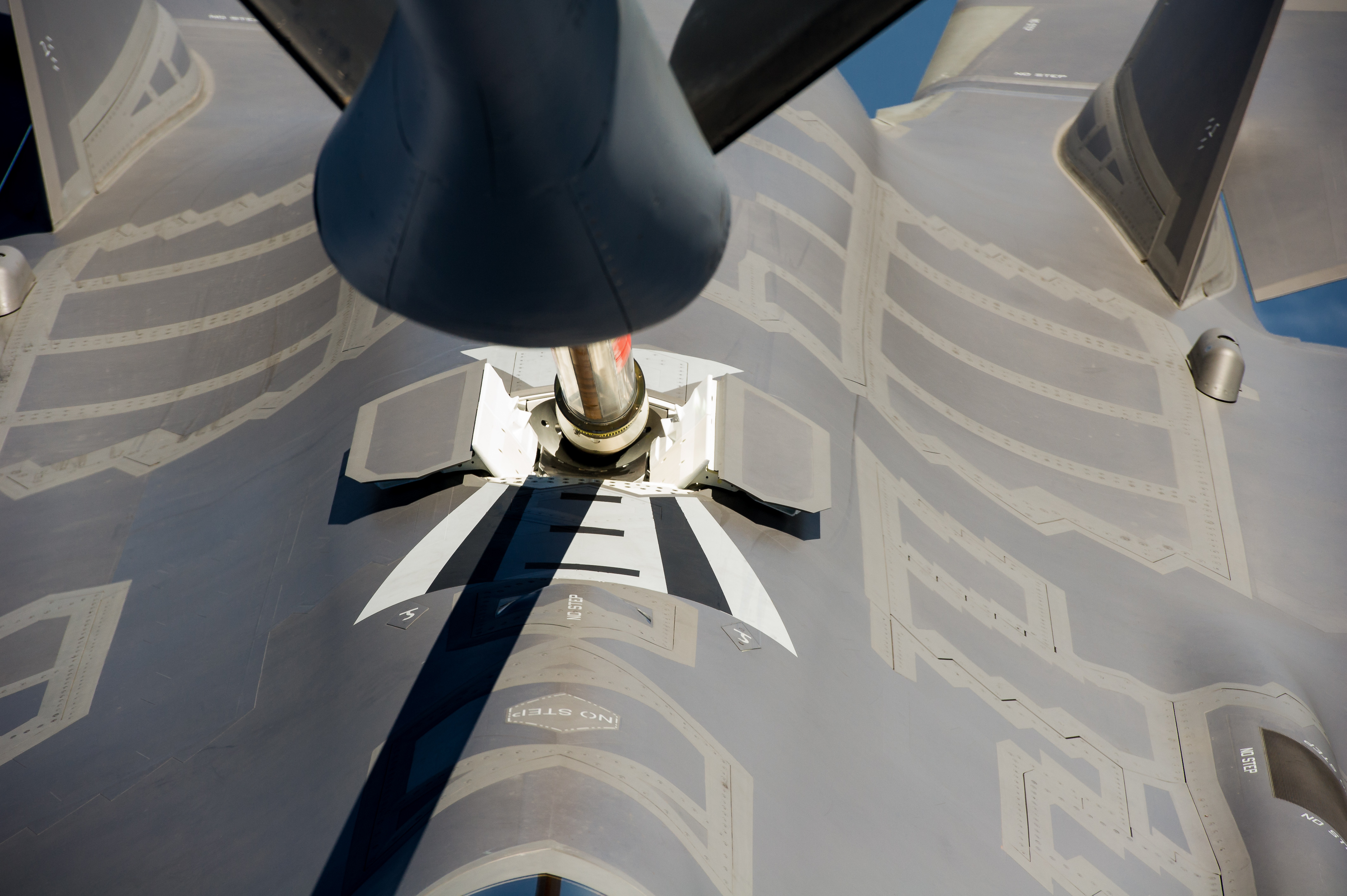
A型の空中給油リセプタクル
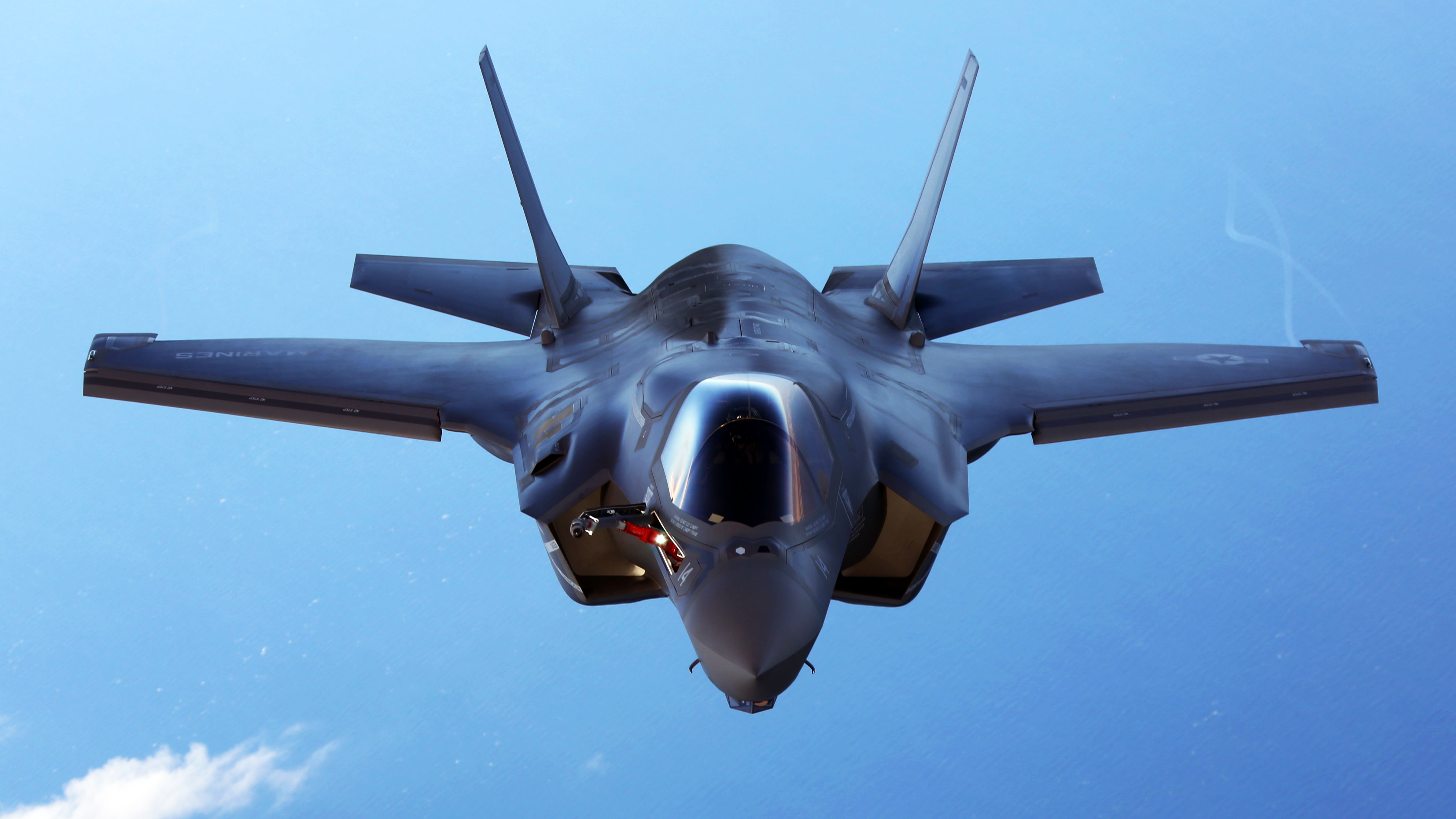
空中給油プローブを展開したB型

### エンジン

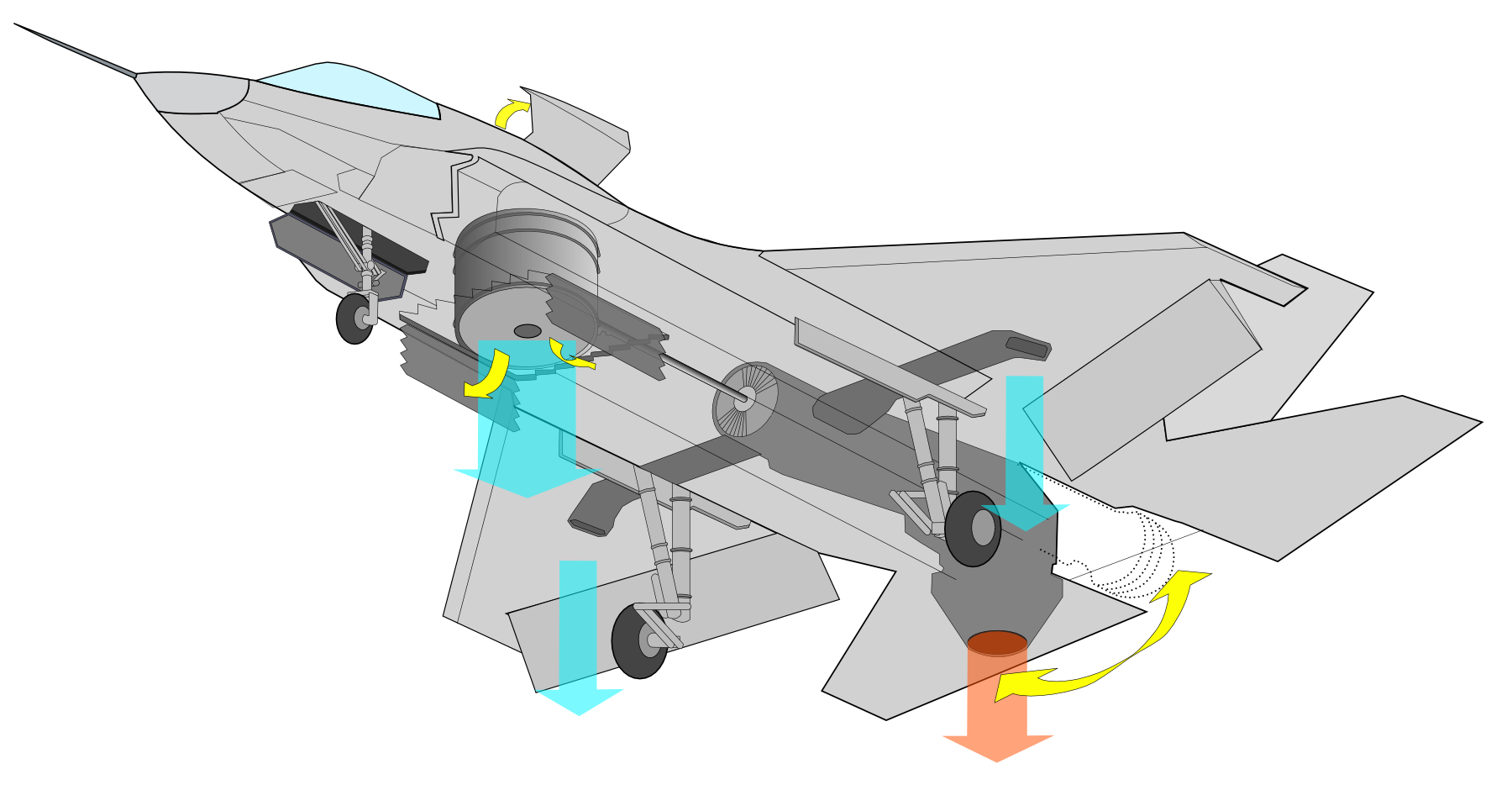
リフトファン使用時には機体上下のドアが開いて空気が下方へ噴射される
機体後部のエンジン排気も機体下部のドアが開き、ノズルが回転しながら下がることにより下方へ曲げられる
エンジンの排気の一部が抽出された後、ロールポストを介して左右の主翼に導かれて下方へ噴射される

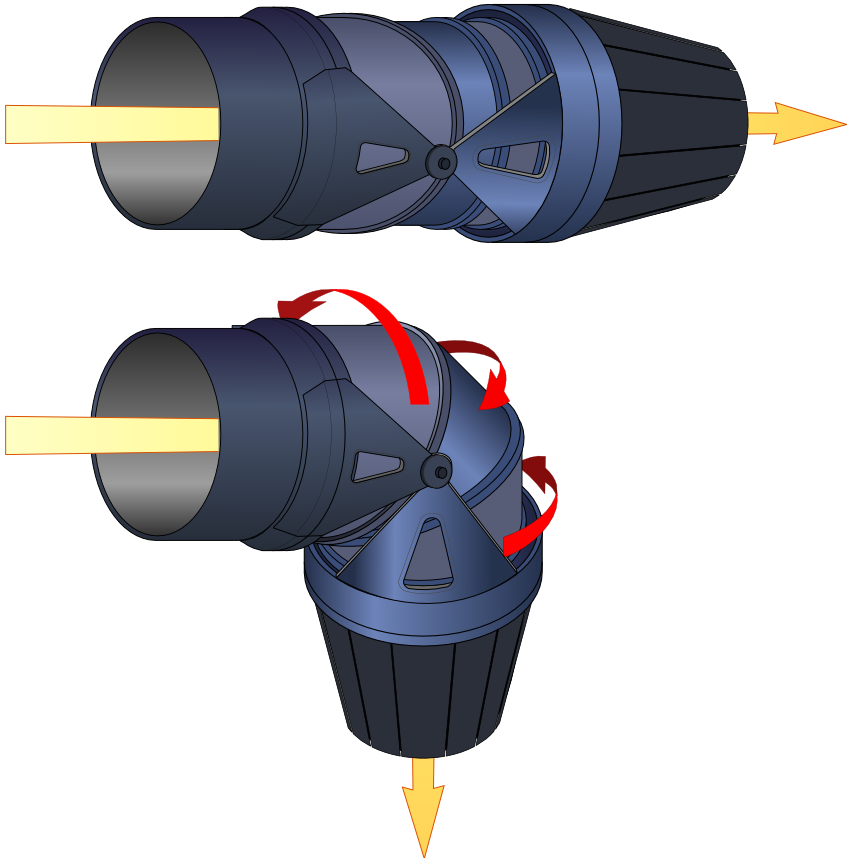
P&W F135ジェットエンジン（V/STOL用）の3ベアリング回転ノズルの偏向動作モデル
上図：水平飛行時 下図：V/STOL飛行時
回転面がずれた3つの筒部を互い違いに回転させることで、真後ろ方向から垂直下方までジェット排気の推力を偏向させる

F-35は単発機であるが、その開発に際し各軍からの要求をより多く実現しようとしたため、小型ながら重量級の機体となった。これに対応する形でエンジンも、F-22向けのF119から派生した強力なF135を搭載している。その推力はドライ出力でも125kN、アフターバーナー使用時には191kNにも達する。
この強力なエンジンの搭載によりF-35は形式を問わずおよそ150マイル（241km）をマッハ1.2で飛行可能なスーパークルーズ能力を有しているとされている。
プラット・アンド・ホイットニーはさらなるエンジンの性能向上と改良に取り組んでおり、推力が増加し燃費も改善した改良型のF135 Growth Option 1.0を明らかにしている。
このアップグレードは、2020年代初めに既存の生産ラインに入る可能性があるという。PW社は燃料の燃焼低減デモンストレータエンジンと呼ばれるこのシステムの初期バージョンの性能テストを完了し、これにより、推力が最大10%向上し、燃料消費量を最大6%削減できることが証明されたとしている。その後、先進的なプログラムおよび技術担当チーフエンジニアであるSteve Burdは、同社が海軍の燃料削減努力と空軍のコンポーネント/エンジン構造評価研究プログラムの2つの技術開発プログラムの能力をGrowth Option 1.0構成に振り向けたと説明し、アップグレードにはパワーモジュール（システム冷却の変更を含むより効率的な圧縮機と改良されたタービン、燃焼器）のみを交換するだけでよいと述べた。この改良モデルは資金供給が行われていないが、JPOが承認した場合ブロック4の近代化に組み込まれる可能性がある。実現すれば推力と熱管理能力の大幅な向上が期待される。
このほか、F-16と同様にエンジンの複ソース化が検討されGEアビエーションおよびロールス・ロイスそれぞれがF136を開発していたが、かかる経費や必要性を吟味した結果2011年12月2日に開発は中止された。代替エンジン自体は、1996年11月より検討作業が行われていた。
STOVL機であるF-35BではV/STOL能力のために軸駆動式リフトファン方式とジェット推力を下方に偏向させる特殊な排気ノズル"3BSM"を併用するF135-PW-600を搭載する。この"3BSM"は真下方向を越えて中心軸方向に対して最大95度まで2.5秒で角度変換できるが、この機構の作動中はアフターバーナーは使用できない。V/STOL時に発揮されるすべての推力を合計した最大垂直推力は180.8kNであり、その内訳は、ノズルを90度下方に偏向させた場合のエンジン推力最大値である83.1kN、リフトファンの最大83.1kN、左右それぞれのロールポストからの最大14.6kN（2基計）、である。
ちなみに、V/STOL時の姿勢制御は、機体のローリング制御をロールポストからの吹き出し量により、また、ヨーイング制御をエンジン排気ノズルの角度調節により、それぞれ行う。リフトファンユニットはロールスロイスが開発したものであり、ファンは二重反転となっている。リフトファンはエンジンの低圧タービン・クラッチ・減速機を介して接続されたドライブシャフト で駆動される。ドライブシャフトの出力は最大29,000馬力である。リフトファンの吸気口と排気口に加えて左右のロールポストにも蓋が備わっており、リフトシステムの不使用時にはステルス性を保つために閉じられる。

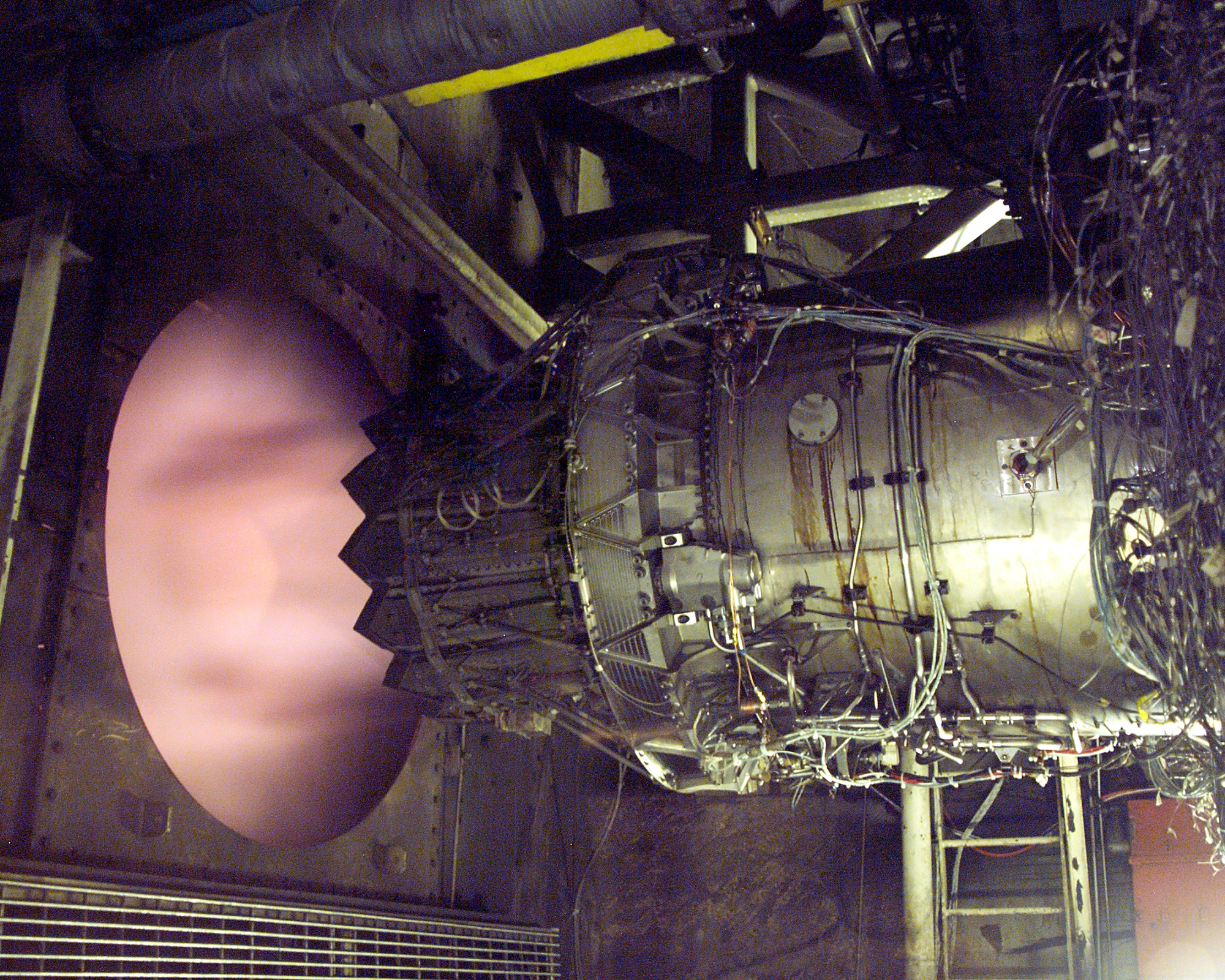
F135エンジン
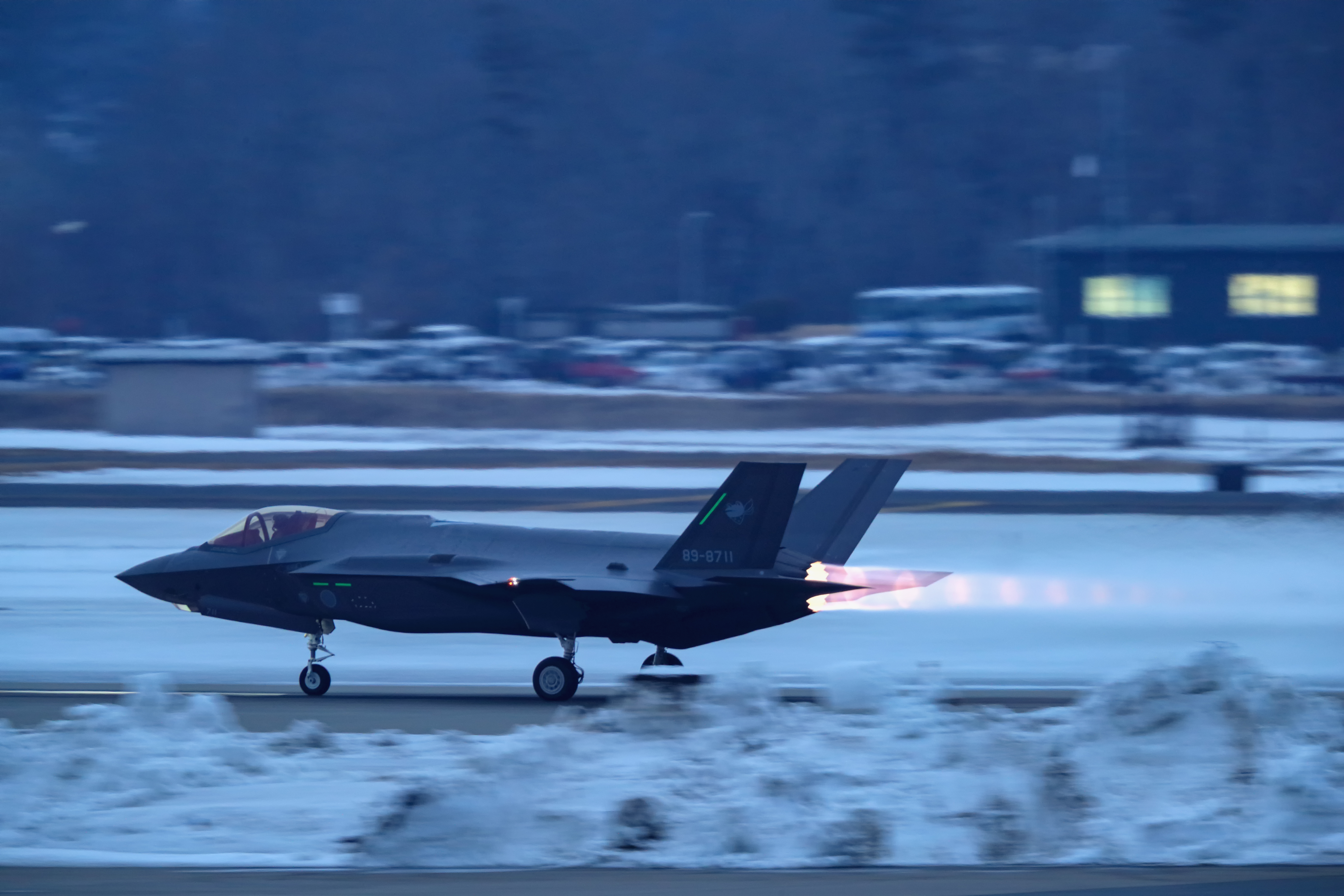
アフターバーナーを使用するF-35A
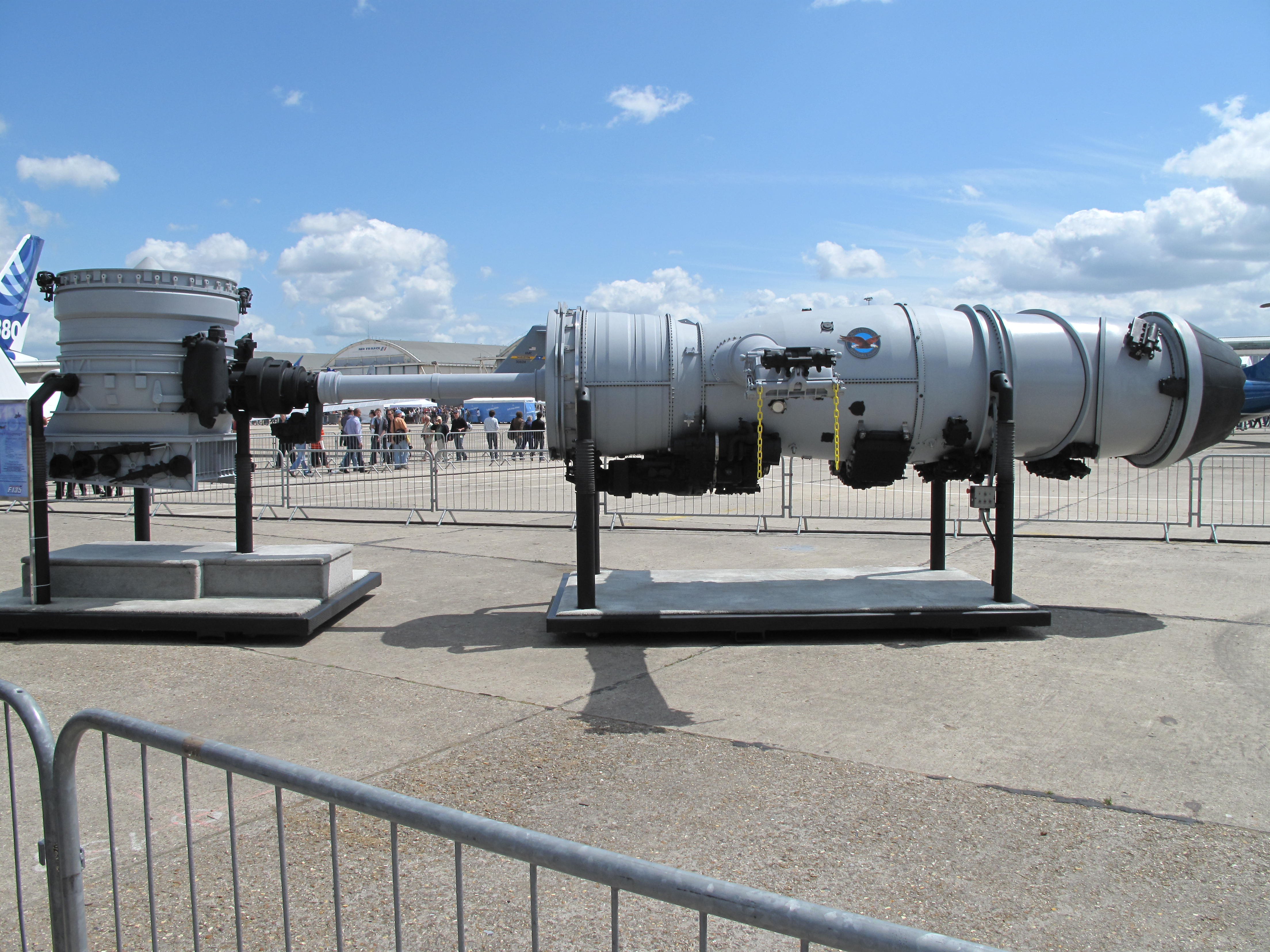
F135-PW-600エンジンとドライブシャフトで繋がったリフトファン
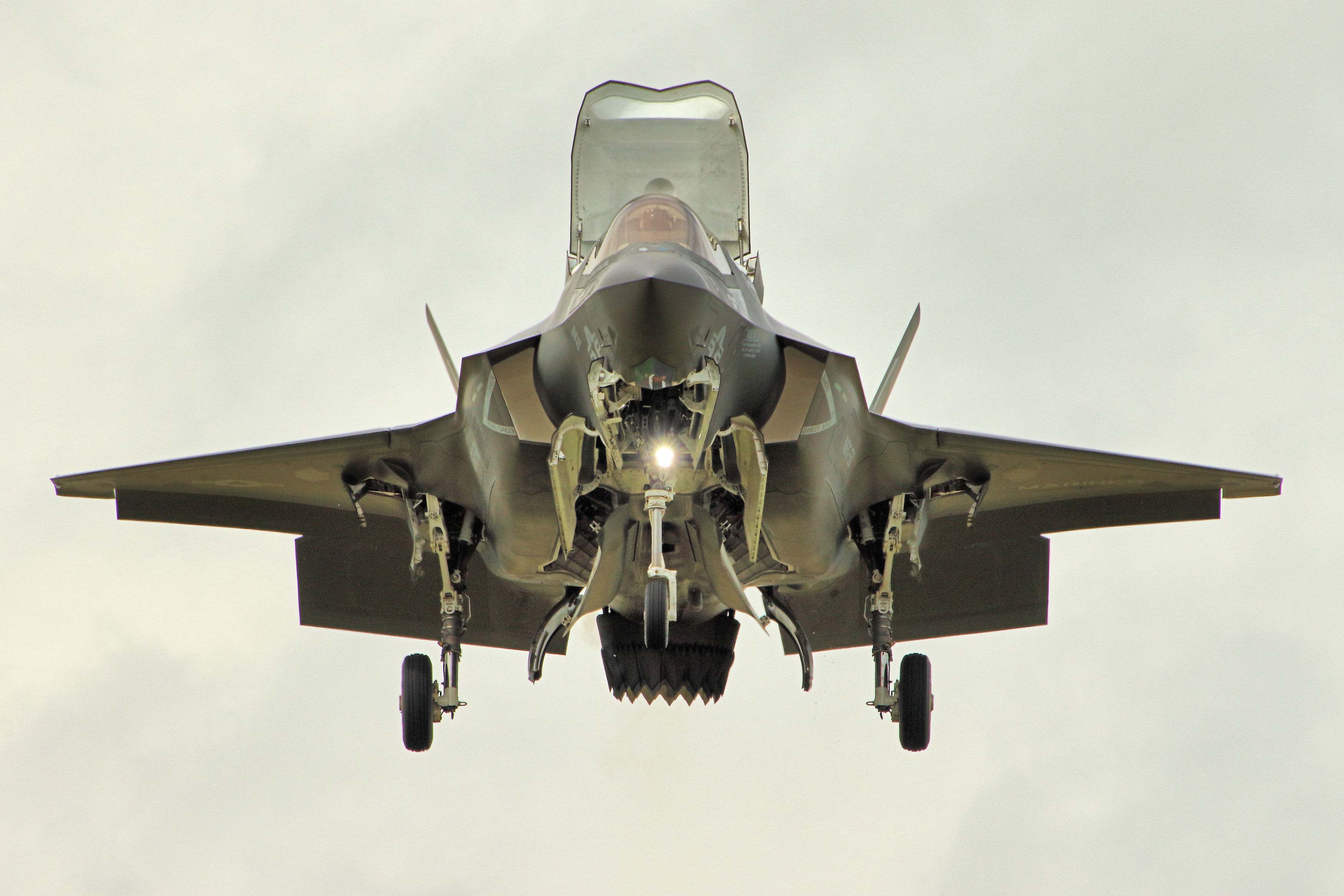
垂直着陸を行うF-35B

#### 騒音
この大型・高推力エンジンと固定エアインテークの取り合わせにより、騒音が大きくなってしまったとされ、120デシベルを超える騒音が記録されているという主張もあるが、アメリカ国防総省が2014年に公開した調査報告書によると
- F-35Aの離陸時の騒音は111デシベルと、F100-PW-220エンジン装備のF-16と比較するとすべての条件で大きくなるが、F100-PW-229装備のF-16の110デシベルとはほぼ同等の騒音レベルで、低高度での3種類の飛行状態のうち2つで最低でも10デシベルは下回る。
- F-35Bの着陸時の騒音はAV-8Bに匹敵し、離陸時には5デシベル大きくなる。F-35Bは、すべての着陸時にF/A-18C/Dよりも静かであるが、離陸時はF/A-18C/Dよりわずかに2デシベル大きい。
- F-35C（試験ではF-35Aを代わりに使用した）の離陸時の騒音はF/A-18C/Dよりもわずかに大きく（3デシベル）なるが、アプローチ時の騒音レベルは低い。離陸時はF/A-18E/Fよりもわずかに静か（2デシベル）で、3つの接近プロファイルすべてでより静か（10デシベル）であった。

としている。またオランダが実施した試験ではF-35がF-16を約3デシベル上回る程度の小さな違いしか示されていないと述べられている。
その一方で海軍はF/A-18E/Fに匹敵する騒音レベルを出したことなどから、飛行甲板要員の聴力損失のリスクを引き起こす可能性がありノイズレベルを30デシベル以上低減できるヘッドセットへ更新するという。

### アビオニクス
操縦系統にはパワー・バイ・ワイヤを導入している。これは従来のフライ・バイ・ワイヤで使われていた油圧アクチュエータを極力廃止し電気系統に置き換えることで軽量化・整備性の向上を図ったもので、F-35では冗長化のため電気と油圧のどちらでも駆動するEHA（英: Electro Hydrostatic Actuator:電気油圧アクチュエータ）を採用している。これにより従来の油圧系統が使用されているのは、降着装置、ウェポンベイ扉、A型の固定機関砲駆動システム、B型のロールポスト、C型の主翼折り畳み機構のみとなった。
全型ともコックピットの基本設計は共通であり、コックピットの正面は幅50.8cm、高さ20.3cm、上部高さ2.5cmのタッチパネル式大型液晶カラーディスプレイ、その下に無線機の操作パネルや独立した液晶の姿勢指示器が配置されたシンプルな設計である。主表示装置となる大型ディスプレイは、画面を2分割・4分割・8分割の3つの大きさのウィンドウで区切って分割して各種の情報が表示されるようになっている。画面分割数やウィンドウのサイズ、表示する情報などはパイロットが変更できるため、ミッションに重要な情報は大きく、重要度が低い情報は小さく、不必要な情報は表示しないことも可能である。従来のグラスコックピットは、多数の小型操作スイッチが画面の周囲に並び画面レイアウトも固定されていたため、パイロットは飛行中に小さなスイッチで画面切り替えを繰り返して必要な表示を探すなど負担が大きかったが、ロッキード・マーティンの主任テストパイロットは従来型に比べパイロットの負担は大幅に減っていると語っている。
操縦桿は大型ディスプレイを妨げないジョイスティック方式のサイド・スティック（座席右側）が採用された。左側のスロットル・レバーは従来の棒型ではなく多数のスイッチが押しやすいように人間工学的に最適化された新規設計となっている。B/C型は「HOOK/STOVL」スイッチを押すことで固有の機能を使用でき、F-35Bでは操縦系統がSTOVLモードになり、F-35Cではアレスティング・フックが下がる。F-35BにはハリアーにあったV/STOL操作用のノズル偏向レバーがないが、これはSTOVLモード時のノズル操作などがスロットル操作や飛行状態によって自動的に行われるようになったためで、操作性が向上している。
ヘッドアップディスプレイ（HUD）に代わってヘッドマウントディスプレイシステム（HMDS）が採用された。これは、ストライク・アイと呼ばれるHMDで、JHMCSを更に発展させたものであり、ヘルメットに情報を投射するLEDやコンデンサー・レンズで構成されたイルミネーター（画像生成装置）とバイザーに特殊なコーティングを施した画像投影装置で構成されたシステムによるディスプレイ装置が組込まれており、HUDの情報のみならず飛行情報の基本ディスプレイや、コックピットのMFDにしか表示できなかったFLIRの画像などの戦術データもバイザーに投影できるようにしたものであり、バイザーに投影される情報は、操縦桿やスロットル・レバーに装備されているHOTASにより選択が可能である。また、EOTSやEO-DASによって捕らえられた画像を視界に重なる形でバイザーへ投影でき、全周360度をカバーできる。これにより、従来コックピットの前方に装備されていたHUDは、本機では無くなっている。ディスプレイの重量はバイザーに情報を投影するイルミネーターが2基あるにもかかわらず、全体が炭素繊維でできているため、従来の汎用ヘルメットよりも軽量である。開発メーカーはイスラエルのビジョン・システム・インターナショナル社（VSI）で、VSIはJHMCSの開発も行なっている。当初このHMDは"Gen 2"と呼ばれるタイプが運用されていたが、強度の衝撃を伴う運用の際に電気信号の変調が発生するという問題や搭載するISIE-10暗視カメラの能力不足などが指摘され、"Gen 3"が開発された。"Gen 3"は改良型のISIE-11暗視カメラ、制御ソフトウェアを搭載し完全な能力を備えるもので2014年1月28日に飛行試験が行われ、同年7月21日に納入された。このHMDは、LRIP7の生産機体から提供されている。なお、"Gen 3"の開発に遅れが生じる可能性もあるため、BAEシステムズによって民生暗視ゴーグルを使用した代替簡易版が並行開発されていた が、2013年10月に製造企業のVSI社から、開発についての目星が付きかつ12%のコスト削減保証が得られたため、この簡易型HMDの開発は中止された。
F-35の電子機器の基幹となるのが『ICP（Integrated Core Processor：統合型コアプロセッサー)』でレーダーや各種センサーの情報を統合・処理する。ICPは民生品であるモトローラ社のPowerPC G4マイクロプロセッサをベースとして開発することでコストダウンを図っている。このICPは1秒間に1兆回以上の演算処理が可能な性能を有しているとされる。2018年9月27日には次世代のICPを供給する企業としてハリス・コーポレーションが選定されたと発表された。ハリス・コーポレーションが生産した次世代ICPは、単価の75%削減、処理能力の25倍への増強、ソフトウェアの安定性の向上、信頼性の向上、診断の向上による維持費の削減、将来の機能の追加、アップグレード、更新の柔軟性を可能にするオープンシステムアーキテクチャなどの改善が行われ、2023年から納入が開始される予定。
内部システムネットワークには低レイテンシーが評価されIEEE1394bが採用されている。

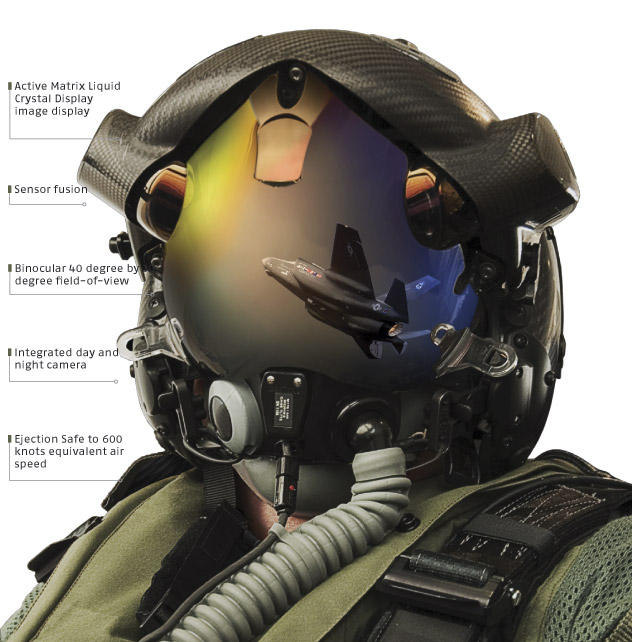
"Gen 1"のHMDS
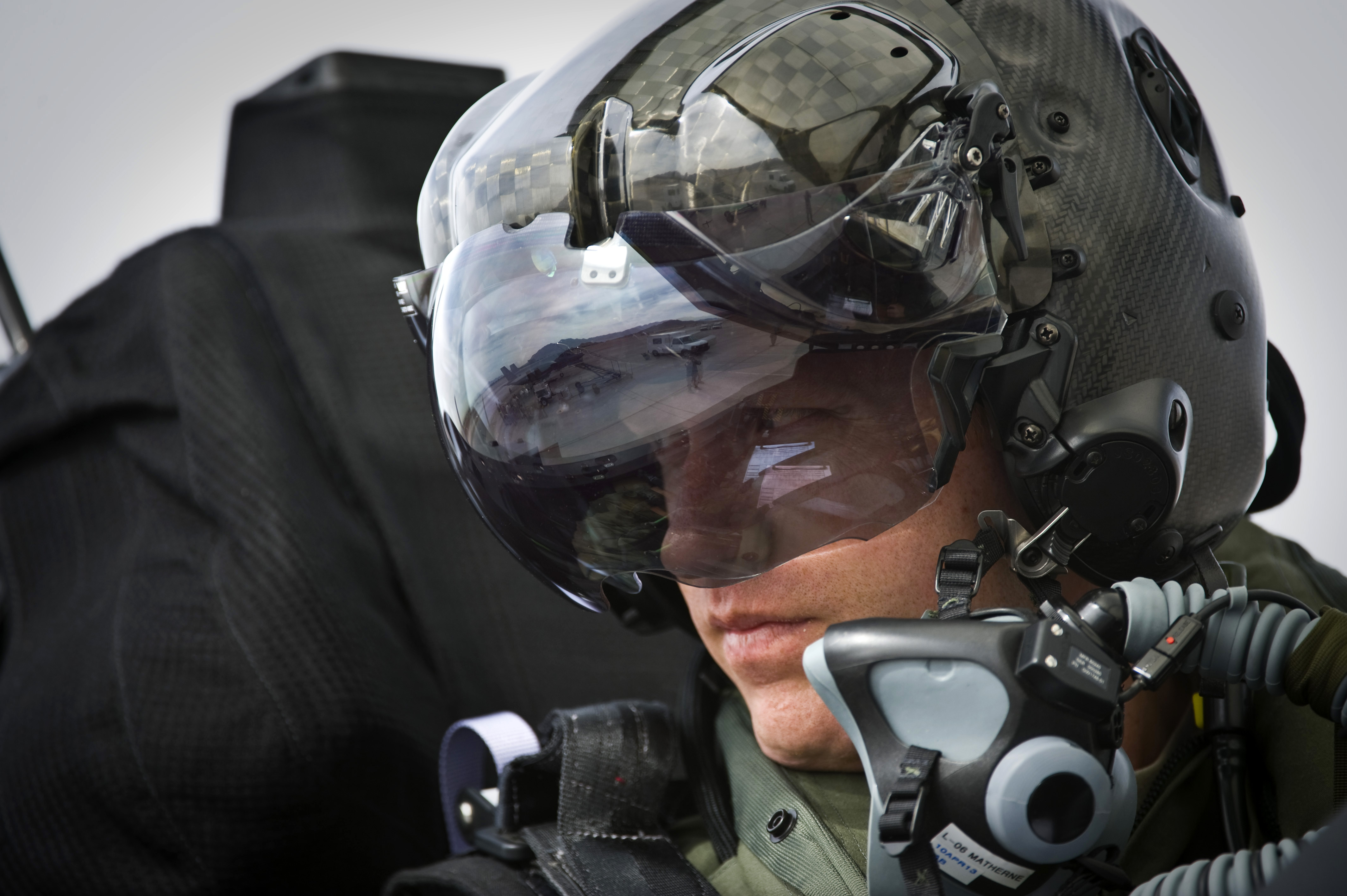
"Gen 3"のHMDS
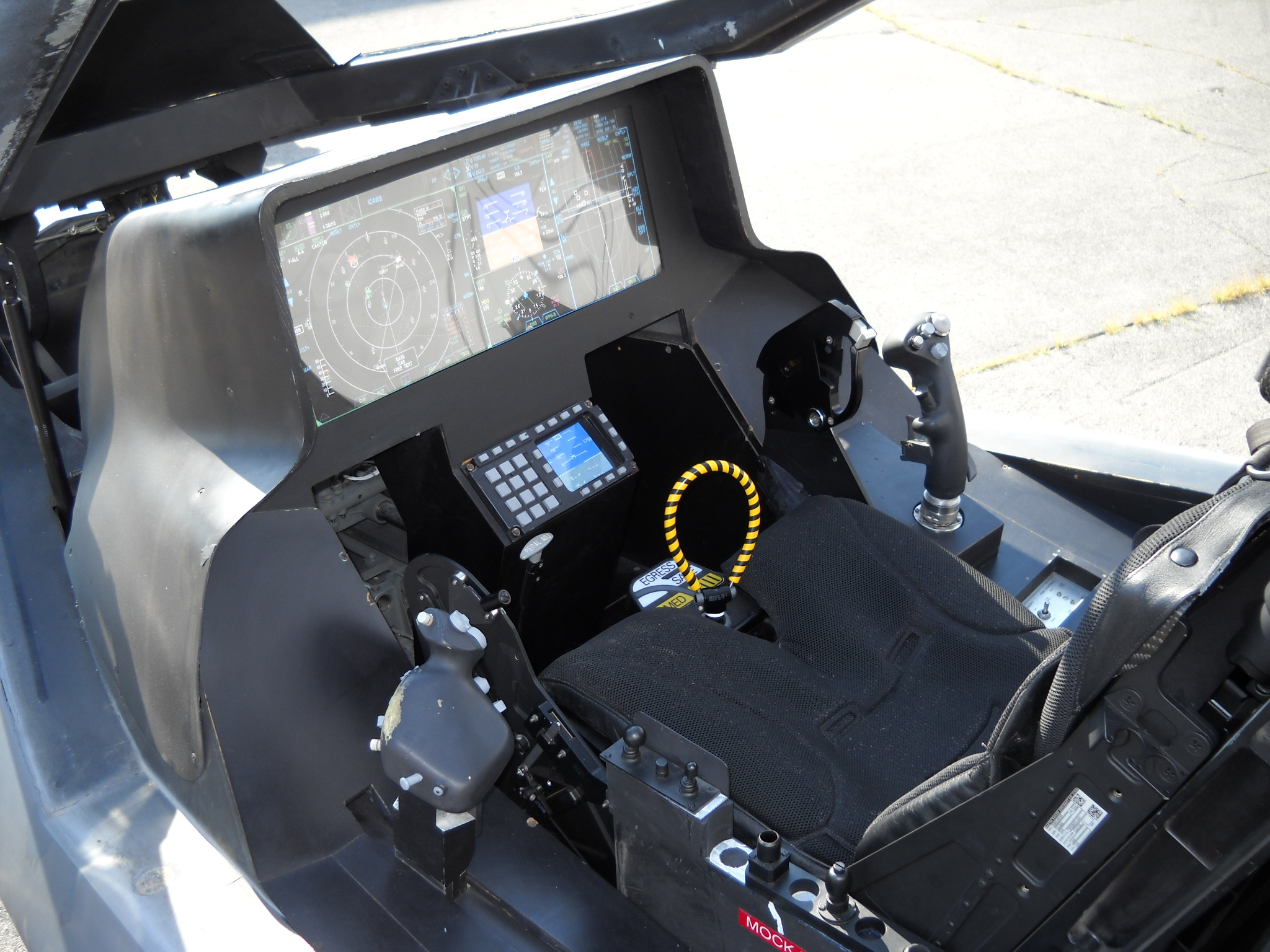
カナダ航空宇宙博物館に展示されているコックピットのモックアップ。
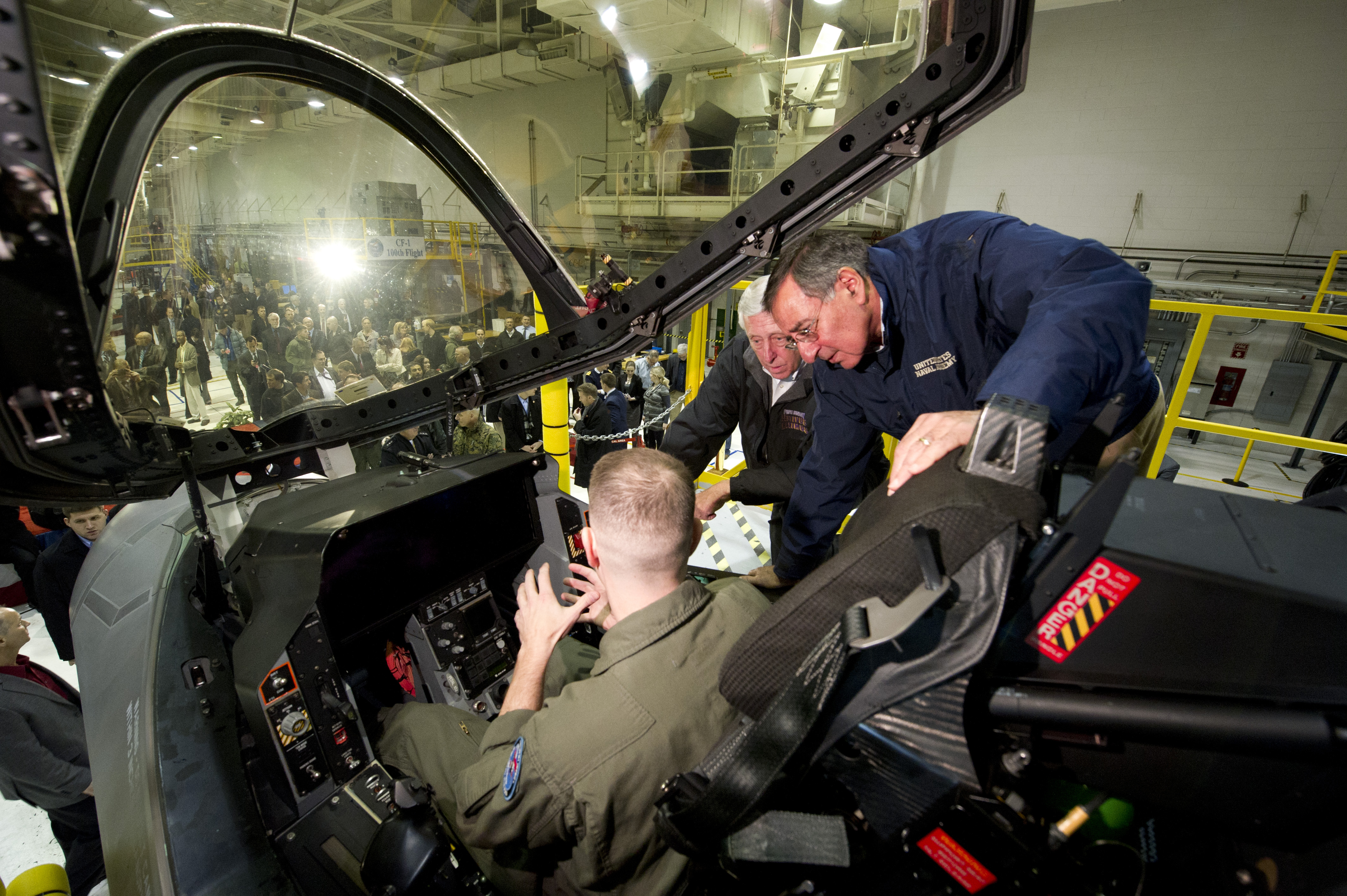
アメリカ海軍仕様のコックピット。

#### フライトシミュレータ
複座型を開発しなかったため、パイロットの教育はフルミッション・シミュレータ（FMS）で行われる。FMSは実機と同じ操縦席を動揺装置に乗せており、360度のドーム型スクリーンを備えたフル・フライトシミュレータ（FFS）である。飛行だけでなくミッションソフトウェアも実機と同等であるため、作戦行動の訓練も可能である。FMSは制御ソフトの設定により、A/B/Cの3タイプいずれにも対応している。
操縦訓練用の他、整備士の教育用として兵装搭載トレーナー（WLT）、射出システム整備トレーナー（ESMT）と呼ばれる実物大モックアップが用意されており、前者は胴体と主翼を再現した兵器類の搭載訓練用、後者は機首とコックピットを再現した射出座席・キャノピー投棄システム整備訓練用となっている。これらもパーツの組み換えなどで3タイプ全てに対応可能である。
動揺装置を廃し、ドーム型スクリーンをパネル型ディスプレイに変更することでコストを抑えたフライトトレーニングデバイス（FTD）も用意されており、イスラエルなどが導入している。

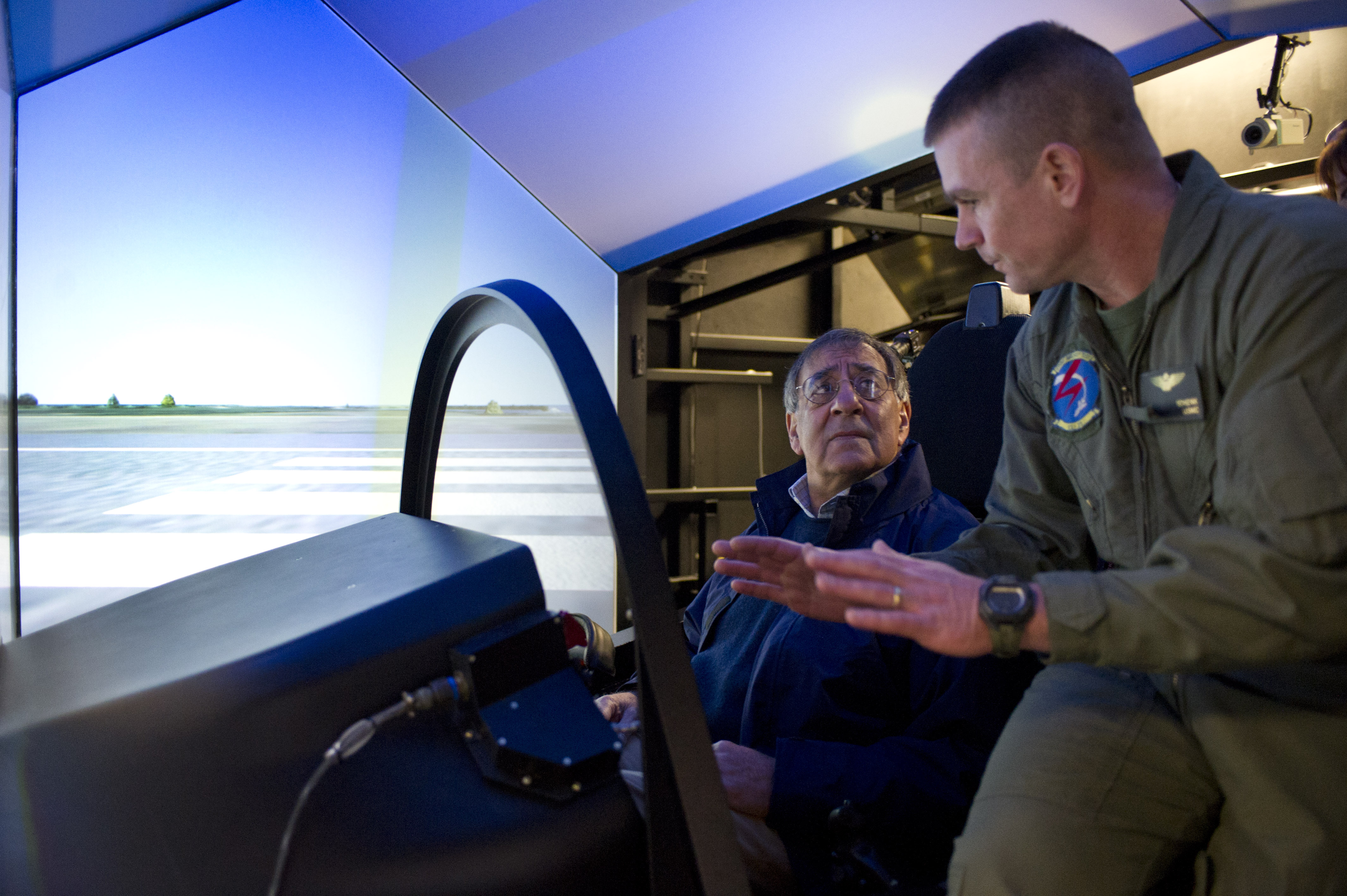
設備の解説を受けるレオン・パネッタ（2012年）
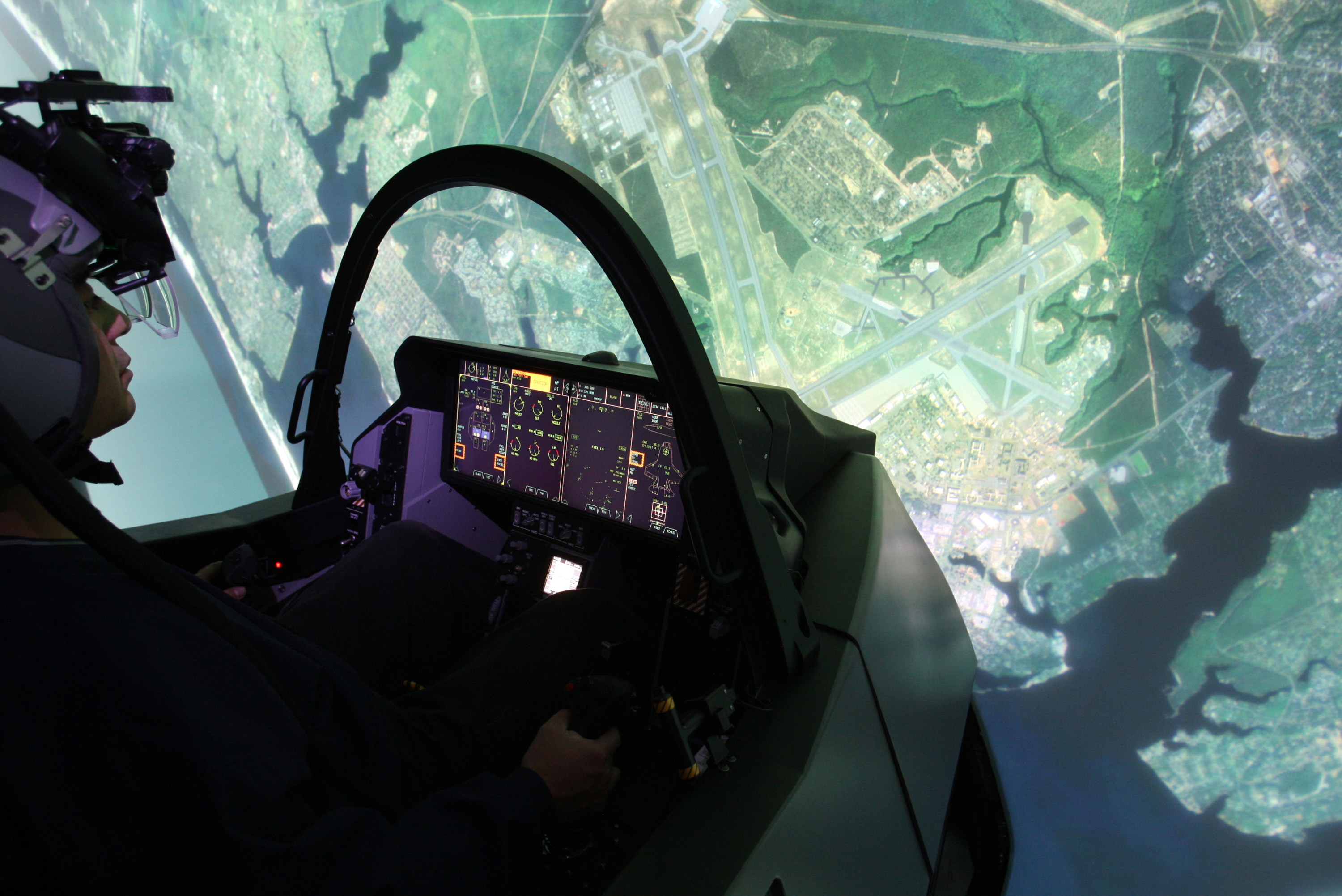
FMSによる訓練（2015年）
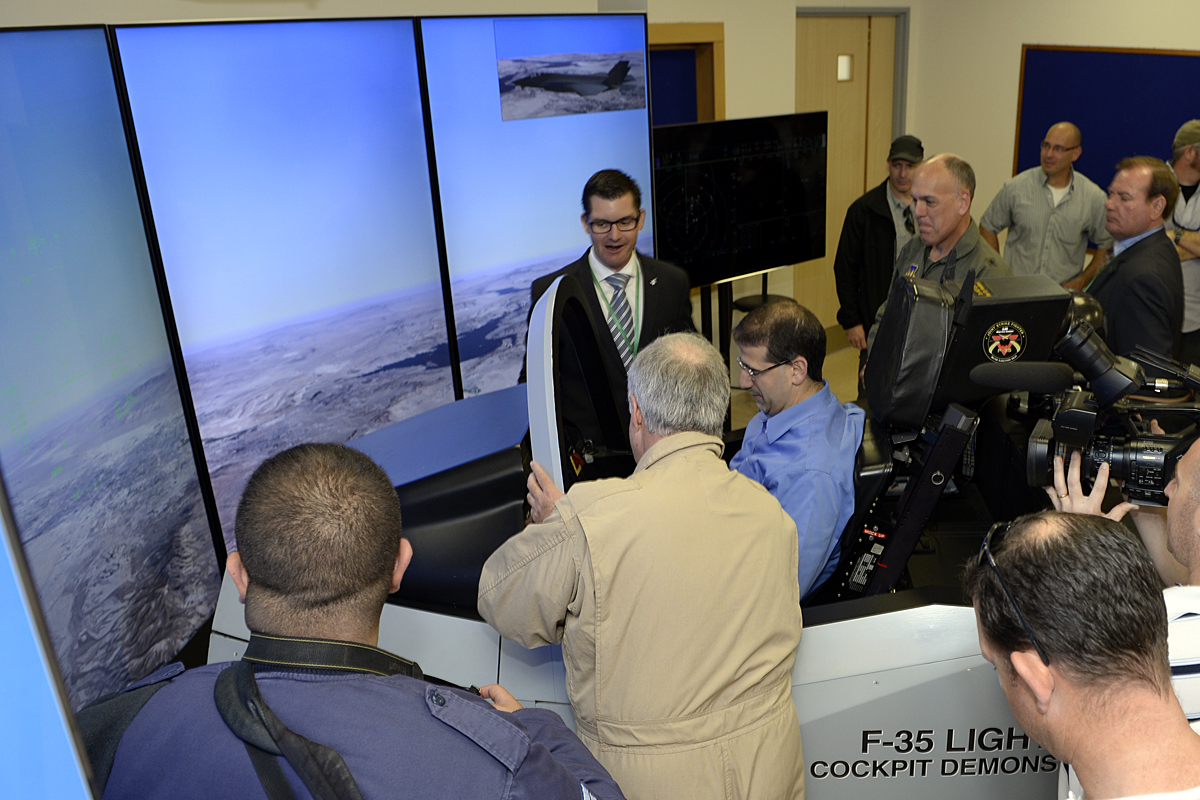
イスラエル向けのFTDの外形（2015年）
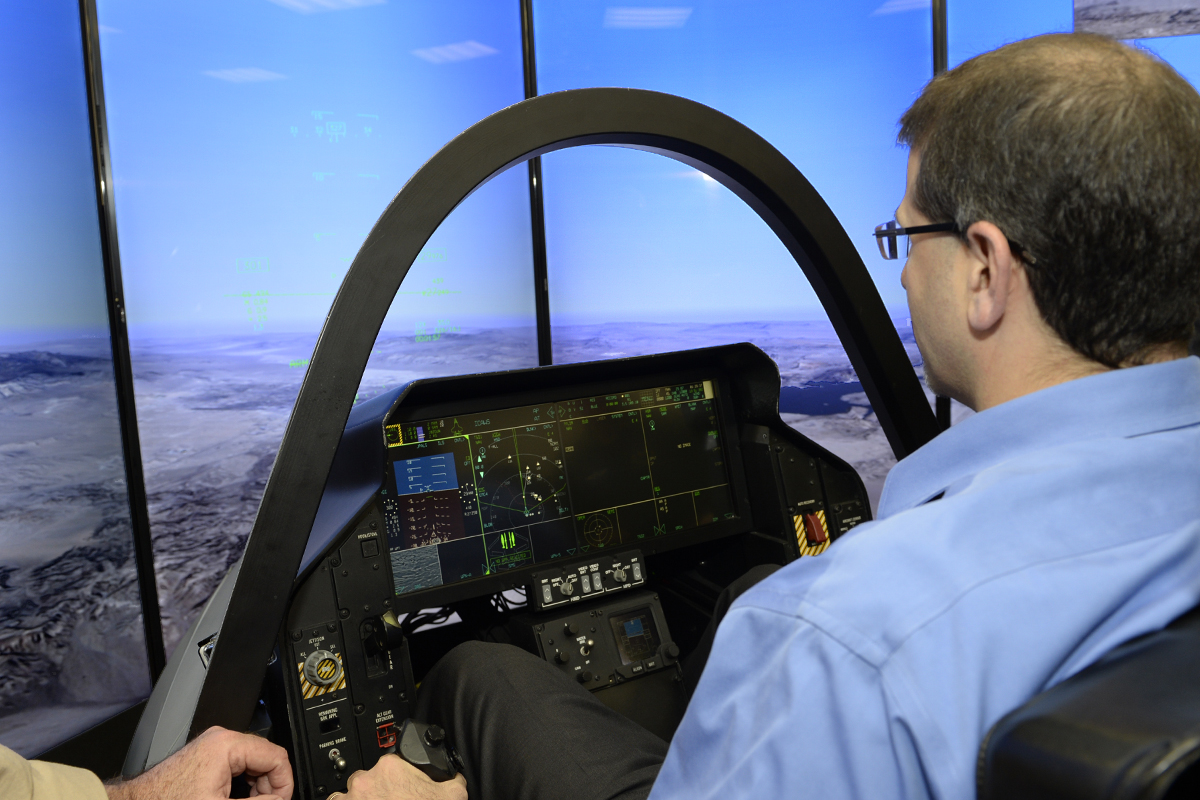
イスラエル向けのFTDの操縦席から見た様子（2015年）

### センサー

#### AN/APG-81 レーダー

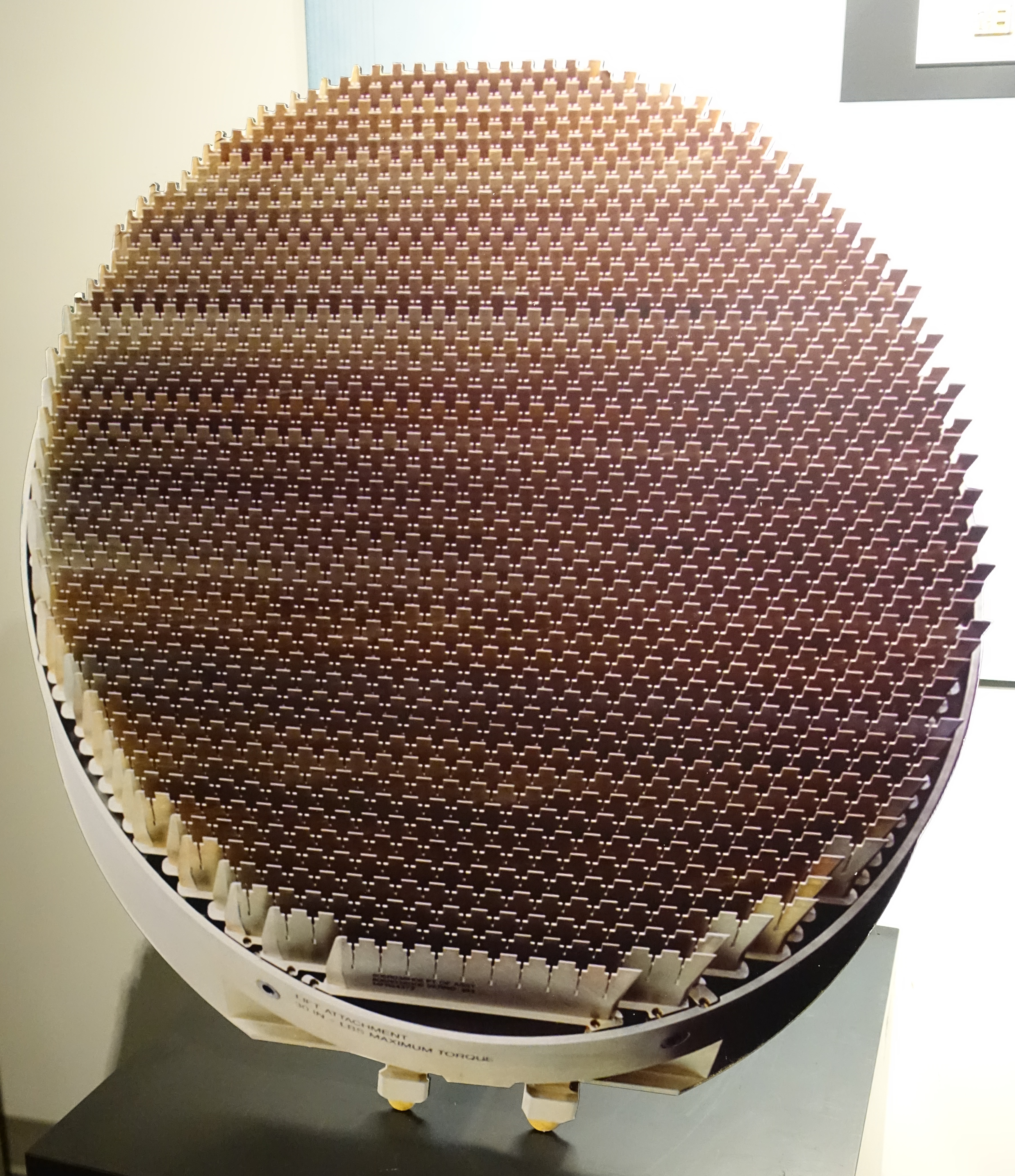
AN/APG-81

機首には、米ノースロップ・グラマン社製のAN/APG-81 AESAレーダーが搭載される。
AN/APG-81 レーダーはアクティブ電子走査アレイ（AESA）によるアクティブ・フェーズド・アレイ・レーダーであり、F-22Aに搭載されているAN/APG-77の技術を元に開発されたもので、基本的な機能はほぼ同じである。これには、さまざまな空対地・空対空モードを持つとともに、電子戦能力も付与されている。
また、F-35の機首に合わせるため、AN/APG-77と比べて送受信モジュールの削減と小型・軽量化が図られており、最大探知距離はF-35のテストパイロット「ビリー・フリン」へのインタビューにおいて、「200海里（370km）離れた敵を見つけた」という発言から370km以上あるのではないかと推測されている。

また2017年のギリシャの報道によると「F-35のAPG-81は、ラファールとユーロファイターを230km以上の距離で追跡し、150kmの距離からロックオンしていた」とありレーダー性能の高さをうかがわせる内容だった。

#### AN/AAQ-40 EOTS
ロッキード・マーティン社とBAEシステムズ社共同開発の電子・光学式照準システムEOTS（英: Electro-Optical Targeting System:電子式光学照準システム）は、赤外線とレーザーを使用した目標捕捉・照準装置で、カヌー型のハウジングに収容されて機首下面に設置されている。この装置はAN/AAQ-33 スナイパーXRをベースにいくつかの部品を共用しており、ほぼ同等の性能・機能を備えている。長距離の空対空目標または空対地目標の探知やレーザーによる測距と目標指示を行い、これによりGPS・レーザー誘導兵器の運用が可能である。
また、IRSTのような赤外線による目標探知機能を持ち、運用法の一つとして、地上目標に対する戦術偵察任務などの付与が検討されている。

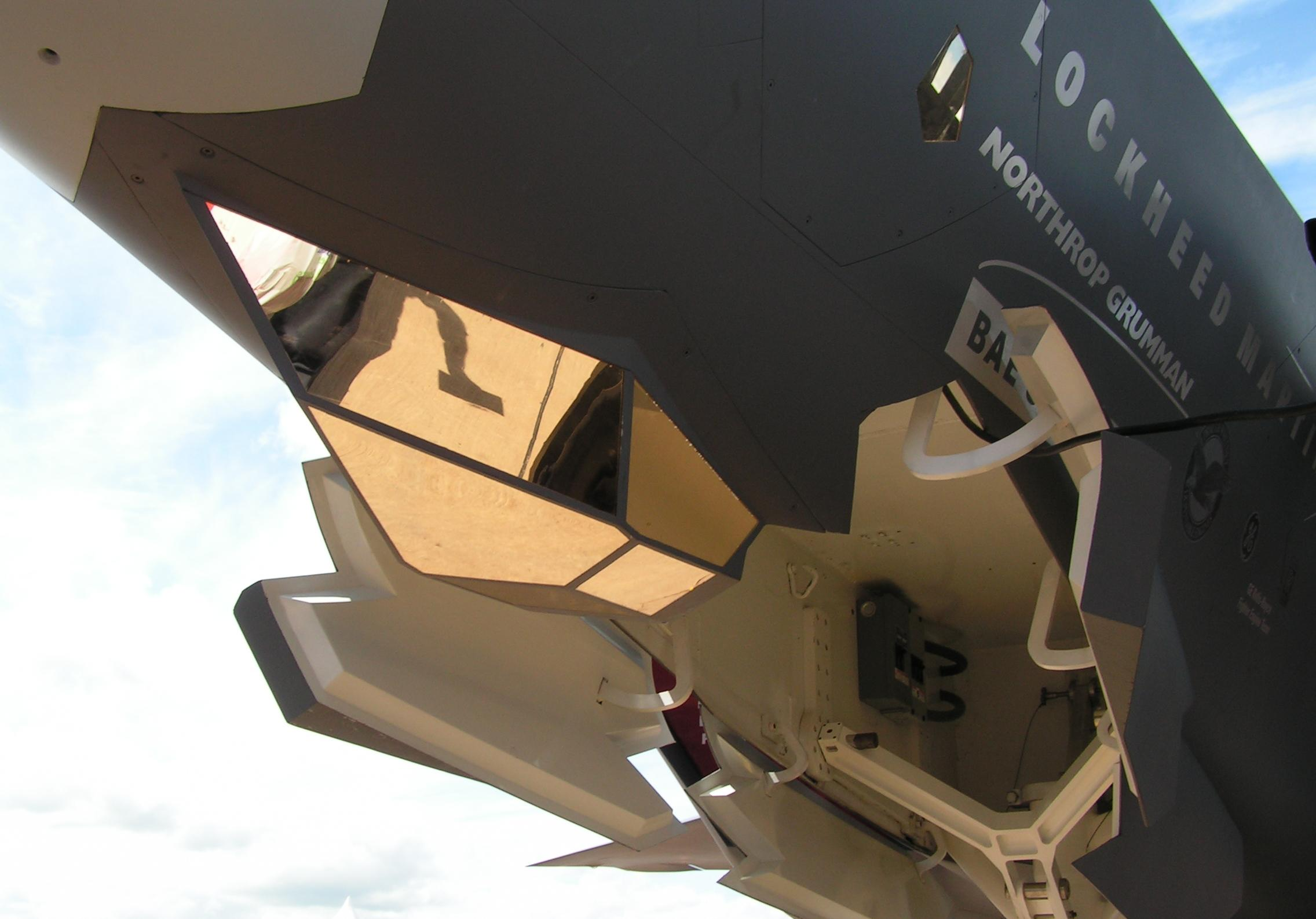
EOTS
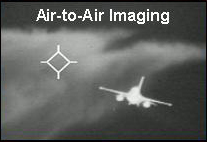
EOTSの映像（空対空モード）
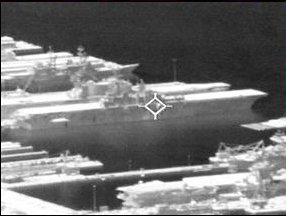
EOTSの映像（空対地モード）

#### AN/AAQ-37 EO-DAS
防御用のセンサーには、ノースロップ・グラマン社製の画像配信システムEO-DAS（英: Electro-Optical Distrubuted Aperture System:電子式光学画像配信システム）が採用されている。
DASはパッシブ式の赤外線画像センサーであり、機体各部の6ヶ所にEO-DASのセンサーが埋め込まれており、機体全周の警戒探知を可能としている。パイロットはビジュアル・モードによりHMDで機体全周の高画質の赤外線画像が得られることで状況認識能力が高められ、完全オフボアサイトによるミサイルへの目標指示も可能になっている。そのためF-35ではパイロットに暗視ゴーグルを装着する必要がなくなっている。

#### AN/ASQ-239 バラクーダ
防御用の電子戦装置には、BAEシステムズ社が開発したAN/ASQ-239 バラクーダ（英: Barracuda）統合型防御電子戦装置が採用されている。これは、F-22に搭載されているAN/ALR-94に改良・能力向上を施したとされるデジタル式赤外線/無線周波（レーダー）受信システムであり、主翼前縁と水平尾翼後縁にそのアンテナが装備されている。詳細は不明だが従来型や同世代型の数倍の感度を持ち、脅威電波発信源のより正確な位置特定が可能とされる。また、AGM-88 HARM/AARGMへの目標指示も可能になっている。ロッキード・マーティンの資料によると、この能力によってF-35はEA-6BやRC-135V/Wの任務も遂行可能としている。

#### センサー・フュージョン
日本語で「センサー融合」とも呼ばれる能力。
これまでは別々に表示されていたレーダーや電子光学装置などの各種センサーの情報を一体化し、統合化された情報としてコックピットに表示することで、パイロットの状況認識能力を高めている。また統合できる情報には、自機のセンサーだけでなく味方のF-35や早期警戒管制機、地上のレーダーサイトや防空指揮システム、艦艇からのものも含まれており、これらの情報をデータリンクで共有することで、戦場内の情報ネットワークの一環となって戦闘を行う「ネットワーク型戦闘」という戦力構築が可能となる。このため、F-35ではネットワーク接続性も機体システムの設計段階から考慮されている。データリンクとしては、標準的なリンク 16に加え、F-35向けに新たに開発された大容量の多機能先進データ・リンク（MADL）にも対応する。

### 武装

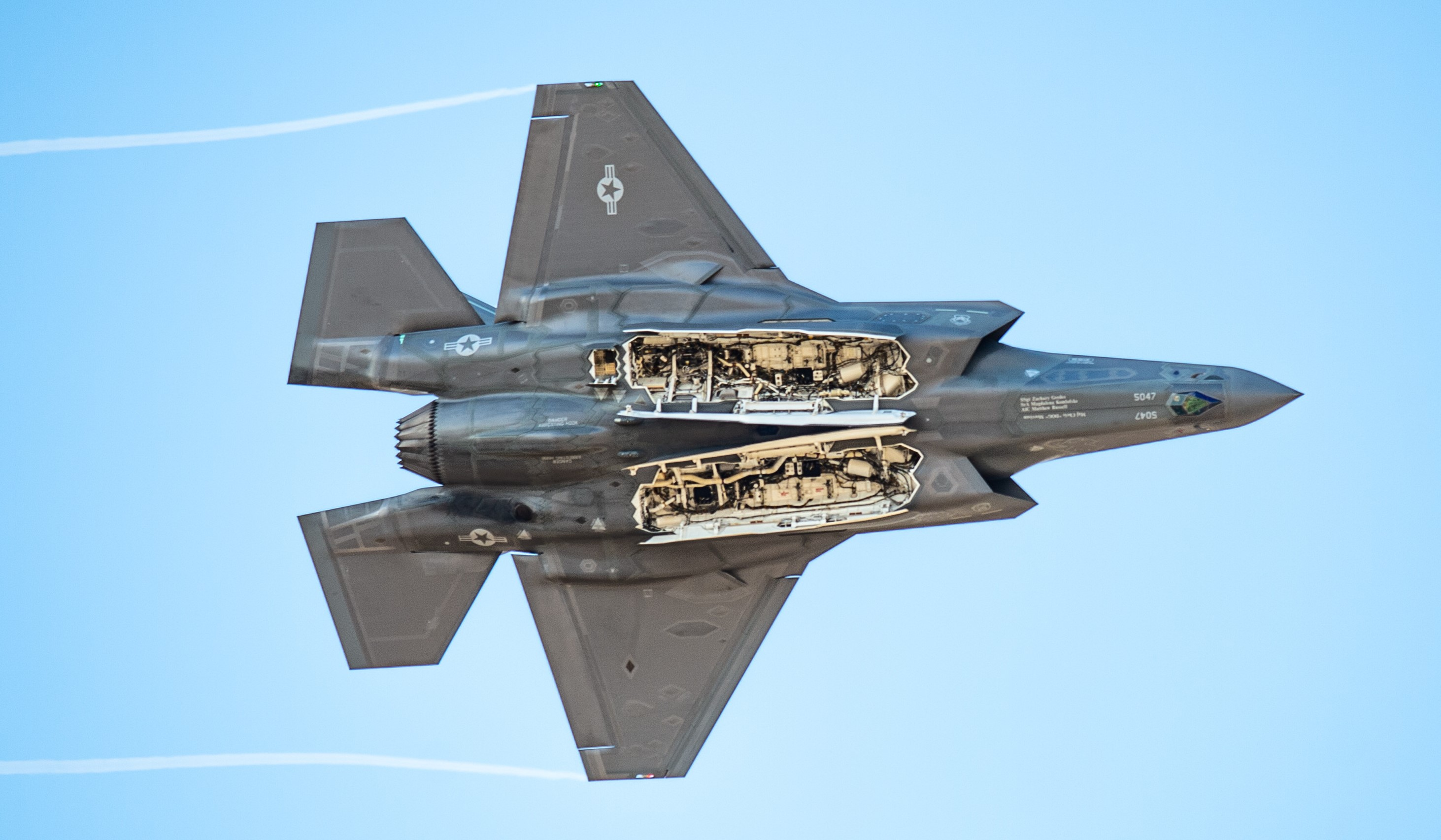
ウェポンベイを開いた状態

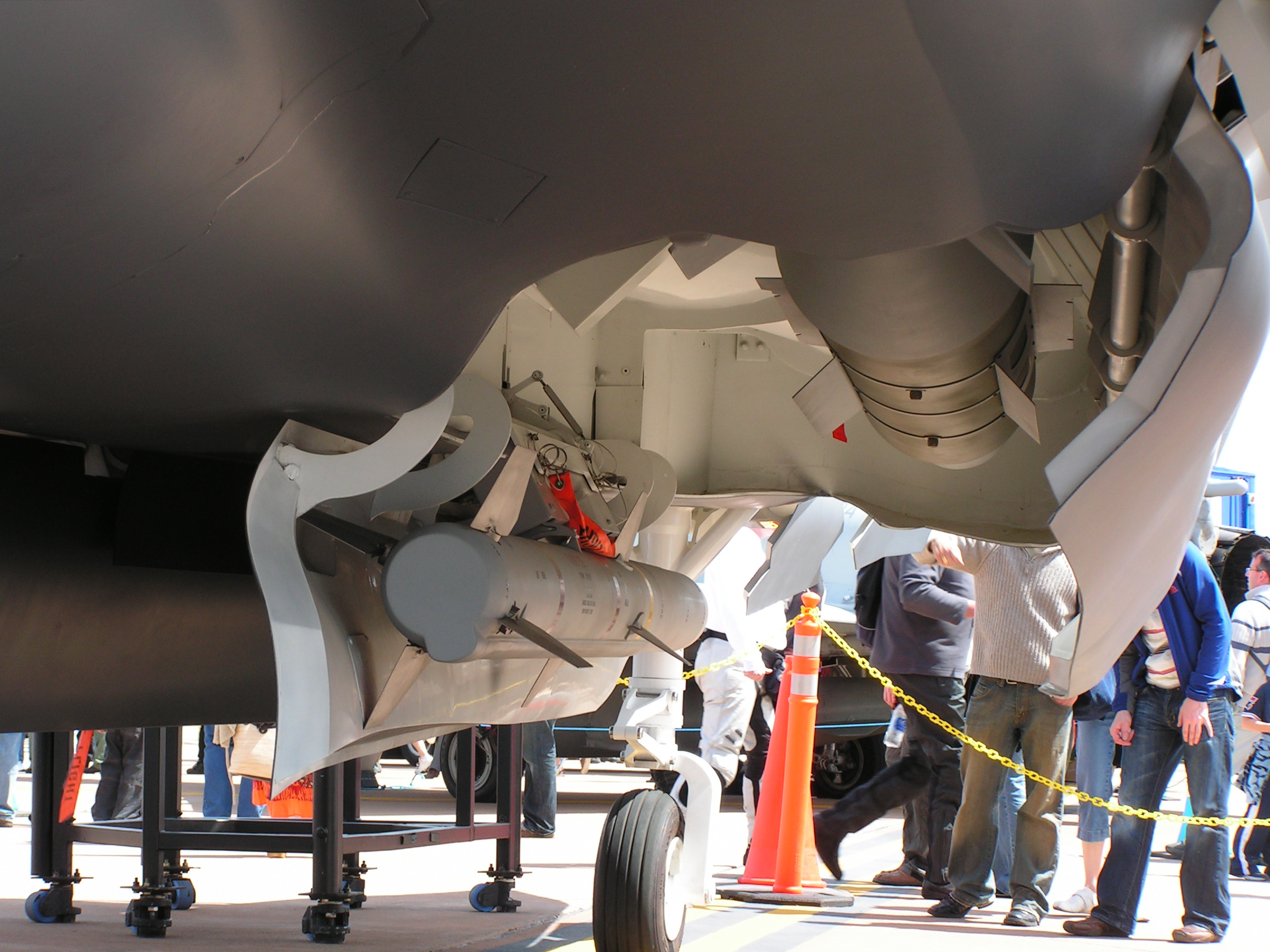
ウェポンベイ内のAIM-120（左）とGBU-31（右）

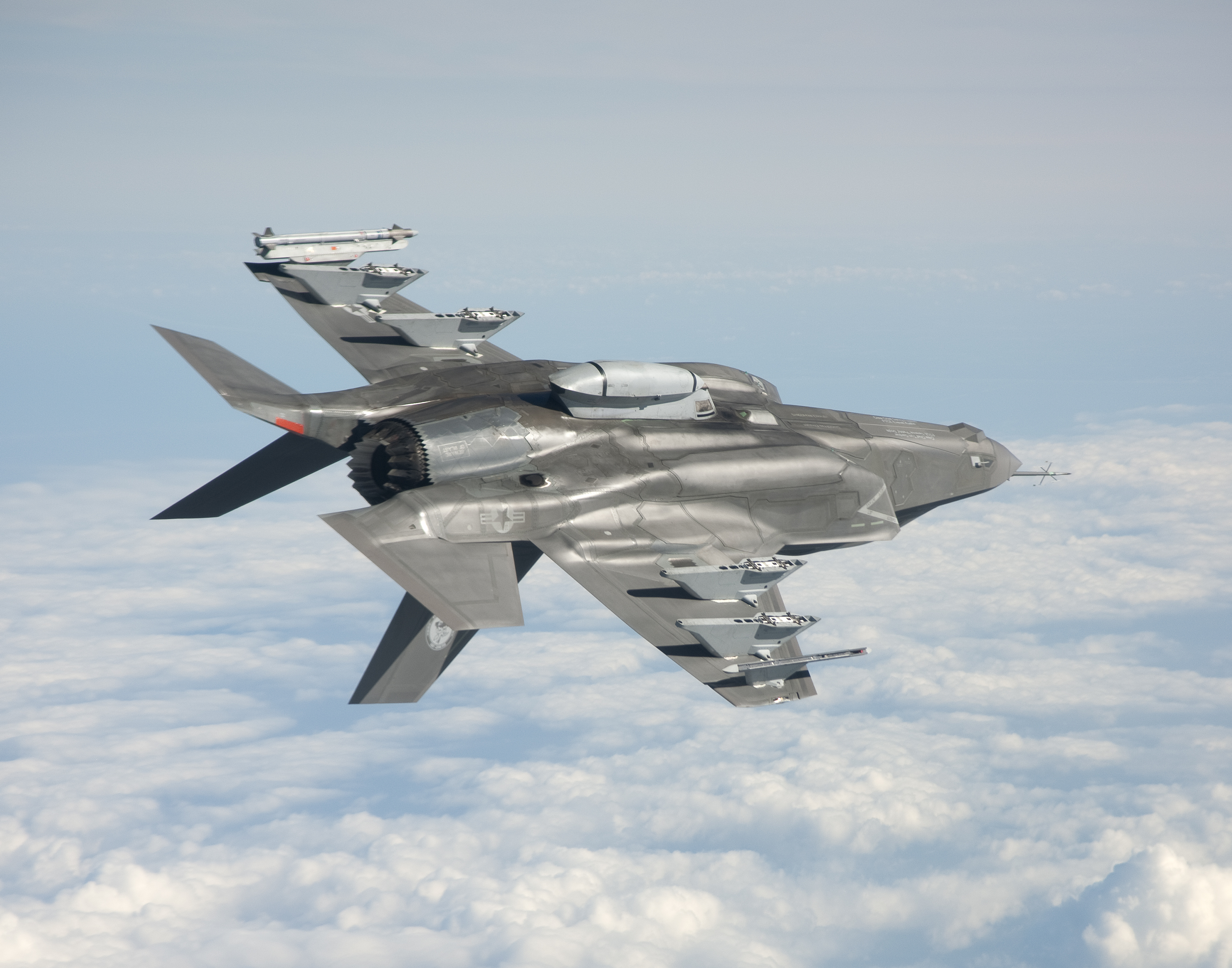
B型の機体中央下部に搭載された機関砲ポッド

本機の高ステルス性能を維持するためには、ミサイルや爆弾類の機外搭載は避けて胴体内兵器倉（ウェポンベイ）の中に隠し持つようにして搭載する必要がある。隠密性より兵器の搭載能力が優先される場合には、機外に7ヶ所あるハードポイントにパイロンを装着し、合計で約8tの重さの兵器が搭載できる。
ウェポンベイは内部天井と内側扉裏側に1ヶ所ずつ、左右合わせて4ヶ所のハードポイントを備え、空対空ミッションでは左右で最大4発のミサイルを、空対地ミッションでは2,000lb JDAM 2発と中距離空対空ミサイル2発を搭載可能である。空対艦ミッションでは、ウェポンベイには搭載できないハープーンなどの対艦ミサイルを主翼下に搭載して運用するが、これではステルス性を損ねるため、代わりにF-35に搭載するためにノルウェーのコングスヴェルグ社がロッキード・マーティンと共同開発している、JSM（Joint Strike Missile）と呼ばれるステルス性のある形状の空対艦ミサイルをウェポンベイに搭載することとなる。また、F-35Bではホバリング時に内側扉を開き揚力増強装置としても使用する。
ロッキード・マーティンは、ウェポンベイ内部のハードポイントを現状より増やす研究を行っており、ブロック3以降の機体からそれが可能になるとしている。ステーション数は、内部天井ステーションは1つもしくは2つを交換式で選択できるようにし、外側扉の内側に2ヶ所増設することで、最大5ヶ所、左右合わせて10ヶ所となる。また、内側扉内部ステーションにAIM-9を搭載する際には専用の2連装ランチャーを用いるとしており、この場合だとAIM-9を2発搭載しつつ4ヶ所のステーションが使用可能となる。
なお、F-35は日本の次期戦闘機に選定されたが、AAM-4（日本独自の中距離空対空ミサイル）の運用に関する問題があった。兵器システムの大部分を担任しAIM-120のメーカーでもあるレイセオンは「F-35のウェポンベイへの装着は極めて困難で、機体側の改修は可能だろうが、加えて兵器システム用ソフトウェアの書き換えなどの手間と費用を考慮すれば、実績のあるAIM-120をF-35と共に導入することが合理的」との見解を示している。それに対して、ロッキード・マーティンのスティーブ・オブライアン副社長は「長さがほぼ同じであればスペース的な問題は生じず、太さ1インチ（=2.54cm）の差というのは大した差ではなく、装着用アタッチメントを変更するだけで済むので、このことが大きな問題になることはない」との見解を示した（ただし、指令誘導装置J/ARG-1の搭載が必要であるという点や大型の制御翼については触れていない）。これに関してはMBDAのミーティアを共同で改良の上搭載するという案が挙がっている。その後、AIM-120C-7の輸入が行われている。また、AAM-4以外の各種日本製誘導弾にも対応していない。
主翼にある翼下パイロンは左右に3ヶ所ずつあり（一番外側は空対空ミサイル専用）各種ミサイル・爆弾が搭載可能である。胴体の下にも1ヶ所あり、ステルス性を犠牲にする代わりに機関砲ポッドまたはドロップタンクが搭載可能である。
固有武装は、F-35A型のみが GAU-22/A 25mm機関砲を機内に固定装備しており、B型とC型では機外搭載オプションの1つとしてステルス性を備えた25mm機関砲ポッドが用意される。

#### SDB
小直径爆弾と呼ばれる「SDB」 は、開発段階から第五世代戦闘機のウェポンベイに合わせて小径に設計された爆弾である。戦闘機としての空戦能力と高いステルス性能を維持したまま、A-10の後継機として爆撃任務にも対応する必要から、ウェポンベイ内に制限された狭い爆弾槽をより有効に活用する要請に応えて開発されている。

### ミッションソフトウェア
本機のミッションソフトウェアは800万行を超える膨大なソースコードを有するため、SDD作業において3つのブロックに区分して製造され、完成度を段階的に高めていくことが計画されている。またSDD作業以降の発展版も計画されている。

#### ブロック0
初期のSDD機には、基本的な機体管理ソフトウェアしか搭載されておらず、ブロック0とも呼ばれるが正式なバージョンとして存在するものではない。

#### ブロック1
ブロック1A
限定的ながらセンサーの動作が可能。基本的な戦闘能力を持ち、兵装はAIM-120 AMRAAM・JDAM GPS誘導爆弾の搭載能力を持つ。専らボーイング737を改造したアビオニクスのテストベッド機「CATバード」にて使用され、F-35ではオランダ向けの初号機「AN-1」のみが搭載。
ブロック1B
EOTSのサポート機能 や兵装シミュレーション機能の導入、レーダーモードの追加により、空対空・空対地戦闘訓練が可能なようにされた。

#### ブロック2
ブロック2A
初期的なデータリンクシステムが導入され、EOTSやEO-DASの操作が可能となった。LRIP4の生産機体から搭載。
ブロック2B
阻止攻撃能力・限定的な空対空能力・近接航空支援能力・敵防空網制圧能力を持ち、JDAM以外の空対地攻撃兵器の搭載も可能となる。F-35Bはこのバージョンで初期作戦能力を獲得した。

#### ブロック3
ブロック3I
ブロック3の初期版。ハードウェアの更新 に伴い、ブロック2Bの演算能力を強化。LRIP6～8の生産機体がこのバージョンにアップグレードされるが、ハードウェアが旧型のLRIP2～5の生産機体については、代わりに同等の機能を持つ新バージョンのブロック2Bが搭載される。F-35Aはこのバージョンで初期作戦能力を獲得した。
ブロック3F
ブロック3の完全版にしてSDD作業での最終仕様。G制限が9Gにまで拡張され、完全な戦闘能力を持ち、あらゆるミッションをこなすJSFとなり、機関砲の射撃機能とAIM-9の運用能力追加 によって計画されているあらゆる兵装の搭載を可能としている。また、ネットワークを利用した情報共有などを行う、ネットワーク・セントリック・オペレーション（NCO)構想に完全に適合する機能を有する予定である。F-35Cはこのバージョンで初期作戦能力を獲得した。

#### ブロック4
ブロック3の機能強化版。JSMやB61核爆弾の運用能力付加、データリンクシステムの強化が行われる予定。ブロック4Aとブロック4Bの二段階に分けてリリース予定。

#### ブロック5
AN/APG-81レーダーへの海洋モードの追加、電子戦システムのアップグレード、AIM-120の6発同時携行能力の付加などを予定。

#### ブロック6
推進システムの管理機能、電子攻撃機能、友軍の追跡能力、全方位での脅威のパッシブ探知/反応機能を強化する予定。

#### ブロック7
生物/化学戦環境下での防護機能強化などを予定。

### 愛称
本機につけられている愛称である「ライトニング II（英: Lightning II）」は、かつてロッキード社によって開発され、第二次世界大戦で活躍したP-38 ライトニングに因んだものである。また、共同開発の最大のパートナーであるイギリスが、自国で開発した唯一の超音速戦闘機イングリッシュ・エレクトリック ライトニングに因む愛称でもある。なお、YF-22がF-15の後継機の座をYF-23と争った際、この愛称を名乗っていた時期もあった。
非公式な愛称として、1950年代に開発されたF-104と同じく、「最後の有人戦闘機」と呼ばれることがある。F-104は機体形状とミサイル万能論の影響で有人機は地対空ミサイルに置き換えられる予想からだが、F-35の場合は無人航空機の発達により、将来は戦闘機も無人化されるという予測が背景にある。

## 派生型
以下に各タイプの概要を挙げる。
当初より多数の国に配備されることもあり、型式番号やシリアルナンバーとは別に販売先ごとの固有のナンバーが設定されており、派生型アルファベット+販売先アルファベット+生産順番で表されている（例：アメリカ空軍向けF-35A初号機ならば「AF-1」）。下記が判明している。
- AA：F-35開発実証機
- AG：F-35A地上試験機
- BG：F-35B地上試験機
- CG：F-35C地上試験機・落下試験機
- AJ：F-35A耐久試験機
- BH：F-35B耐久試験機
- CJ：F-35C耐久試験機
- AF：アメリカ空軍向けF-35A（AF-1〜4はSDD機）
- BF：アメリカ海兵隊向けF-35B（BF-1〜5はSDD機）
- CF：アメリカ海軍向けF-35C（CF-1〜3・5はSDD機 CF-4はキャンセル）
- BK：イギリス空軍・海軍向けF-35B
- AN：オランダ空軍向けF-35A
- AU：オーストラリア空軍向けF-35A
- AM：ノルウェー空軍向けF-35A
- AS：イスラエル空軍仕様F-35I
- AL：イタリア空軍向けF-35A
- BL：イタリア海軍向けF-35B
- AX：航空自衛隊向けF-35A
- BX：航空自衛隊向けF-35B
- AW：韓国空軍向けF-35A
- AT：トルコ空軍向けF-35A
- AP：デンマーク空軍向けF-35A
- AY：ベルギー空軍向けF-35A
- AZ：ポーランド空軍向けF-35A
- MG：ドイツ空軍向けF-35A

### X-35
JSF計画に基づいてX-32と競合開発されたF-35のステルス概念実証機。あくまで実証機であるため、F-35と異なる点もある。2機3タイプが製造された。

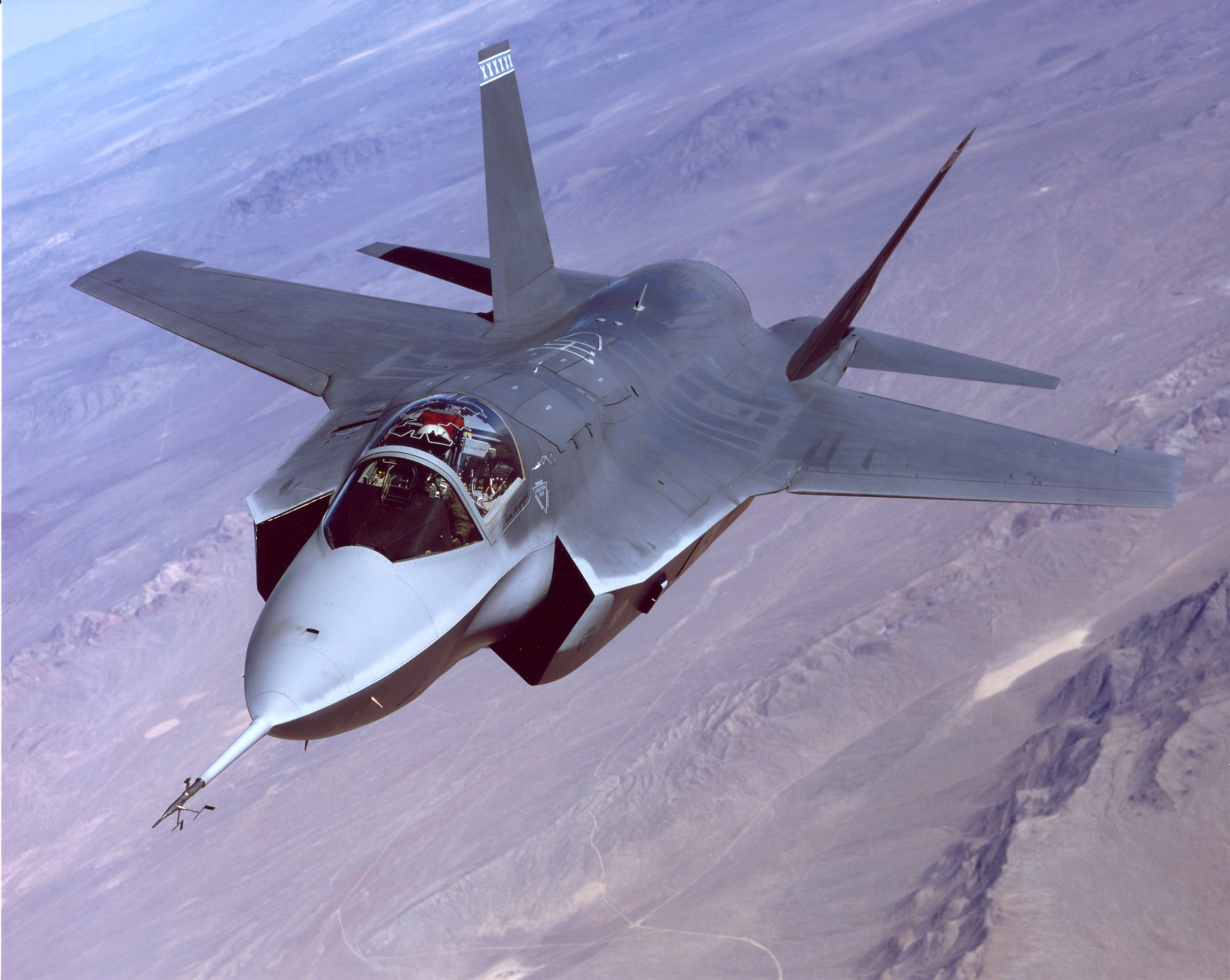
X-35A
CTOL型
X-35B
X-35Aを改造したSTOVL型
X-35C
CATOBAR型

### F-35A

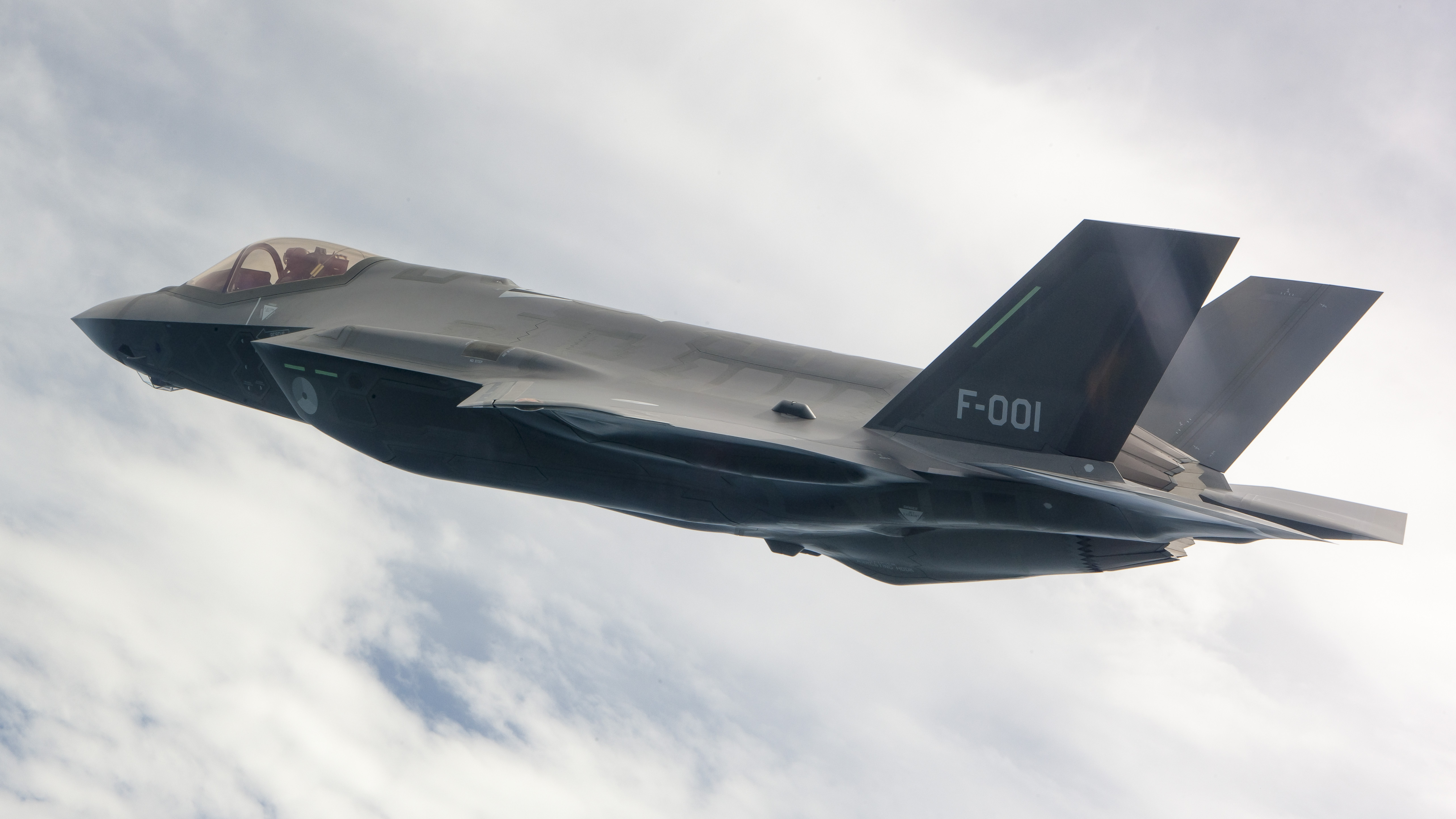
F-35A

F-35Aは、F-35シリーズの基本型であり、アメリカ空軍での使用が考慮されたオーソドックスなCTOL タイプ（通常離着陸）である。2006年12月15日初飛行。2011年5月9日にロッキード・マーティン社からアメリカ空軍へ本機の納入がされた事が発表された。初期作戦能力は2016年8月2日に獲得。当初の予定では2016年12月までに獲得するとされていた。
3タイプの中では最も簡素で軽量な構造であるが、機体の大きさは、全長15.67m、全幅10.67mで、F-16の全長15.03m、全幅9.45mと比べて主翼が大きく、主翼面積は42.7m2で、F-16の27.87m2と比べて1.5倍となっている。上述の通り単発機としては大型であるため、ユーロファイターやF/A-18などといった双発機と同等以上の空虚重量を有しており、機内の燃料搭載重量は8,278kgとし、単発機のF-16の3,985kgと比べて2.5倍、双発機のF-22の9,979kgに匹敵する燃料を搭載できる。また、A型は唯一、外付けのガンポッドに頼らない固定武装として機関砲GAU-12 イコライザーの軽量発展型のGAU-22/Aを搭載している。また、胴体後部下面に収納式のアレスティングフックを装備している。
LRIPによるアメリカ機以外の海外機生産も進んでいる。完成した機体の殆どは今の所、アメリカのアリゾナ州ルーク空軍基地にてパイロットの訓練プログラムに使用されている。2012年4月1日には、オランダ空軍向けのF-35A「AN-1」がロールアウト。7月24日にはオーストラリア空軍の2機のF-35A「AU-1」「AU-2」がロールアウト。2015年9月22日には、ノルウェー空軍向けF-35A「AM-1」、続く10月6日には「AM-2」がロールアウト。2016年6月22日には、イスラエル空軍向けのF-35I「AS-1」がロールアウト。イスラエル向けの機体は独自のアビオニクスを搭載するため、ハードウェアとソフトウェアが他国向けの機体と若干異なり、F-35I アディール(Adir)という独自の型番が与えられている。9月23日には、日本の航空自衛隊向けF-35A初号機「AX-1」がロールアウトし、式典はインターネットで生中継された。2018年3月28日には韓国空軍向けのF-35A「AW-1」、6月21日にはトルコ空軍向けのF-35A「AT-1」 がロールアウトしている。
海外での生産は、2015年3月12日にカーメリのFACOでイタリア空軍用F-35A「AL-1」がロールアウト、本国以外での最初製造機となり、以降年間2機前後のペースで生産が進んでいる。また、2018年6月15日からはオランダ空軍向けのF-35A「AN-9」の生産も開始した。2017年6月5日には三菱のFACOで航空自衛隊向け5号機「AX-5」、同年9月に6号機「AX-6」が相次いでロールアウト、以降は生産数を伸ばして年間6機前後の生産を目指している。
2019年4月30日、イラク上空に到達したアメリカ空軍所属のF-35AはISILの武器貯蔵地下トンネルがあるハムリン山地にJDAMを投下、F-35シリーズ最初の実戦攻撃任務の実施および任務達成に成功した。
2019年5月24日、アメリカ空軍中央司令部はF-35Aが兵装を外部搭載した「ビーストモード」に換装する手順を撮影した動画を公開した。
2020年1月30日、運用試験・評価局は、（F-35BやF-35Cとは異なる仕様の）F-35Aは機関砲が本来の位置とは異なる位置に取り付けられていることが原因で、銃撃の精度が「弾がまっすぐ飛ばない許容できないレベル」であると指摘した。

### F-35B
F-35Bは、アメリカ海兵隊のハリアー IIの後継機として使用するためのSTOVL タイプ（短距離離陸・垂直着陸）。2008年7月11日初飛行。2015年7月31日に初期作戦能力を獲得した。2015年12月とされていた期限を前倒しで達成している。
エンジン後方にある排気ノズルを折り曲げて下方に向けることができ、その際には排気ノズル付近の機体後方下部に装備された二枚扉を開けてから行う。エンジンから伸びるシャフトはクラッチを介して前方のリフトファンを駆動する。機体前方下部にあるリフトファンの排気ダクト扉は二枚扉だが、機体前方上部にある吸気ダクト扉はX-35Bでの二枚扉から変更され後方ヒンジによる一枚扉となっている。コックピットのキャノピーの形状はA/Cと違い、その直後の胴体背部がリフトファンを装備している関係で盛り上がっているため、完全な水滴型（バブルキャノピー）にはなっていない。リフトファンの吸気ダクト扉後部には二枚扉のエンジンの補助インテークがあり、低速になるSTOVL飛行時でもエンジンへの充分な吸気を行えるようになっている。また、主翼内翼部中央下面には、エンジンの圧縮機からの抽出空気を利用して垂直離着陸時やホバリング時の姿勢安定に使用するロールポストが装備されている。リフトファンから噴出される空気は熱せられていないため、エンジンの後部排気口から発生する高温・酸素不足の空気流が前方に流れるのをせき止めて、エアインテークからエンジンに入り込むことを防いでおり、ホバリング時も高いエンジン運転効率を維持している。降着装置はA型と共通であるため、ハリアーシリーズにはできなかった通常滑走路でのCTOL運用も可能である。
F-35Bの複雑な構造は整備性を悪化させており、また航続距離はF-35A/Cに比べて約2/3〜3/4と、かなり短くなっている。これは、リフトファンとシャフトが垂直離着陸時や短距離離着陸時にのみ使用されるため、水平飛行の際には単なるデッドウェイトとなること、およびそれらを機体内部に収容する空間を燃料搭載量を削減して確保したことによる。また同様の理由で兵装搭載量も20%ほど低下している他、ウェポンベイの全長も短くなっており2,000lb級爆弾やJSMの機内搭載は不可能となっている。
アメリカ空軍は、攻撃機A-10の後継機にA型ではなく短距離離着陸型のB型を充当することを検討していたが、結局はA型に一本化された。
イギリス海軍、イギリス空軍もクイーン・エリザベス級STOVL空母の就役を前提に、シーハリアーやハリアー GR.5/7の後継機としてB型の配備を計画していたが、2010年10月25日のストラテジック・ディフェンス・アンド・セキュリティー・レビューに伴い、これをC型（CTOL艦載機向け仕様）に変更すると発表。しかし、2012年にはC型の開発の遅れや、空母に装備するカタパルトやアレスティング・ワイヤーの高価格などを理由に再びB型に変更した。イギリス側の要求で垂直ではなく斜方に降下して着艦するSRVL（Shipboard Rolling Vertical Landing）方式にも対応している。
2012年1月11日にF-35Bの完成機2機が、パイロット養成用として初めてアメリカ海兵隊に納入された。同年8月8日には、F-35Bの試験機である「BF-3」が大西洋のテストレンジで、高度4,200フィート、速度400ノットで飛行しながら1,000ポンドのGBU-32（JDAM）を胴体内兵器倉から初の投下試験に成功した。2013年5月10日には、メリーランド州パタクセント・リバー海軍航空基地で垂直離陸試験に成功した。
2011年11月22日にはイギリス向けのF-35B「BK-1」がロールアウト、翌年4月16日に初飛行し、最初に完成した海外向けの機体となった。2017年5月5日には上述したイタリア国内のカーメリFACOでイタリア海軍向けF-35B「BL-1」がロールアウト、海外生産初のF-35Bとなり、8月頃の初飛行が予定されている。
2018年9月27日、アメリカ海兵隊に所属するF-35Bが初の実戦となる空爆作戦を実施。強襲揚陸艦「エセックス」から発艦、アフガニスタンで反政府武装勢力タリバンを攻撃した。
2018年9月28日、F-35Bがサウスカロライナ州ビューフォート郡で大破。幸いにもパイロットは無事、緊急脱出に成功。なお、F-35Bの事故はこれが初めてのケースとなった。
2018年10月25日、エンジンの燃料管不良で飛行停止となったF-35Bは飛行を再開したが、燃料管の交換を要する機体が多数発見され、20機を超える機体が飛行停止となった。
2019年1月29日、アメリカ国防省は初期生産型F-35Bの抱える根本的かつ重大な欠陥について報告した。いわく「初期生産型F-35Bの飛行寿命は2100時間で設計寿命8000時間よりも大幅に短く、（信頼性・整備性に関しては）想定の8割で訓練等に利用できる機体も少なく、可動率も4割以下と悪い。また、サイバーセキュリティ・テストで露呈した弱点が未だに解決されていない」と述べた。
2021年1月29日時点で、第225海兵戦闘攻撃飛行隊（VMFA-225）がF-35Bへの改編を完了し、この時点で5個飛行隊が改編した。

### F-35C

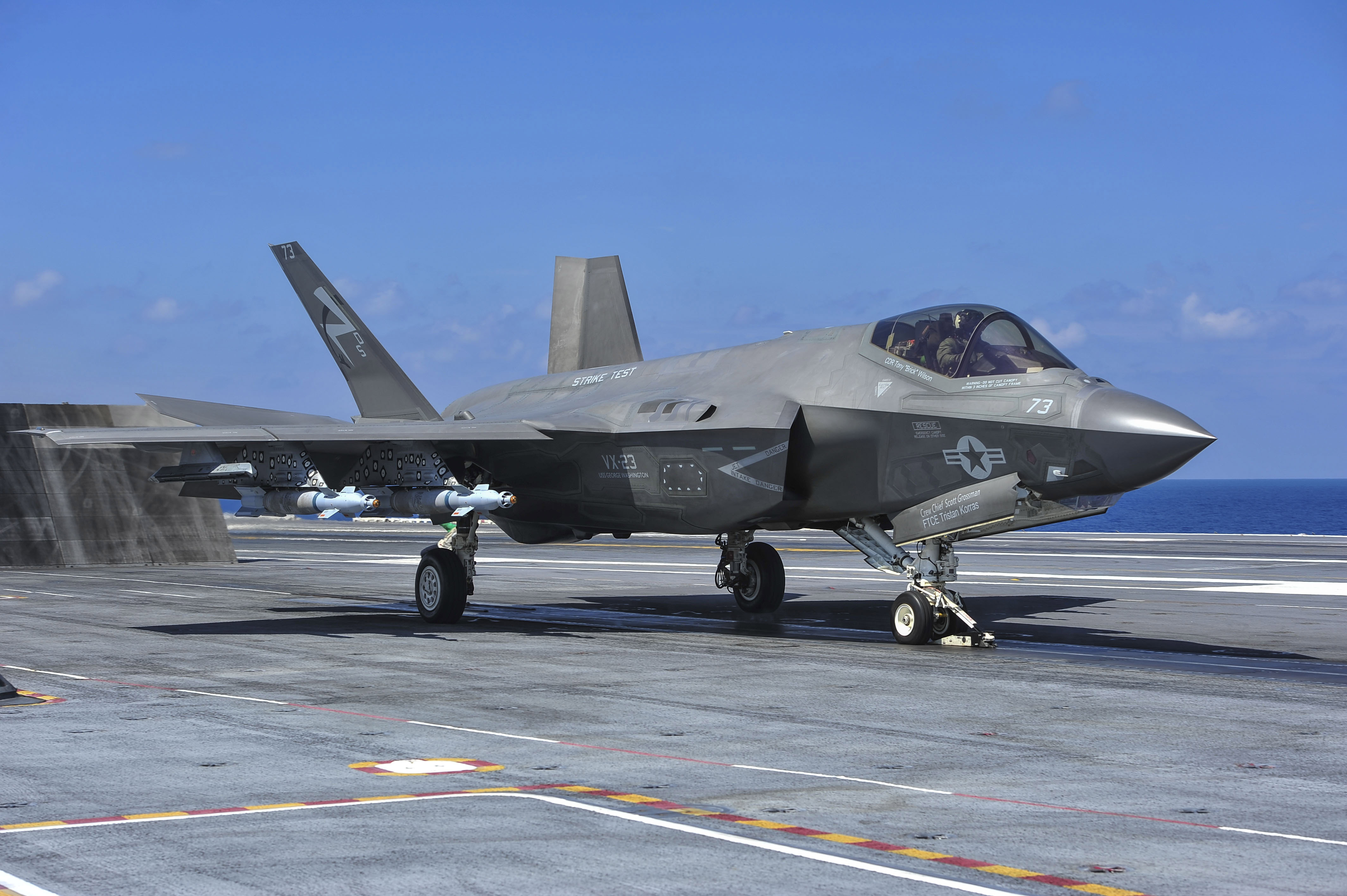
「ジョージ・ワシントン」から発艦するF-35C

F-35Cは、アメリカ海軍での使用を主とした通常離着陸型のCVタイプ（艦載型）。2010年6月8日初飛行。2019年2月に初期作戦能力を獲得した。
F/A-18A-Dの後継機であり、艦上機に要求される低速時での揚力の増加と安定性の強化のため、主翼・垂直尾翼・水平尾翼が大型化されている。空母格納庫スペース節減のために主翼の外翼部に折り畳み機構が追加され、そこを境に内翼部はフラッペロン、外翼部は補助翼が装備されているほか、前縁フラップも分割されている。また、ニミッツ級/ジェラルド・R・フォード級原子力空母での発着艦時の運用のために、機体構造や降着装置の強化、前脚の二重車輪（ダブルタイヤ）化とカタパルト発進バーの装着、胴体後部下面に強度を増したA型と同様の収納式のアレスティングフックを装備している。
これらにより、機体重量はB型と同程度にまで増大しているが、主翼と尾翼の大型化および固定武装のオミットによって機体内部の余剰容積も拡張された。これにより、結果的に燃料タンクが増設された形になるため、最大で8,959kgの燃料を搭載できるように計画する予定であり、むしろ航続距離はA型よりも13〜14%ほど延伸されている。また、新機軸の着艦システムとして、オートスラスト機能が装備されている。着艦アプローチの際、現用のF/A-18E/Fのパイロットはフラップやエンジンパワーの制御も行う必要があるが、F-35Cではコントロール・スティックを操作するだけで着艦を行うことが可能になる。
当初、アレスティングフックが主脚に近すぎることやフックの設計上の問題で、適切なタイミングでアレスティング・ワイヤーを掛けることができない等の不具合が発生しており、導入予定であったイギリスが抗議するという事態になった。この不具合は、フックの位置を含め改善する再設計が施されて解消している。
2010年10月25日、イギリスはストラテジック・ディフェンス・アンド・セキュリティー・レビューにより、調達機をB型ではなくC型に切り替えると発表されたが、2012年に再度B型に変更しており、C型の使用が確定しているのはアメリカ軍のみとなった。
2012年に試験飛行を開始。2014年11月14日、空母「ニミッツ」で実施していたF-35C初めての艦上開発試験フェーズ1（DT-I）を無事終了した。続く試験フェーズ2（DT-II）は、2015年10月2日より、空母「ドワイト・D・アイゼンハワー」で実施。試験フェーズ3（DT-III）は、2016年8月3日より、空母「ジョージ・ワシントン」で実施されており、デルタ・フライト・パスや高精度自動着陸技術を用いた統合精密アプローチ・着艦システム(JPALS)などの試験を様々な環境下で実施する。
2018年12月の米国会計検査院（GAO）の議会証言によると、「アメリカ海軍はF-35Cを2019年に艦上運用開始予定だが、実際に艦上運用可能な機体は2017年度は15%（6機中1機）のみ。状況は2018年に入っても悪化したまま、2018年6月にもF-35Cの信頼性、整備性で改善の兆しが見られないと報告され、F-35Cは初期作戦能力（IOC）として必要な性能項目の半分で不満足な結果を出している」と証言された。
2019年2月28日、アメリカ海軍は「F-35Cは初期作戦能力（IOC）として必要な性能を獲得した」と発表した。

### UAV化計画
2006年8月16日、ワシントン・ポストは、ロッキード・マーティンが同機の無人化バージョンを提案したと報じた
。

### F-35I
イスラエル航空宇宙軍が調達したイスラエル独自仕様機。2018年にF-35シリーズ初の実戦投入が報告されている。詳しくは「F-35I」を参照。

## 問題

### 技術面
開発の遅れ
2011年1月6日、海兵隊のF-35Bについてロバート・ゲーツ国防長官は、システム開発実証（SDD）が2016年まで遅れ、初期作戦能力獲得は2017年になる見込みと、2年以内に改修ができないあるいは計画通りに進展がない場合は、開発が中止になるだろうと発表した。アシュトン・カーター国防次官は、現在のアメリカの財政状況を鑑みて「高額になりすぎて負担しきれない」として、計画の見直しが必要だと指摘した。実際には上述したように、F-35Bは2015年に初期作戦能力を獲得した。
性能面での問題
2011年12月16日付けの産経新聞はアメリカ国防総省内部資料を出所とした「ステルス性能に疑問」という記事を報じ、また、具体的問題点として、攻撃能力、被弾や事故時の生存可能性、旋回や上昇など飛行性能、空対空ミサイルの発射、電子戦能力がテストパイロットなどより運用上深刻な、または特別な懸念として挙がっている、としている。それによると、報告者は国防総省のアハーン次官補代理ら計5人で、報告書では「今後の生産を中止するような根本的なリスクは認められなかった」としながらも、上述の問題点より「設計の安定性で信頼に欠ける」と結論し、「調達・生産計画の真剣な再考」が求められている、としていた。
2013年1月14日には、飛行領域の拡張作業で深刻な問題が発生したため、全型で維持旋回荷重を引き下げ（A型5.3Gから4.6G、B型5.0Gから4.5G、C型5.1Gから5.0G）、マッハ0.8から1.2への加速時間も延長（A型8秒延長、B型16秒延長、C型43秒延長）することが報道された。5.0G以下の維持旋回荷重は第3世代ジェット戦闘機であるF-4やF-5並の数値であり、地対空ミサイルなどに対しての脆弱性が危惧されている。C型の43秒もの加速時間延長は、燃料消費量の増大を招き、作戦遂行に支障をきたす場合も出てくると指摘されている。アメリカ国防総省は、これらの問題点については戦術や訓練を慎重に計画することで補える部分もあるとしている。
2016年2月1日に公表された報告書では、精密技術試験の結果、依然として問題が複数残っていることが明らかになった。特に深刻なのが射出座席で、パイロットの体重が62kg未満だと射出時に座席が後方へ回転し、パイロットの首をのけぞらせて死に至らしめる可能性があるとしていた。これは最終的に射出座席やHMDの改良で解決している。
可動率
2019年3月19日、POGO（POGO:Project On Government Oversight）は「（NAVAIRが2016年10月から2018年12月までに集計したデータに基づく）F-35BおよびC型の全任務可動率（英: Fully Mission Capable）は海兵隊のF-35B型で15パーセント、アメリカ海軍のF-35C型では2パーセントである」と公式に発表した。
2019年4月25日、米国会計検査院（GAO）は、アメリカ軍が保有するF-35の30%近くが、スペア部品不足のため数カ月間飛行不能状態に陥っていたことを報告書の中で指摘した。
2019年11月13日、運用試験・評価局（DOT&E）のロバート・F・ベラー局長はF-35が完全な戦闘準備目標に達しておらず、信頼性の問題は多少進歩しているにもかかわらず、3つの派生型はすべて計画よりも頻繁に故障していると指摘した。
2019年の13件の問題についての報道
2019年6月13日に、ディフェンスニュースは13ものカテゴリ1の欠陥について独占報道を行った。これに対しロッキードは多くが解決済みとする反論を掲載。2020年4月24日には、これらのうち5つが修正され、5つはより低いレベルの欠陥に格下げ、3つの問題は未解決となり、新たに4つの問題がリストに追加され、合計が7つとなった。JPOによるとこれらの残る問題もソフトウェアの更新により、2020年末までにすべて解決される見込み。

### ALIS・ODIN
当初、整備用の情報システムとしてALIS（英: Autonomic Logistics Information System:自動兵站情報システム）が使用されていた。ALISは端末を機体に接続することで故障個所やその対処方法を診断し、さらに交換部品の在庫状況も把握することで維持・補修の効率を向上させるシステムであるが、2015年には機体に問題ありと警報を発したケースの8割が誤警報だったという報告があり、2016年3月には国防総省運用試験・評価局（DOT&E）から最新版のアップデートについて、十分な試験なしの適用は危険との報告も出されていた。米国フロリダ州にあるエグリン空軍基地の第33戦闘航空団の指揮官はALISシステムの一部であるTMS（トレーニング管理システム）より、旧式のノースロップ･グラマン社製GTIMS（トレーニング統合管理システム）のほうが効率的な管理･運用の手助けになると指摘しており、既にGTIMS（トレーニング統合管理システム）を使用中であると述べている（TMSは訓練スケジュールの管理を行い、訓練に必要な工数とコストを削減するため、米国の陸海空軍で幅広く使用中）。ただし、旧式のGTIMSとALIS間ではデータの同期が出来ないため、データの二重入力を行わなければならないという問題も発生している。
これらの要因により、ペンタゴンはALISの運用を停止、2020年度末までにODIN（英: Operational Data Integrated Network:運用情報統合ネットワーク）に切り替えると発表した。

### 価格
ロッキード・マーティン社では当初、F-35はF-16やF/A-18と同等の価格で諸外国に提供でき、維持・整備費などの費用はより安価になるとしていた。しかし度重なる開発の遅延により、フライアウェイ・ユニットコスト（FUC、純粋な機体1機あたり製造コスト）、ウェポンシステム・ユニットコスト（交換部品や兵装込みの調達コスト）、プログラム・ユニットコスト（開発総額も含めた金額を1機あたりで割ったコスト）、複雑化したソフトウェアの開発やアップデートなどの各種コストは当初の予定から大幅に上昇を続けている。また実機と同じソフトウェアを搭載したフライトシミュレータなど周辺機材の価格も減少しないため、導入を決定した国でも開発状況や価格を理由に調達数の削減や延期が表明され、販売数の減少や時期の先送りで量産効果が出にくくなる悪循環に陥っている。また実機と同じソフトウェアを搭載したフライトシミュレータにより高価なLIFT機が不要となり、高等練習機から直接移行できることをセールスポイントとしていたが、実際には操縦系統が高度にデジタル化されているためT-38など従来型の機体では訓練が不十分とされ、アメリカ空軍ではT-38よりF-35に近いアビオニクスを備えたLIFT機（ボーイング T-X）への更新を決定するなど、FMSを導入している国でも練習機の更新や追加導入などさらなる出費が必要とされる
2002年時点のフライアウェイ・ユニットコストは5,000万ドル、2007年時点では1.5倍の7,500万ドルであったが、2010年3月11日に米国会計検査院（GAO）が上院軍事委員会（SASC）に報告したところによれば、F-35のフライアウェイ・ユニットコストは当初予定の約2倍の8,000-9,500万ドルとされている。
アメリカ空軍によると、2011年度予算におけるF-35Aのフライアウェイ・ユニットコストが1億2,200万ドル、ウェポンシステム・ユニットコストが1億8,400万ドルである。
2012年3月30日、アメリカ国防総省が議会に提出した報告書によると、開発、生産費が当初の見積もりより4.3%増加して総額約3,957億ドル（約32兆円）となり、本格生産に入る時期も2017年から2年遅れの2019年になるとしている。国防総省の報道官は、アメリカ軍が同機を約2,440機調達する計画に変更はないとしているが、配備後の運用・維持コストの総額は1兆1,000億ドル（約91兆円）となり、昨年の見積もりより1,000億ドル上昇するとしている。
2013年4月14日、アメリカ国防総省が発表した2014年度に出した国防予算案で、1機当たりウェポンシステム・ユニットコストを1億9,000万ドルとすることを明らかにした。引用元の記事では「航空自衛隊が調達を決めた最新鋭ステルス戦闘機F-35Aの価格が、1機当たり約1.9億ドル（約189億円）であることが明らかになった」と書かれているが、これは誤報であると考えられる。
2011年末にA型の導入を決定した日本の防衛省は、1機あたりの調達価格を本体のみ約89億円（スペア部品などを含めた場合約99億円）としていた。翌2012年6月29日に正式契約が交わされた際には、2016年度に導入する4機については1機当たりの価格が約96億円（交換部品を含め約102億円）と上昇。毎日新聞は2012年9月4日の記事において、製造に習熟していない作業員が製造に関わっているためコストが上昇し、一機当たりの価格が当初の1.5倍の150億円に達する見通しとなったと報じている。
上記課題について2013年5月23日に発表されたアメリカ国防総省の報告書によると、昨年のF-35計画は全体のコストが45億ドル下がっており、上昇傾向にあったコストが減少に転じた。また、2013年5月31日には、2017年になる見込みだった空軍の初期作戦能力獲得も2016年へ前倒しされることが発表された。
その後2014年10月30日、アメリカ国防総省は外国向けにF-35の複数年契約を提示し、米軍向けより価格を引き下げる予定であることを発表した。
アメリカ第45代大統領のドナルド・トランプは大統領選挙中から、当初の予想を上回る予算が投じられているにも関わらず、後述する性能評価と計画そのものの遅延から、F-35開発計画を見直すことを公約に掲げていた。2016年12月22日には、F-35について「莫大なコストで、費用が行き過ぎている」と批判し、より安価なF/A-18E/Fの調達を示唆した。
大統領就任後は、ロッキード・マーティンのマリリン・ヒューソンCEOに直接価格交渉を行い、次の生産分からコスト削減に取り組むことを約束させた。これにより価格は1機あたり9460万ドル（日本円換算で約106億円）となった。この価格は海外向けの機体にも適用される。
米ドルと導入国の通貨との為替レートの影響も受けている。2017年9月13日に日本の会計検査院が発表した「次期戦闘機（F-35A）の調達等の実施状況についての報告書」では、2012年以降に航空自衛隊に納入されたF-35Aが為替レートの円安に伴い、日本円当たりの価格が増加傾向にあると指摘している。航空自衛隊のF-35Aについては、2013年度に日本国内の防衛産業の技術基盤を維持のため日本企業が製造に加わったことでさらに価格が上昇し、価格上昇の原因を定量的に把握できていないと指摘されている。
2018年6月、米国会計検査院（GAO）は解決されていない966件の技術的問題を修正しなければ導入後の維持コストが高騰するとして、本格量産前に問題を修正するよう国防総省に対処を要求した。
2019年6月10日に結ばれたロット12～14までの478機の生産に関する契約では、ロット11に比べ各型の単価を15％削減するとし、A型の場合単価が8,000万ドルを切る見込みとなり、第4世代機と同等以下まで価格を下げることに成功したと発表された。

### 情報流出と中華人民共和国製部品の使用
F-35は、中華人民共和国のクラッカーにより2009年にアメリカ国防総省から、2012年にBAEシステムズから、設計情報や性能、電気系統、レーダーなどのデータが盗まれており、将来的に中華人民共和国の人民解放軍のJ-20などに対して制空能力の優位性が損なわれることが危惧されている。また、中華人民共和国が開発中のJ-31は双発であることを除けば外見の形状がF-35に類似しており、盗まれたデータが開発に生かされた可能性がある。
2014年6月28日には、カナダ在住の中華人民共和国人実業家ス・ビンがF-35、C-17、F-22の秘密情報を合衆国内の国防産業のコンピュータから盗もうとし逮捕された。
同年12月7日にはプラット・アンド・ホイットニーで働いていた中華人民共和国人技師であるユー・ロンが、F135エンジンの素材として使用されているチタン合金に関する情報を持ち出そうとした疑いで逮捕された。
2015年1月19日付の豪紙シドニー・モーニング・ヘラルド紙は、中央情報局（CIA）元職員のエドワード・スノーデン容疑者が、デア・シュピーゲルに提供した資料からF-35のレーダーやエンジンの図式、噴出ガスの冷却方法、リーディングとトレイルエッジ処理、AFTデッキヒーティングコンツアーマップといったステルス技術の基幹部分に及ぶ情報に加え、B-2や原子力潜水艦、F-22の軍事情報が2007年に中国からのハッキングにより盗まれていたことを報じた。
アメリカでは軍需産業が、仮想敵国の中華人民共和国などの外国の資材を使用することを規制しているが、2014年にF-35に中華人民共和国製部品が使われていた事実が発覚した際は大きな問題となった。その後のアメリカ国防総省の調査でボーイングの爆撃機B-1やロッキード・マーティンの戦闘機F-16、レイセオンと日本が共同開発したスタンダードミサイルなどにも中華人民共和国産材料の使用が判明した。アメリカ国防総省は軍需産業は中華人民共和国が生産の過半数を占めるていたレアアース やプリント基板 など中華人民共和国製品に過度に依存かつ中華人民共和国からのハッキングに脆弱だと問題視しており、F-35の回路基板はユーロファイター タイフーン、F-16、AH-64 アパッチ の開発にも参加している中華人民共和国資本が製造していたことは物議を醸した。
機体が墜落する事故が発生すると、機密保持の点から徹底した回収作業が行われる。2021年に青森県沖で墜落したF-35Aのエンジンや機体の一部は水深1500mの海底から、2022年に南シナ海で空母カール・ビンソンへの着艦に失敗したF-35Cの機体は水深3780メートルの海底からサルベージが行われた。

### 性能評価
2015年1月に行われた模擬空中戦演習ではF-35AがF-16に敗北し、テストパイロットは「F-35はF-16とエンゲージ（交戦）を行った際に、全ての状況下でパワー面で明らかに不利な条件に置かれた」と報告書にて述べた。これに対し開発責任者ジェフリー・ハリジャンは、この模擬空中戦演習に参加したF-35AはSDD機の「AF-2」で、空中戦用のソフトウェアやステルスコーティングが不完全であったため、この報告書をもってF-35が失敗機だと決めつけるのは時期尚早と反論している。またアメリカ空軍も「完全な能力を発揮した場合のシミュレーションを何度も実施したが、F-16に対しては全て勝利している」と反論している。実際に、2016年8月に実施した「ノーザン・ライトニング」演習では、F-35Aが1回の作戦で一度も発見されることなくF-16 27機の撃墜を記録している。

### エンジン
米政府説明責任局（GAO）は2023年、最新のF-35プログラムに関する報告書を公開して「国防総省はシステム全体の冷却要件とブリードエアを供給するエンジン設計が一致していない事を知りながら開発を進めたため、エンジンのオーバーホールは2,000時間毎から1,600時間毎に早まり、この影響で米軍は追加のオーバーホールに380億ドル＝約5.3兆円を負担する可能性がある」と指摘した。 国防総省はF-35の電力･冷却システム（Power and Thermal Management System/PTMS）に15kwの冷却能力を要求、P&Wは要求された冷却能力を満たすためPTMSに供給するブリードエアを確保したF135を完成させたが、ロッキード･マーティンは「PTMSがF-35のサブシステムを冷却するにはブリードエアの抜き取り量を増やす必要がある」と気づいて2013年にF135の設計変更を要求。
国防総省はF135の設計変更にかかるコスト負担とスケジュールへの影響を検討した結果「もはや変更を行うには手遅れ」と判断、ブリードエアの抜き取り量を増やすことで推力が設計値より小さくなり、これを高温運転でカバーするため「エンジンの摩耗が設計値よりも早くなりメンテナンスコストが増加する」と理解した上で計画を続行したのだが、続々と追加される新機能に対応するためPTMSの冷却能力は初期要求の2倍（15kw→30kw）に到達し、F135のオーバーホールサイクルは2,000時間毎から1,600時間毎に減少してしまった。そしてF-35Block4（ロット17以降）で要求される冷却性能と発電能力はF135の設計限界を超えており、F-35のエンジン問題は「3つ目の空気の流れを追加して3ストリーム化したAETP（アダプティブエンジン）を採用するか」「F135の改良型であるF135EEPを採用するか」で揉めていたが、米空軍のケンドール長官は2024年度予算に関するブリーフィングの中で「F-35の現行エンジンを支持してアップグレードを行う。この決定はF135を製造するP&Wに大きな利益をもたらすだろう」と述べた。しかし米議会は搭載する新型エンジンについてF135EEPだけでは無く、AETPも搭載するという2社体制を支持している。F35を生産しているロッキード・マーチンはどちらのエンジンであれ対応が可能と発表しているが、パリ航空ショーでインタビューに応じたロッキード･マーティンのグレッグ・ウルマー上級副社長（航空部門の責任者）は「現在のアプローチは目先の問題に対処するだけで、今後何十年も運用されるF-35の長期的な展望を考慮していない。将来のアップグレードを考慮して出来るだけ余裕を確保しておく必要がある。AETPは冷却能力だけでなく推進力や燃費の向上も期待できるため、我々はAETPを支持する」と述べている。

## 事故

### アメリカ合衆国
2018年9月28日、サウスカロライナ州で海兵隊所属のF-35Bが基地の近くで墜落（死亡者なし）。アメリカ国防総省はアメリカ軍が保有する計245機すべての運用を一時的に停止すると発表。調査によるとエンジン燃料管の不具合がある可能性があることが判明したため、国内外のすべての機体を検査することとなった。
2020年5月19日、フロリダ州のエグリン空軍基地にてアメリカ空軍第58戦闘飛行隊のF-35Aが夜間訓練中に墜落した。パイロットは無事脱出し、地上への被害もないとされる。A型の墜落は米軍として初めて、航空自衛隊に続く2件目となる。 同基地付近では、15日にもF-22が訓練中に墜落していた。
2020年9月29日、カリフォルニア州にて海兵隊所属のF-35Bが訓練中に空中給油機KC-130と接触事故を起こして墜落した。脱出したパイロット及び不時着した給油機の乗組員は全員無事であった。
2021年3月12日、アリゾナ州のユマ海兵隊基地で夜間近接航空支援訓練中だったF-35BのPGU-32/U SAPHEI-T機関砲弾が爆発し、機体が損傷した。
2022年1月24日、南シナ海でアメリカ海軍の空母「カール・ヴィンソン」所属のF-35Cが着艦に失敗、パイロット含む7人が負傷した。パイロットは緊急脱出し、ヘリコプターで救助された。負傷者のうち3人は治療のためフィリピンへ搬送、残る4人は艦内で治療を受けた。事故原因や事故機の状況には調査中として公表されなかった。又、事故時の映像、画像が流出。米海軍は映像、画像を本物だと認め「大いに失望した」と発表した。
2022年10月19日、空軍第388戦闘航空団所属のF-35Aがユタ州のヒル空軍基地の滑走路の北端に墜落した。操縦士は緊急脱出して病院に搬送された。
2022年12月1日、沖縄県の嘉手納基地で午後1時40分ごろアメリカ海兵隊第121海兵戦闘攻撃飛行隊所属のF-35Bが電気系統のトラブルが疑われたため同基地に予防着陸し、機体を牽引している途中で前輪が故障して機首が地面に接触した。
2023年9月18日、サウスカロライナ州ビューフォート海兵隊基地所属のF-35Bがパイロットをベイルアウトした後行方不明となった。同基地の空域を担当するチャールストン空軍基地は「この機体に関する情報をもつ国民は第2海兵航空団まで連絡してほしい」と発表した。翌日19日、機体は発見され、海兵隊に墜落現場は確保された。離陸したF-35Bは2機編隊で、1機は問題なく基地に帰投、トラブルが起きたのはもう1機だった。パイロットはチャールストン近郊で保護された。

### 日本
2019年4月9日、航空自衛隊は、同日19時27分頃、青森県東方太平洋上（三沢基地の東約135キロ付近の洋上）で、第3航空団第302飛行隊に所属する3等空佐搭乗のF-35A「79-8705（名古屋FACO製造一号機）」のレーダー航跡が消失、同日現在捜索中と発表していたが、機体の一部が海上で発見されたため、翌10日に墜落したと発表した。F-35Aの墜落事故は本件が世界初である。該当機は2017年6月に初めてその姿が関係者に披露され、同年11月にロッキード・マーティン社の完成検査を受け、2018年5月に三沢基地に配備された日本製造初号機であった。
2019年6月7日に遺体の一部が発見されたと発表があり、当該機搭乗のパイロットは死亡と判断された。防衛省は事故の原因はパイロットの空間識失調による可能性が高いとして、パイロットに対応訓練を実施し2019年8月1日に飛行を再開した。

### イギリス
2021年11月17日、イギリス国防省は所有するF-35Bが空母「クイーン・エリザベス」を発艦した後、地中海に墜落したと発表した。パイロットは無事脱出し、空母に回収されている。イギリス所有及び艦載運用中のF-35喪失としては初となった。
墜落した機体は、ロシアに渡ることを防ぐためにイギリスやアメリカのサルベージ船、イタリアが協力して捜索を行い、2週間後に発見された。その後1週間かけてイギリス国防省が引き揚げ、12月7日に回収したと発表された。原因は、事故発生時点でインテーク用の樹脂製カバーを吸い込んだとされている。後日、墜落したF-35Bの引き上げ後の画像と墜落時の映像が流出し、守秘義務違反として漏洩者が逮捕される事態となった。英海軍は「非常に残念だ」と発表した。

### 韓国
2022年1月4日、韓国空軍のF-35Aが着陸訓練中に降着装置が作動しない事態に陥り、胴体着陸を余儀なくされた。パイロットは無事だった。韓国空軍は「事故原因については調査中だ」と発表。後日、バードストライクが原因と発表した。
2023年5月29日、韓国メディアはバードストライクにより破損した機体について「損傷具合を精密検査した結果、この機体は胴体、主翼、機体構造体、エンジンが酷く歪んでいると判明、修理にかかる費用についてもロッキード･マーティンは1,100億ウォン＝約116億円と通知してきた」と報じた。破損した機体は廃棄、もしくは訓練用の機材としての使用を検討している。

## 配備
海外へ輸出可能になった最初の第5世代ジェット戦闘機となったことで、当初からプログラム参加国以外への販売活動が積極的に行われている。ただし、機密情報の多い機種であることから、友好国であっても機密漏洩の恐れがある国には輸出に慎重な姿勢を取っている。特にトルコでの一件（後述）が起きて以来、イスラム系国家への輸出にはより慎重になっているとされる。
| 採用国         | レベル             | 軍隊       | 型式  | 購入機数 | IOC    | 備考                                                                                |
| -------------- | ------------------ | ---------- | ----- | -------- | ------ | ----------------------------------------------------------------------------------- |
| アメリカ合衆国 | 主開発国           | 空軍       | A型   | 1,763    | 2016年 |                                                                                     |
| アメリカ合衆国 | 主開発国           | 海軍       | C型   | 273      | 2019年 | [ 207 ]                                                                             |
| アメリカ合衆国 | 主開発国           | 海兵隊     | B/C型 | 353/67   | 2015年 |                                                                                     |
| イギリス       | レベル1            | 空軍       | B型   | 48       | 2019年 | 138機までの追加を計画                                                               |
| イギリス       | レベル1            | 海軍       | B型   | 48       | 2019年 | 138機までの追加を計画                                                               |
| イタリア       | レベル2            | 空軍       | A/B型 | 60/15    | 2018年 | 政府によるA60機B30機計90機への削減案に対し、議会は当初計画通り131機へ戻すことを要求 |
| イタリア       | レベル2            | 海軍       | B型   | 15       | 2018年 | 政府によるA60機B30機計90機への削減案に対し、議会は当初計画通り131機へ戻すことを要求 |
| オランダ       | レベル2            | 空軍       | A型   | 52       | 未定   |                                                                                     |
| ノルウェー     | レベル3            | 空軍       | A型   | 52       | 2019年 |                                                                                     |
| デンマーク     | レベル3            | 空軍       | A型   | 27       | 未定   |                                                                                     |
| オーストラリア | レベル3            | 空軍       | A型   | 72       | 未定   | LRIP6にて2機調達、以降はLRIP-10より調達再開                                         |
| トルコ         | レベル3            | 空軍       | A型   | 30→凍結  | 未定   | S-400導入を受け、米国が事業参画を凍結（納入数は0機）                                |
| カナダ         | レベル3            | 空軍       | A型   | 88       | 未定   | 2012年12月65機の導入を白紙撤回したが、2023年1月88機を発注                           |
| イスラエル     | 保全協力パートナー | 空軍       | A型   | 50       | 2017年 | 75機までの増加を予定                                                                |
| シンガポール   | 保全協力パートナー | 空軍       | B型   | 12       | 未定   | F-35Aを予定していたがF-35Bに変更                                                    |
| 日本           | SDD未参加          | 航空自衛隊 | A/B型 | 105/42   | 2019年 | LRIP8から調達開始の見込み 当初はA型42機であったが、2018年にA型63機・B型42機を追加   |
| 韓国           | SDD未参加          | 空軍       | A型   | 40       | 未定   | 20機の追加を計画                                                                    |
| ベルギー       | SDD未参加          | 空軍       | A型   | 34       | 未定   |                                                                                     |
| ポーランド     | SDD未参加          | 空軍       | A型   | 32       | 未定   |                                                                                     |
| スイス         | SDD未参加          | 空軍       | A型   | 36       | 未定   |                                                                                     |
| フィンランド   | SDD未参加          | 空軍       | A型   | 64       | 未定   |                                                                                     |
| ドイツ         | SDD未参加          | 空軍       | A型   | 35       | 未定   |                                                                                     |

### 運用国

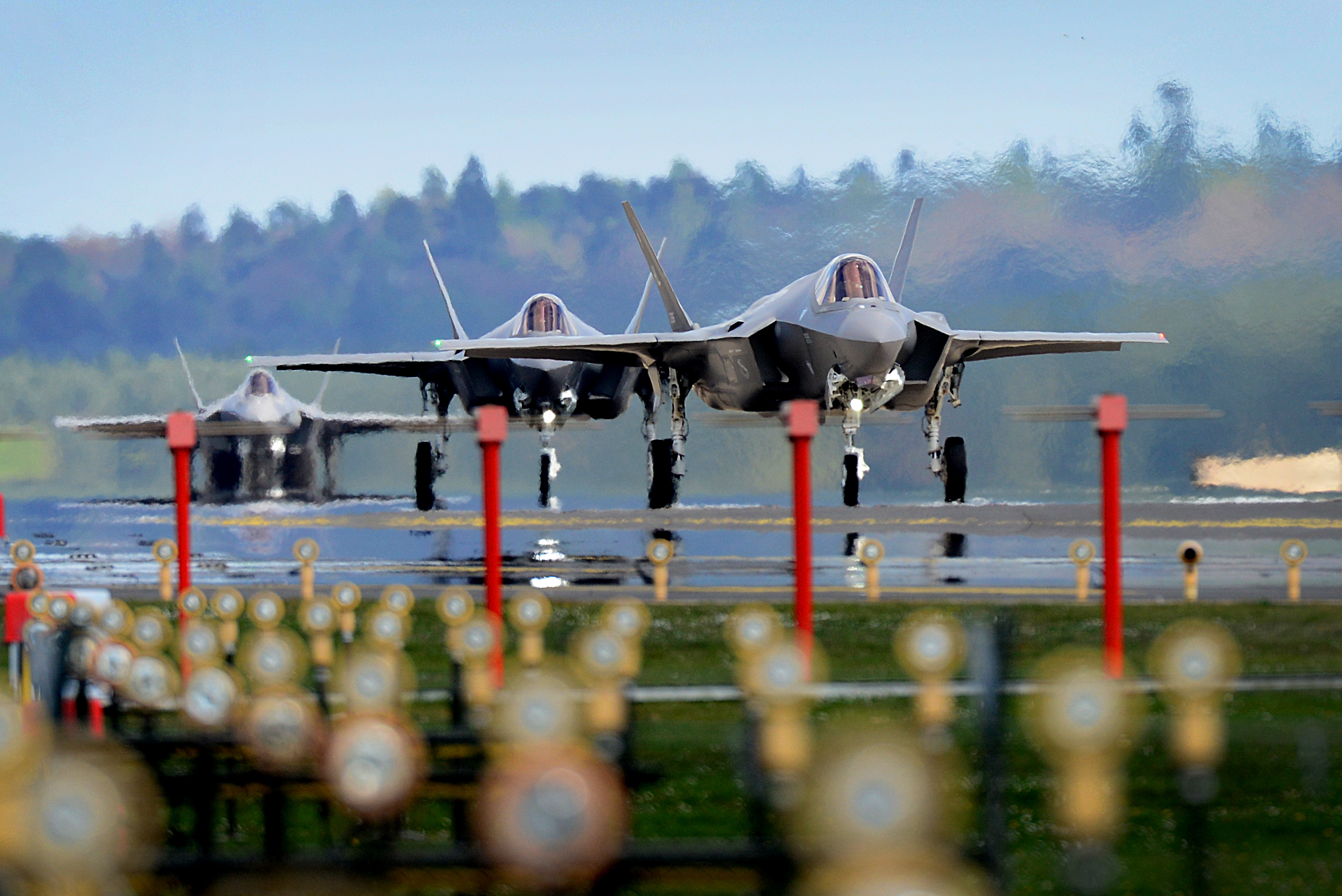
F-35A

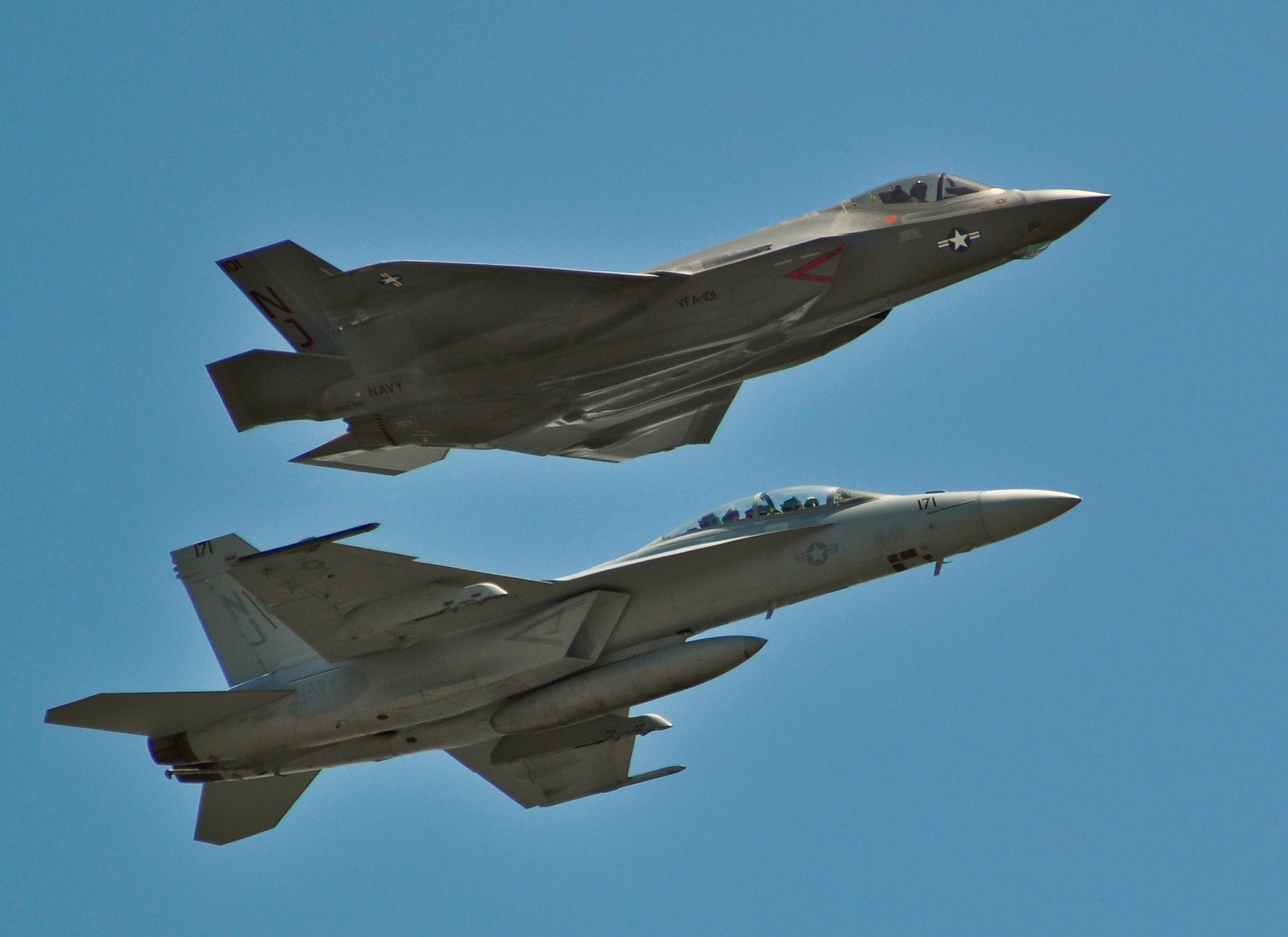
F-35CとF/A-18F

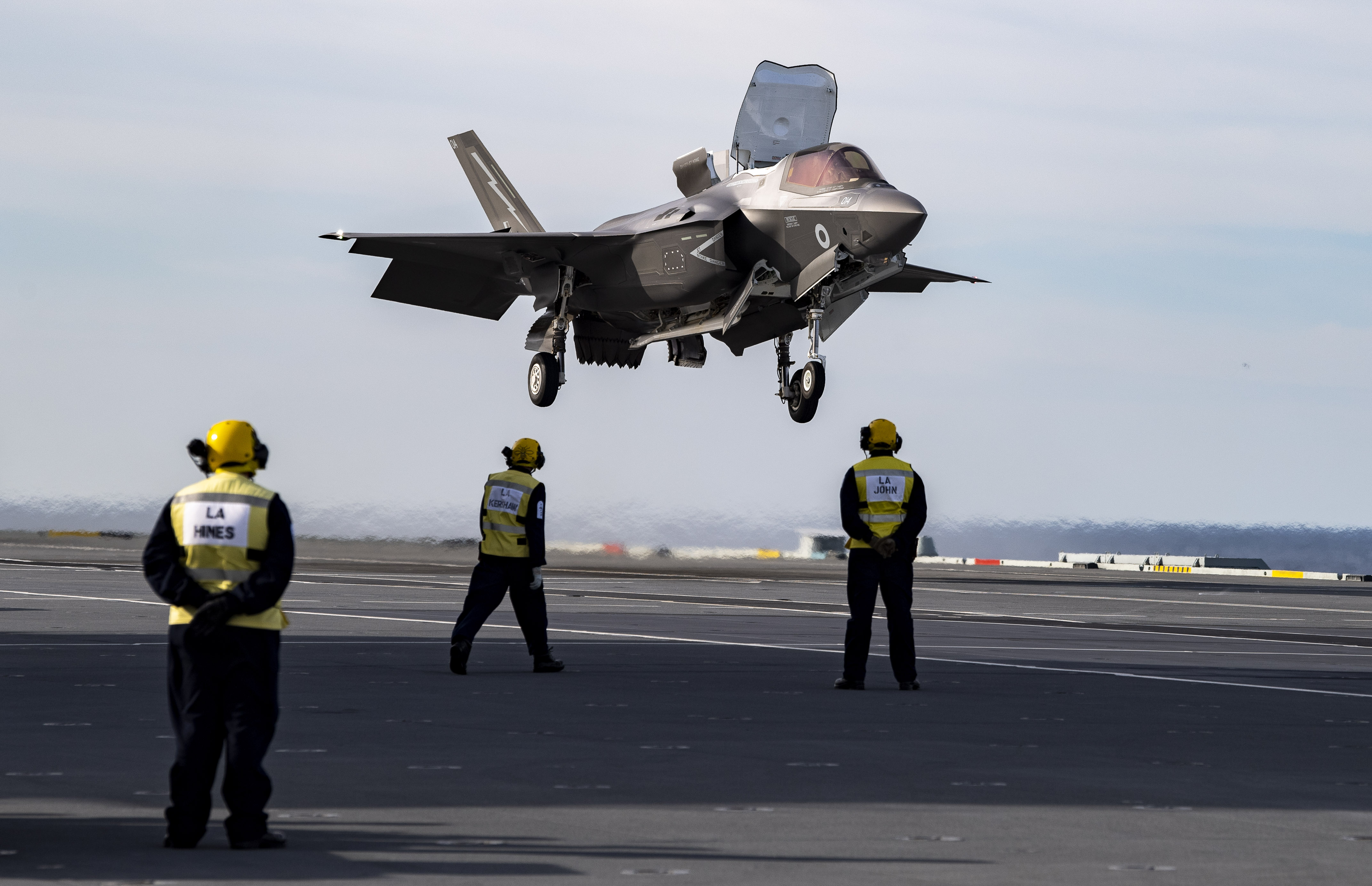
「クイーン・エリザベス」に着艦するイギリス空軍のF-35B

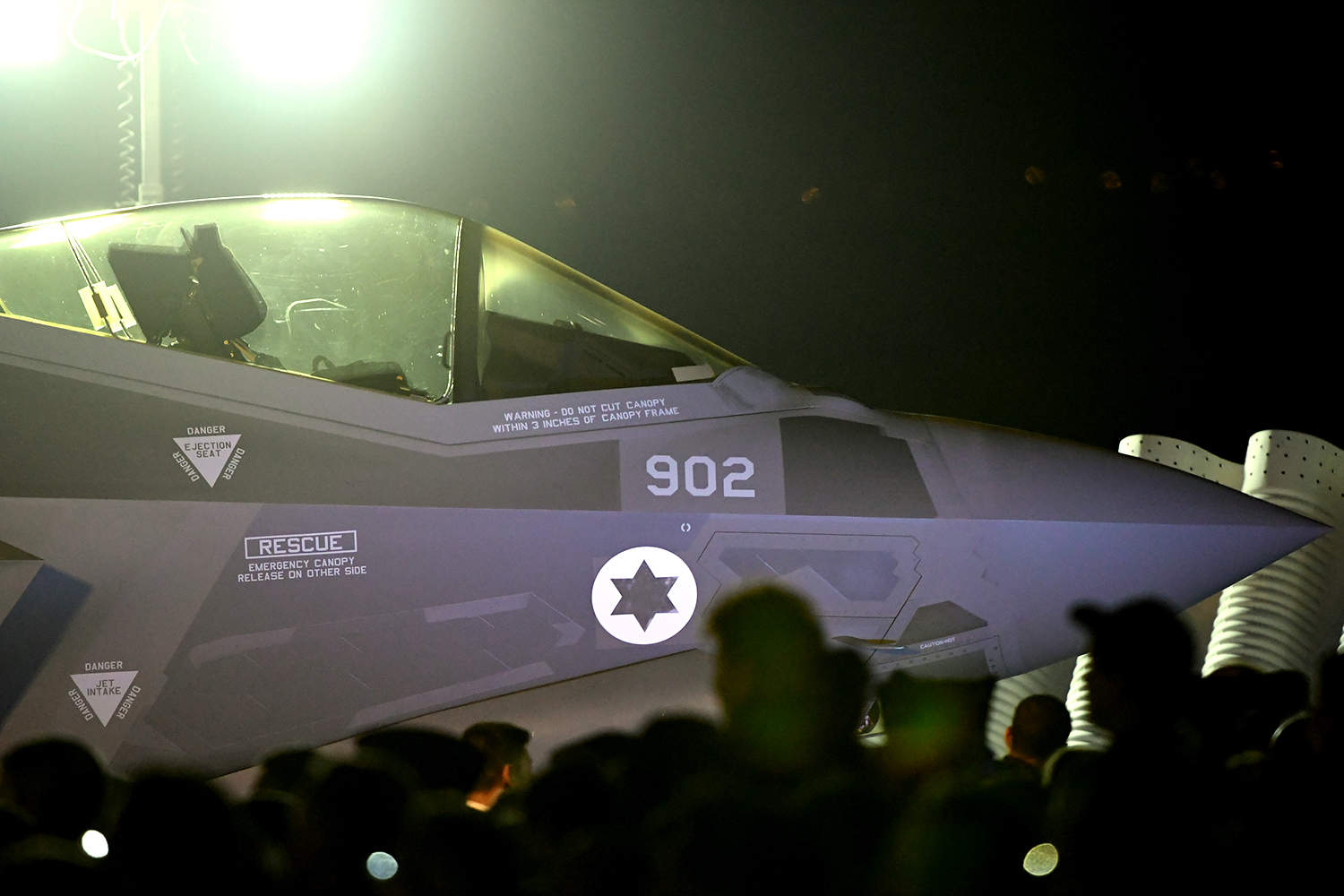
ネバティム空軍基地に到着し、式典でダビデの星を貼り付けられたF-35I Adir 902号機。2016年12月。

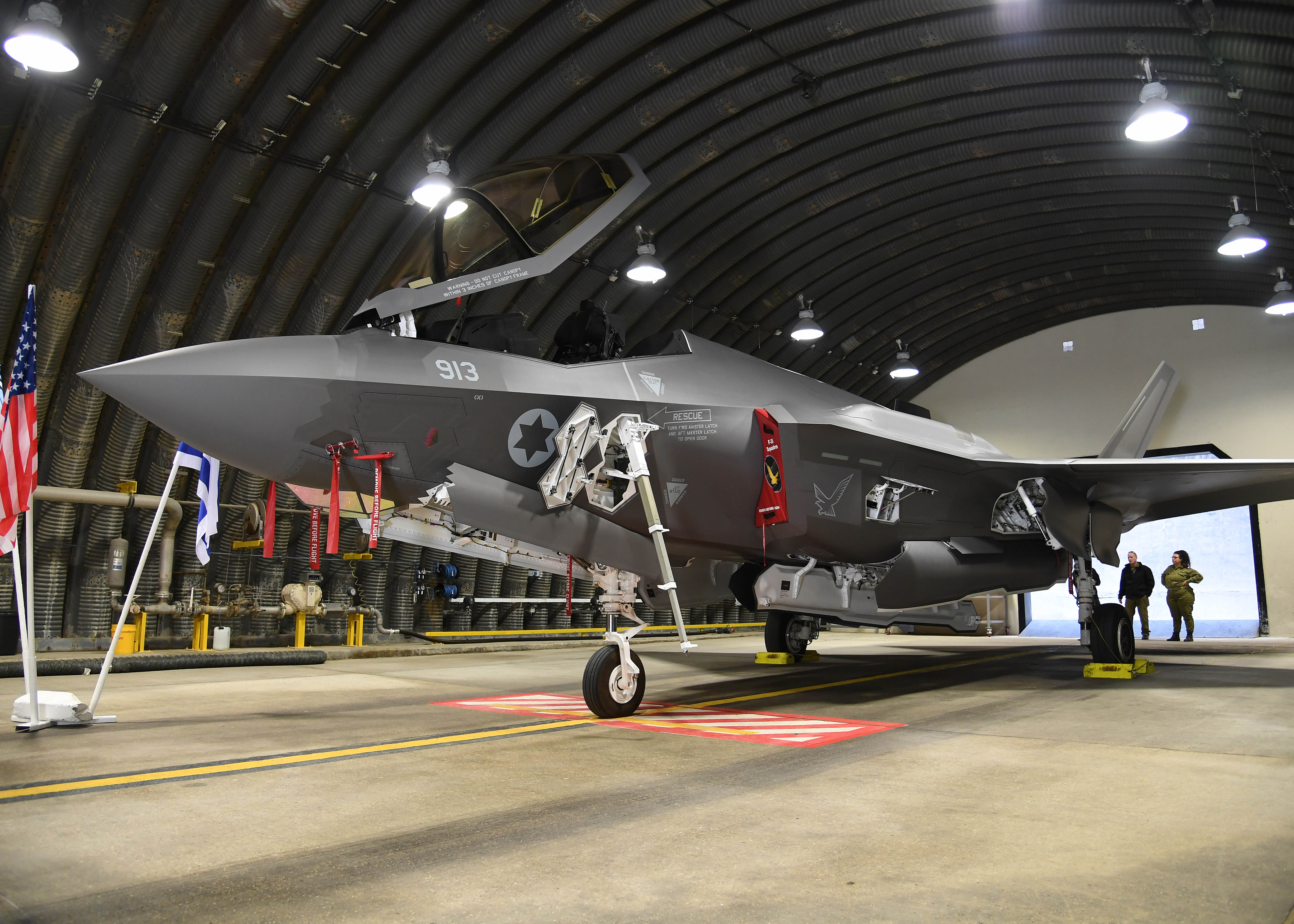
第140飛行隊のF-35I”מטוס” 913号機、インテーク横に飛行隊エンブレムの鷲が描かれている。2017年12月。

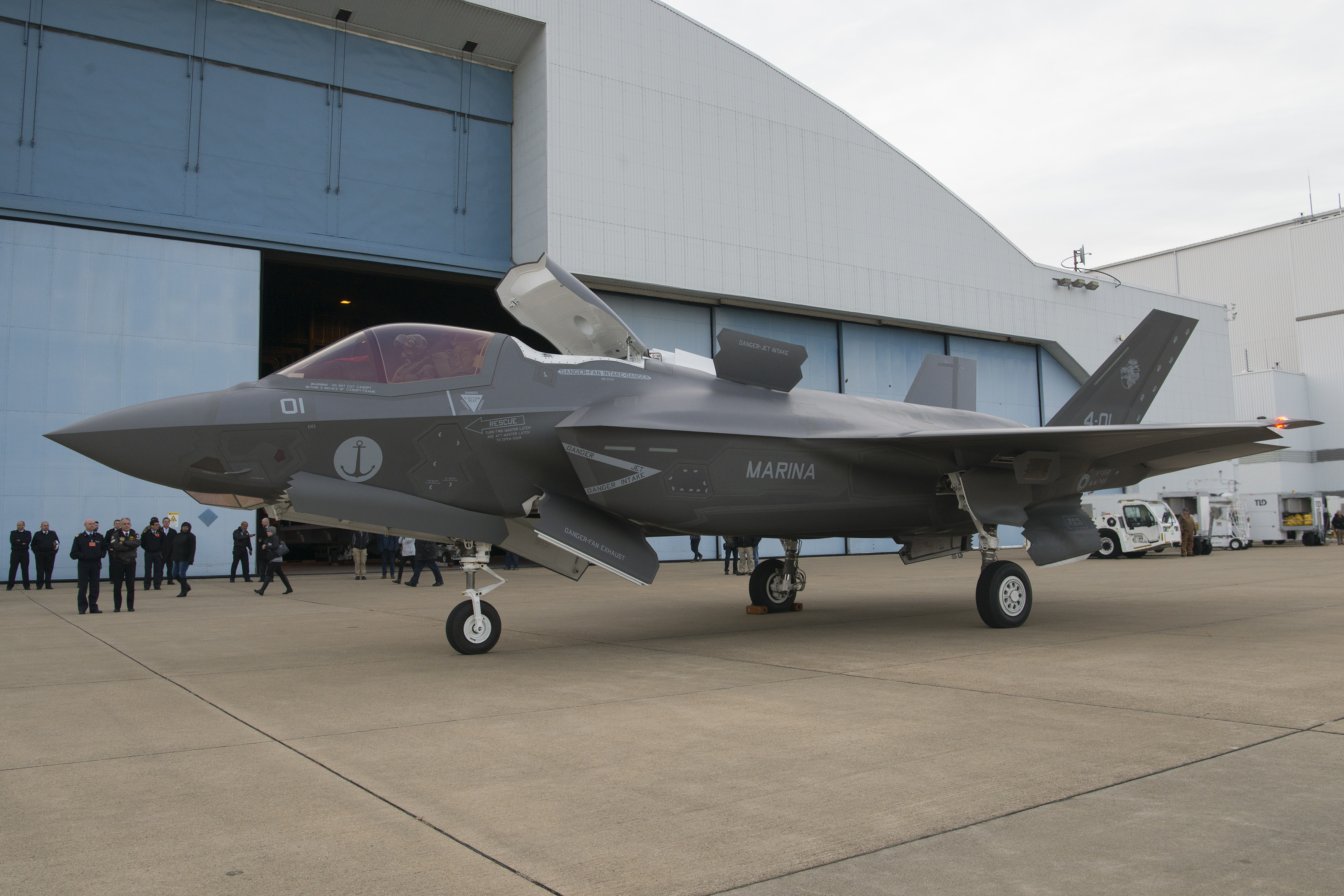
イタリア海軍向けのF-35B初号機（BL-1）

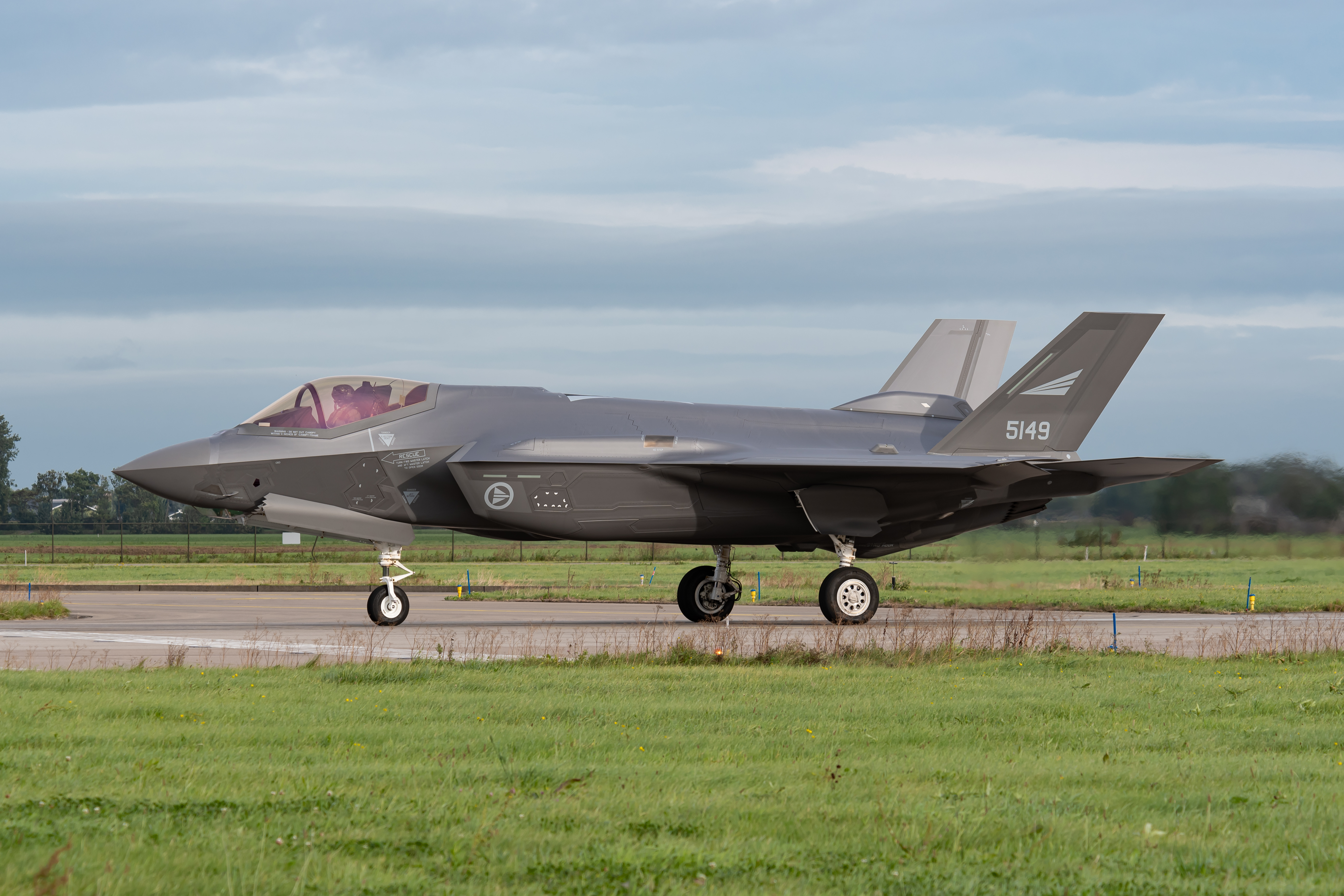
ノルウェー空軍向けのF-35A
胴体後部背面にある膨らみはドラッグシュート収納部

アメリカ合衆国
アメリカ空軍
F-15とF-16とのハイ＆ローミックス運用をF-22（F-15）とF-35に更新する予定。同時にA-10の任務をF-35で置き換えるために約2,400機以上の配備を計画したものの、後にA型1,763機導入へと削減された。A-10後継としてB型の導入も検討されていたが、現在ではA型に一本化されている。
フロリダ州エグリン空軍基地第33戦闘航空団が、F-35Aを最初に装備する部隊となった。2011年夏には訓練用機の引き渡しが行われ、パイロット育成が開始された。他の配備予定の基地はユタ州ヒル空軍基地、サウスカロライナ州ショウ空軍基地とマッキンタイア統合空軍州兵基地、沖縄県嘉手納基地が発表されている。また、戦闘遂行能力を持たない初期生産分の機体を利用して世界初のステルス戦闘機によるアグレッサー部隊を2022年6月、ネリス空軍基地に第65アグレッサー飛行隊として配備した。
アメリカ海軍
F/A-18A-Dの後継としてF-35Cを約430機導入する計画であった。この計画通りに配備が完了すれば、空母航空団はF-35C 2個飛行隊、F/A-18E/F各1個飛行隊という構成になる 予定であった。現在では273機に削減されており、海兵隊のF-35Cを空母航空団に受け入れる計画となっている。
最初にF-35Cが配備されるのは第101戦闘攻撃飛行隊（VFA-101）で、アメリカ3軍のF-35訓練基地を1か所に統合するため、エグリン空軍基地を拠点とする。また、アメリカ国防総省はアメリカ海軍のF-35Cを空母ジョージ・ワシントンの前方展開に伴い岩国基地に配備すると発表した。

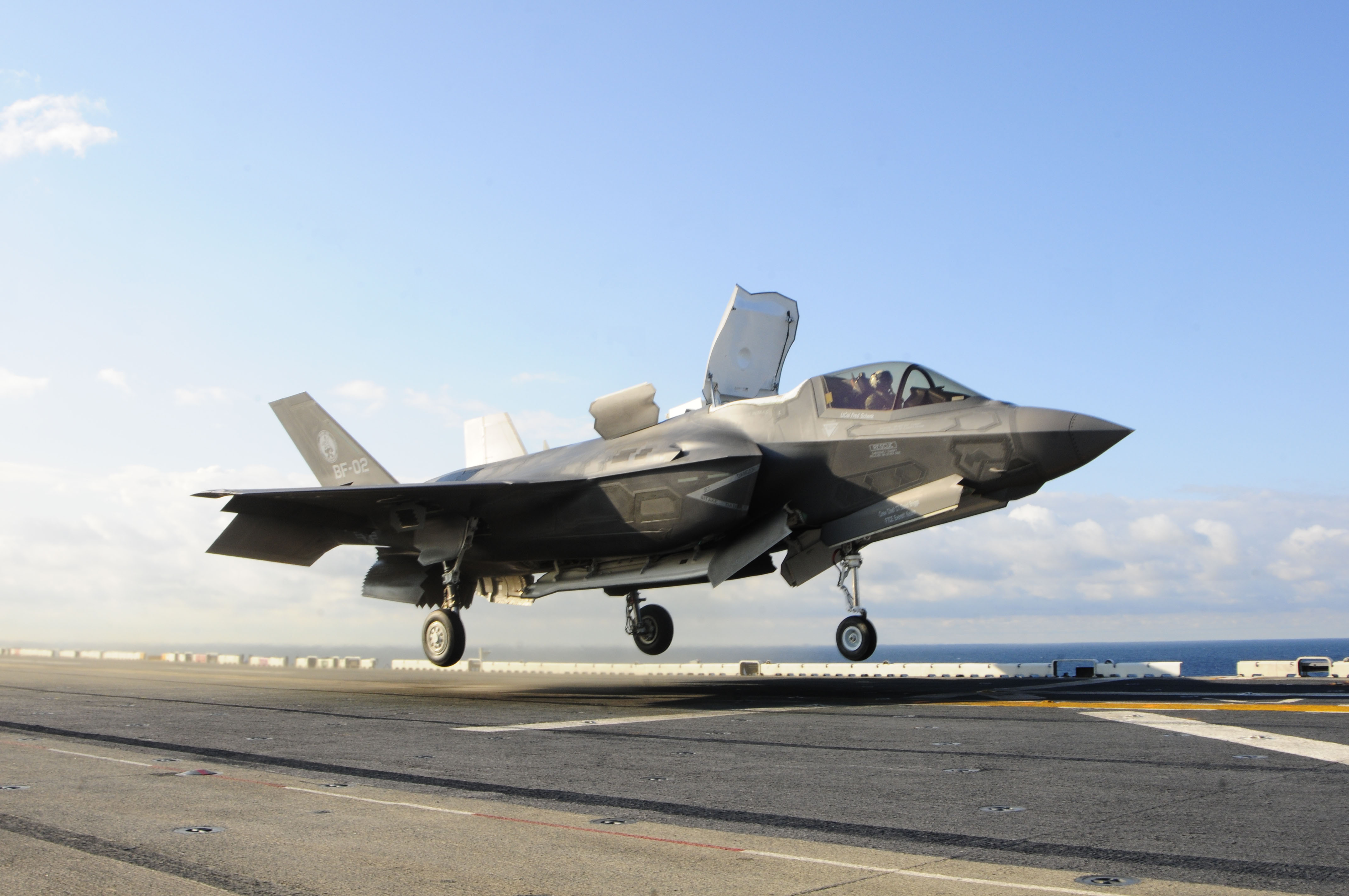
F-35B

アメリカ海兵隊
F/A-18とハリアーIIの後継機として、F-35B 353機に加えて、F-35Cを67機導入し海軍の空母航空団に派遣する計画となっている。
アメリカ海兵隊でF-35Bを最初に装備を予定しているのは、第501海兵戦闘攻撃訓練飛行隊（VMFAT-501）である。この部隊もエグリン空軍基地を拠点とする。
また、アメリカ国防総省は、2012年12月に最新鋭のF-35を海外の基地としては初めて山口県の岩国基地に配備することを決定し、、2017年1月18日に最初の2機が到着した。
 イギリス
イギリス空軍のハリアーGR.5/7/9、イギリス海軍のシーハリアーFA2の後継機としてJSFを導入する事を計画し、垂直離着陸機である改装されたB型の採用を計画した。当初の計画では空軍が90機、海軍が60機の計150機を2014年後半より実戦配備の開始を予定していた。2006年にシーハリアーFA2の退役、2010年の新しい国防計画に基づくハリアーGR.7/9の早期退役と飛行隊の解散によりハリアー・ファミリーは退役を迎えたが、B型の導入計画はそのまま維持された。
その後、イギリス海軍のCATOBAR空母導入計画を受けて、導入をB型からC型へ切り替えるとし、空軍も共通性の確保からC型の導入を決める。この時の装備計画機数は138機と発表された。しかし、C型の開発が遅れていることと、B型の開発作業が計画通りに進んでいることから、2012年5月に再度エンジンを国産にしたB型の導入に変更している。LRIP機に対する発注を行っており、LRIP3で2機、LRIP4で1機がイギリス向けに製造されており、いずれもB型である。戦略防衛・安全保障見直し2015では138機の調達の方針が維持された。最初にF-35Bを配備する部隊は、イギリス空軍ではマーハム空軍基地の第617飛行隊が指定されている。イギリス海軍では第809飛行隊が指定されているが、機材と人員は第617飛行隊と共有する予定である。2019年7月15日、転換飛行訓練を行う第207飛行隊に配備されるF-35B 6機がマーハム空軍基地に到着し、イギリス本国での要員養成が本格化した。
空軍では2019年1月10日に初期作戦能力を獲得した。
2021年11月時点で購入契約が済んでいる48機のF-35Bのうち、計24機の配置が完了。
 イスラエル
F-35のSDD作業に保全協力参加国として参加していたイスラエルは、イスラエル空軍のF-16A/Bの後継機としてA型をベースにしてイスラエル製の電子機器や兵装を搭載できるよう改修したF-35Iの購入を2010年8月に決定し、2010年10月に当初予定の20機を19機に削減した27億5000万ドルで調印した。
価格高騰を受けてレーダーなどを国内開発することも検討したが、逆に開発費がかかり過ぎる事が判明し、発注済みの19機についてはアメリカ空軍向けの機体と基本的に同じものになるという。
2015年2月には追加の14機が、2016年11月には17機が契約されており、F-35Aの調達は合計で50機となった。
2016年12月12日に最初の2機 "901号機" "902号機"がイスラエル南部のネバティム空軍基地に到着し、16時間後には早くも初ソーティが行われた。2019年にはさらに2機のF-35Iがネバディム空軍基地に到着した。
イスラエル空軍は2021年までに50機のF-35Aでネバティム空軍基地でF-16Aを運用している第140飛行隊、第116飛行隊の2個飛行隊を更新予定で、2017年12月には作戦能力を獲得した。
また、オプションを行使することで75機の購入が可能であることから、最終的には3個飛行隊75機のF-35Aで現在運用しているF-16A/B（現在88機/16機運用）を更新することになると見られている。
更に将来必要となるF-16C/D（現在75機/54機運用）の後継として、可能であればF-35Aで代替をイスラエルは希望している。これが実現すれば、F-35保有数は200機近くに達すると見られている。
イスラエル空軍は、ヒズボラやハマスの長射程ロケット弾や、イランの地対地ミサイルによって、イスラエル国内の空軍基地の滑走路が破壊される危険度が高まったため、短距離発進・垂直離陸型のF-35Bの導入も検討している。ベンヤミン・ネタニヤフ首相（当時）もF-35Bの導入に関心を示しており、2015年12月にはイスラエルはF-35Bの購入についてアメリカと協議している。
イスラエルはF-35Iの航続距離延長のために、Elbit Systems Cyclone社がロッキード・マーティンの技術支援を受けて投棄型パイロンを開発しているほか、航続距離と滞空時間の増大化のためにF-35に対応したCFTを開発することも検討されている。また、イスラエルではF-15やF-16の複座型を多数配備し、機体後席のWSOの配置による攻撃能力強化や、指揮通信システムR2-D2の搭載による指揮管制機としての運用が行われており、F-35Iについても複座型の開発が検討されている。ただし、F-35の複座型の開発には、前部胴体構造の変更や機体外形の変化に伴うステルス性の低下等、実現へのハードルが高いとされる。
 イタリア
イタリアはイギリス、オランダと並んで積極的にF-35計画に参加し、イタリア空軍のカーメリ空軍基地内に欧州向けの機体製造・整備を行うFACO（最終組立・検査工場）がアレニア社によって建設されている。
配備についてはイタリア空軍がA型とB型、イタリア海軍がB型の導入を計画している。空軍はトーネード IDSとAMXの後継機として、軽空母を有する海軍はハリアーIIの後継機としての配備を予定している。装備機数は空軍がA型69機とB型40機、海軍がB型62機の合計131機を調達する計画であったが、政府は経済悪化を理由に空軍A型60機・B型15機、海軍B型15機の合計90機に変更したが、議会は削減案に反対している。2023年3月8日のイタリア議会下院防衛委員会の公聴会では、イタリア空軍空軍参謀長のルカ・ゴレッティ将軍が当初計画通り131機のF-35を調達することが優先事項であると発言した。
配備に先立って2名のイタリア空軍パイロットが渡米し、アリゾナ州にあるアメリカ空軍のルーク空軍基地でF-35の操縦訓練を修了した。
2015年12月、カーメリ空軍基地でFACOが行われたA型1機が空軍に配備、試験運用が開始された。2020年までに30機以上の調達を決定しており、また前述のようにA型60機・B型30機の導入が計画されている。
2018年12月より、軽空母「カヴール」がF-35Bを搭載するための改修に入り、2019年5月には軽空母任務も請け負う強襲揚陸艦「トリエステ」が進水した。しかし、2018年に誕生したジュゼッペ・コンテ政権の政権与党の一つであり、左派政党の五つ星運動が国防予算の削減をかかげ、F-35のA/B両タイプの導入中止を打ち出した。これにより、当初は全ての機体をキャンセルする予定だったが、その場合、莫大な違約金が発生するため、調達ペースを年間10機から6～7機前後に落とすのが当面の方針である。2021年3月26日、「カヴール」のF-35B運用評価試験が完了した。
イタリア空軍のF-35A/Bは、イタリア最大の空軍基地であるアメンドラ航空基地の第32航空団第13飛行隊に配備される。渡米して訓練を受けたパイロットは、アメンドラ航空基地で欧州の環境に適した最終訓練を受ける。F-35A/Bは2018年11月に初期作戦能力を取得し、2021年までにアイルランドでNATO指揮下によるQRA任務に2回就いている。2023年9月23日には、ポーランドに展開中の第32航空団のF-35Aが領空侵犯したロシア海軍のSu-30を要撃したと発表した

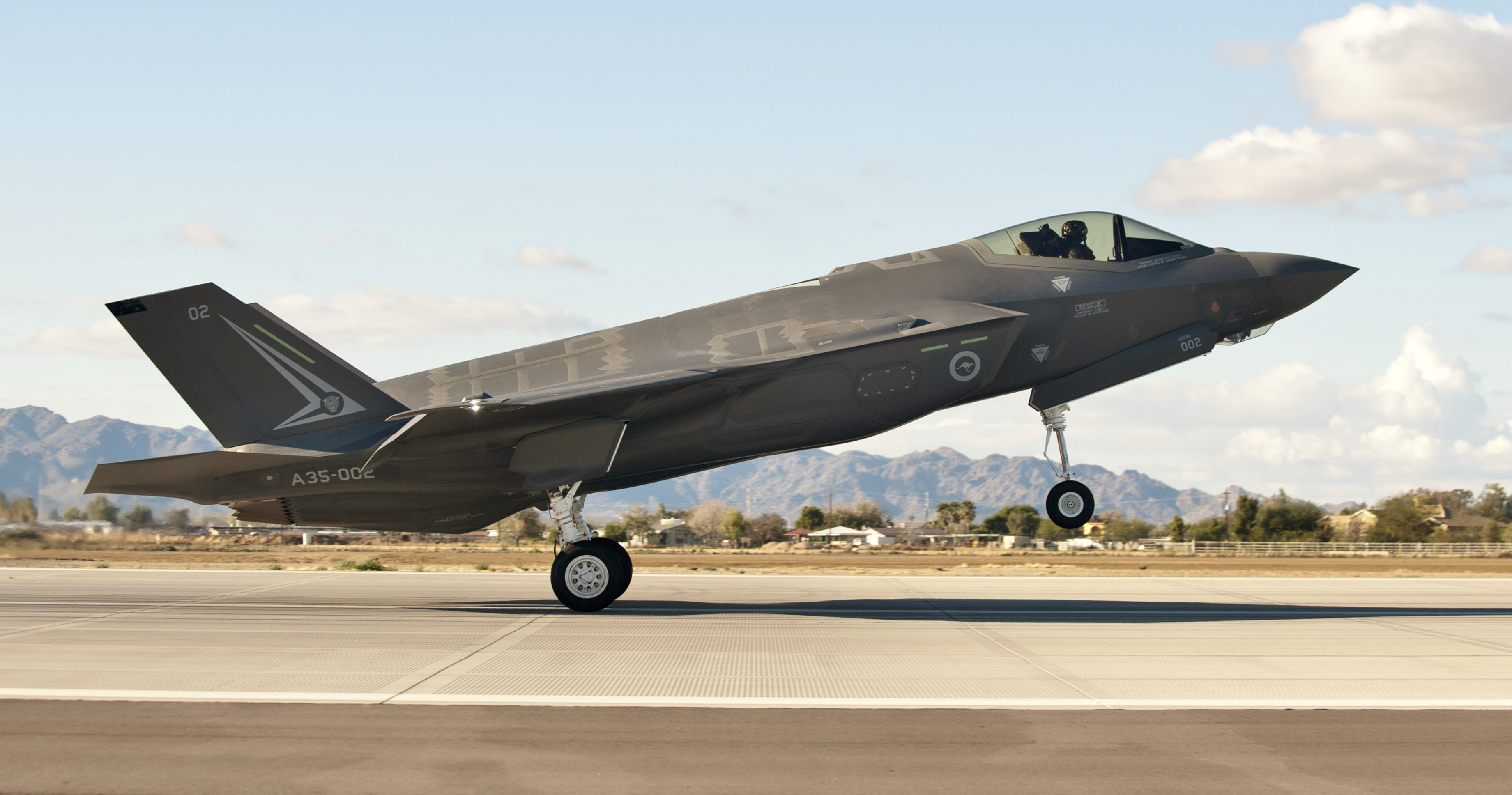
オーストラリア向けのF-35A

 オーストラリア

1995年にオーストラリアは、F-111とF/A-18A/Bの後継機の検討を開始し、「プロジェクト・エア6000」の名で調査を行った。その結果、JSFが最も高い評価を受けるが、F-111の退役には間に合わない事からF-111の後継にはF/A-18E/Fを充てることとなった。よって、F-35はF/A-18A/Bの後継としてのみの導入となり、予定数は100機となった。
当初は広大な国土をカバーするために航続距離の長いC型の導入を検討したが、A型でも十分であるとしてA型の導入を決定した。2009年にオーストラリア政府は、14機分の第一次調達分の経費約32億オーストラリア・ドル（約2,590億円）の支出を承認している。
計画では2012年に52機分の購入規約を交わし、先の14機を含めた66機で3個飛行隊、および1個訓練飛行隊を編成する計画である。残りの34機は追加編成もしくは予備機にするとされる。
2014年4月23日、オーストラリアは追加調達分を58機と決定した。先に購入が決定していた14機と合わせて合計72機となる。
2018年12月10日にオーストラリア空軍向けF-35A第一陣の2機がアリゾナ州ルーク空軍基地からニューサウスウェールズ州ウィリアムタウン空軍基地にフェリーフライトされた
2021年2月11日に3機のF-35Aが空中給油を伴い納品され、72機のうち半分が配備された。
2023年末までに全機を納品予定だったが、TR-3（Technology Refresh-3）能力向上改修が遅延したため納品が遅れ、2024年12月に全72機の納品が完了した。
 オランダ
オランダ空軍が運用している、F-16AM/BMの後継としてA型を当時のF-16保有機を1対1で更新する数であった85機導入する計画であった。早期導入を必要としていることから、イギリスと同様にLRIP機での発注を行っている。
LRIP3とLRIP4（オプション）でそれぞれ1機が製造されることになっているが、SDD作業の遅れで大幅に遅れることになった。
予定では第一陣の2011年受領、第二陣の2012年の受領だった。また、2012年に量産機の調達についての方針が決められる予定だったが、実際には2013年に2機の試験機に加え35機の購入を決定した。その後計46機まで増加されている。
2021年2月17日に16機目となるF-35Aが第332飛行隊に配備された。
 ノルウェー
F-16AM/BMの後継機として将来戦闘航空機計画を立案、2008年1月に拘束情報要求を各メーカーに発出した。これについてサーブ社、ユーロファイター社、ロッキード・マーティン社が提案を行い、ロッキード・マーティン社の提案したF-35についてより確実な情報を取得するため、2002年6月にSDD作業レベル3で参加することとなった。
選定の結果、2008年11月にF-35Aを後継機として決定する。ノルウェー政府は「運用要求を完全に満たす事が出来たのはF-35だけだった」とし、機体価格についても候補の一つだったサーブ 39 グリペンの約2倍であるものの、30年間使用し続けた全運用期間中のライフサイクルコストはF-35のほうが30億ドルほど安くなるとしている。2011年6月にはノルウェー議会が訓練使用機4機の購入経費の支出を承認している。
これに加えて48機の導入を予定しており、合計で52機となる。導入決定時の配備予定は2016年から2020年にかけてとされていたが、開発の遅延などを受けて現時点では明確な時期は示されていない。
凍結した滑走路での運用を想定し、ドラッグシュートを追加した機体を導入している。
2015年11月、ノルウェー空軍はF-35Aの1、2号機（AM-01、AM-02）を転換訓練のためアリゾナ州ルーク空軍基地へフェリーした。
2020年3月7日には、ロシア海軍のTu-142やロシア空軍のMiG-31、Il-76からなる編隊にF-35Aが初めてスクランブル発進を行った。
 日本
2011年12月に航空自衛隊のF-4EJ改の後継としてA型を選定し、SDD未参加国として初の契約となった。更に、2018年12月にF-15Jの初期型（いわゆるPre-MSIP機）の後継としてA型とB型を追加している。2023年3月末の保有機数は33機。
 韓国
F-4E後継機の第3次FXの60機において、F-15SE、ユーロファイターと並んでF-35AがRFPに応じた。
2013年8月16日、韓国の防衛事業庁が示した入札基準予算（8兆3000億ウォン）に、ロッキード・マーティンは予算を超過する金額を示し、F-35は選定から事実上脱落したと報道された。しかし、9月24日に防衛事業庁はF-15SE採用を否決し、入札を白紙からやり直す事を発表。韓国国防省は、新たな入札に1年程度の時間を要するとした。続く11月23日、入札条件にステルス機能と電子戦能力を追加することを決定、購入機を60機から40機に減らしてF-35Aのみを検討対象とすることを事実上決定した。残り20機分に関しては、2023年以降の調達として再検討を経て確保する予定である。
一方で、第3次FXで購入する機体は韓国国産戦闘機として計画されるKFXの基礎技術として採用することが検討されており、日本と異なり韓国は国内での生産が認められていないことから、技術移転の面で白紙撤回すべきとの国内意見もある。
2018年3月28日にテキサス州フォート・ワースのロッキード・マーティン社の工場で1号機のロールアウト式典が行われた。式典には韓国の徐柱錫国防部次官、李成竜空軍参謀次長らが出席、米国からはエレン・ロード国防総省次官、ロ社のマリリン・ヒューソン会長らが出席した。年内生産分の6機は、米国アリゾナ州ルーク空軍基地で韓国空軍パイロットの機種転換及び整備士の訓練に使用後、2019年頃に訓練を終えて韓国の清洲（チョンジュ）空軍基地に到着する予定である。
2019年3月29日、昨年にアメリカ国内で引き渡された6機のうち1・2号機がハワイ経由で韓国空軍の中部忠清北道清州空軍基地に到着した。同2機は4～5月ごろ実戦配備が予定されており、4月以降は2機ずつ韓国に到着して、年内に約10機が配備される見通である。発注機の40機がすべて実践配備されるのは2021年頃の見通し。しかし、到着式典には北朝鮮に配慮してか、空軍参謀総長ら軍の首脳部は出席しなかったとされる。
また、韓国軍では、F-35Aに対し「フリーダム・ナイト」という独自の愛称を付けている。
2020年8月には、A/B型各20機を追加調達することを決定したとの報道もあったが2022年現在も検討段階である。
2022年1月、F-35Aの最後の4機が韓国に到着、計40機の配置が完了。2018年から3年10ヶ月続いた第1次事業が完了した。
F-35Bの検討
米外交専門誌によると、韓国軍は独島級揚陸艦（LPH）の次世代として3万トンクラスの大型輸送艦（LPH2）を2020年代後半までに建造するとしており、STOVL機の搭載能力を持つとの見方が濃厚としている。韓国が単独で新たにSTOVL戦闘機を開発出来るとは考えにくく、ロッキードマーティン社のF-35Bを艦載機として調達するのが有力視されている。
搭載機数は16機程度で、韓国の研究機関ではF-35B調達に向けた先行調査を行っているとしており、第二ロットとして調達予定のF-35A 20機をF-35Bに置き換えるなどの購入方法が検討されている。

### 調達予定国
シンガポール
イスラエル同様、保全協力参加国であり、アジアで最初に参加。
対外有償軍事援助によるシンガポール空軍への導入を予定していたが、開発遅延やF-15SGの導入により一旦撤回となる。しかし、その後も導入には意欲的で、3タイプ全ての情報収集を行い、最終的に2019年1月18日、F-16C/Dの後継機としてF-35Aの導入決定を発表した。当初は4機を導入して評価を実施後、全規模調達に移行する計画。
その後B型の取得に方針が変更され、2020年1月9日、米政府はシンガポールへのF-35B売却を承認し、議会に通知した。導入数は最大12機（4機＋オプション8機）で、エンジン13基（予備1基）や訓練、サポートなど導入費用は約27億5,000万ドル（約3,000億円）にのぼる。シンガポール国防相は同年3月の予算案審議で、契約は4機が確定注文で、8機がオプションを公開。
 デンマーク
デンマーク空軍のF-16AM/BMの後継機としてJSFの検討を行い、SDD作業にレベル3で参加している。F-35の開発の遅延と機体価格の上昇により、F-35以外にサーブ 39 グリペンやF/A-18E/Fを加えた3機種による評価作業を行った。
導入機種の決定は、当初は2009年6月を予定していたが2010年3月に延長され、F-16AM/BMの延命が可能である事が判明したことで、決定は更に2014年に延長となった。
F-16AM/BM後継機の導入機数は48機とされたが、2010年には24-36機と発表された。2016年5月11日にはF-16後継としてF-35A 27機の調達を決定した。
2021年3月8日、フォートワースでデンマーク向けF-35Aの初号機が初飛行を行い、4月7日にロールアウト式典が行われた。4月13日、F-35A 2機が合同訓練飛行隊があるルーク空軍基地に空輸された。
 ベルギー
ベルギー空軍が2018年10月25日にF-35の採用を決定しており、2023年から34機を調達する予定である。
 ポーランド
2019年5月28日、ポーランドのブワシュチャク国防相はアメリカにF-35A戦闘機32機の購入見積り依頼を提出したことをTwitterで明らかにしており、 旧ソビエト製Su-22とMiG-29の後継として置き換える予定としている。2020年1月31日には正式に契約を締結した。契約したF-35Aは2024年から2030年にかけ配備される予定となっている。
2021年、マリウシュ・ブワシュチャク国防大臣はF-16C/Dが配備されているラスクの第32空軍基地に配備が決まったと述べた。
2024年8月にテキサス州フォートワースで最初の2機が引き渡され、2025年1月30日からはパイロット訓練が開始されている。
 スイス
2021年6月30日にF-35A 36機の調達を決定。
 フィンランド
フィンランド空軍が運用するF/A-18C/Dの後継機を選定する『HX Fighter Program』において、タイフーンとグリペンE（グローバルアイ早期警戒機とのセット）と共に選定された。2021年12月10日F-35Aを64機購入するとフィンランド国防省は公式Twitterで発表した。
 ドイツ
F-15GA（F-15Eの派生型）やF/A-18E/Fと共にトーネード IDSの後継機候補となり、一時は最有力ともされていたが、次期ステルス戦闘機FCAS開発への参加による欧州戦闘機産業維持の観点からタイフーンの追加購入が有力視されるようになった結果、最終候補から外された。
しかしながら、2022年2月27日、ロシアがウクライナに侵攻し、欧州の安全保障が揺らいでいることに対する処置として、オラフ・ショルツ首相が国防費をGDP比で2%以上へと大幅に引き上げる方針を表明。これを受けて同年3月14日、クリスティーネ・ランブレヒト国防相は老朽化しているトーネード IDSの後継機として、F-35Aを最大で35機調達する考えを表明した。
 カナダ
カナダ空軍のCF-18A/Bの後継機として、2008年5月にA型の購入を制式決定した。予定では受領開始を2016年からとし、初期作戦能力達成を2018年としていた。購入数は65機で、CF-188を直接置き換える計画であった。配備はバゴビットビル基地の第3航空団とコールドレイク基地第4航空団の計3個飛行隊を予定していた。
2012年4月、カナダ会計検査院（OAG）は、F-35調達計画に予算上の不備があったことを指摘しており、同国のメディアでは「スキャンダル」あるいは「失敗」として報じられるようになっている。5月9日には、中華人民共和国国務院系のニュースサイトである中国網が調達の中止を報じた が、5月24日にロッキード・マーティン社の副社長は、「カナダが依然としてF-35の導入方針を堅持している」と発表している。だが、同年12月14日に調達の白紙撤回を正式決定している。
2014年6月12日、F-35の再選定を検討中であることが報じられた。2020年7月には戦闘機88機の購入についての提案書の提出が行われ、F-35Aの他、F/A-18スーパーホーネット・ブロックIII、サーブ 39 グリペンEが応じた。
2022年3月28日、CF-18A/Bの後継機としてF‐35Aを選定、2023年1月9日には88機の導入を米国政府やメーカーと合意した。総額は190億カナダ・ドルと見積もられ、2026年の納入開始を目指している。
 ルーマニア
2023年4月11日、ルーマニア空軍はF-16AMの調達と一環してF-35Aの導入を決定した。
 チェコ
2022年7月20日、チェコ政府はスウェーデンからリースされているJAS 39C/Dの契約期限を2027年に控え、ヤナ・チェルノホヴァー国防相に2個飛行隊分、24機の調達について米国政府と交渉する権限を与えた。2023年6月29日、米国務省がチェコへのF-35の売却を承認した。9月27日、チェコ政府はF-35を24機購入すると発表した。燃料や関連設備を含め購入総額は約65億ドル。
 ギリシャ
20機の調達を決定している。また、オプションでもう20機調達する可能性もあるとされる。

### 採用凍結・不採用国
スペイン
スペイン空軍のF/A-18A/B、スペイン海軍のハリアーIIの後継機として導入を検討していたが、スペイン国防省はF/A-18A/Bの後継にタイフーンを選定した。なお、海軍が運用する強襲揚陸艦「フアン・カルロス1世」はF-35Bの搭載も想定した設計になっているが海軍はF-35Bの調達はせず、無人機の調達を検証している。
 トルコ
トルコ空軍のF-4E約40機、および改修機である54機のF-4E 2020の後継機としてA型の導入を計画している。100機の導入を予定しているが、2014年から2023年にかけての引き渡し予定は遅れた。2013年1月12日に2012年に決定していた最初の2機の調達の延期を表明したが、全体で100機の調達に変更はないという。2014年2月27日、トルコはF-35の調達を2015年に開始すると発表した。
機体納入に先駆けて、2008年より国内のトルコ航空宇宙産業（TAI）のアンカラ工場にてF-35の中央胴体を含む部品製造を始めており、完成品はロッキード・マーチンのフォートワース工場やイタリアのFACOに400機分納品する予定である。2017年7月12日にはトルコ機となる中央胴体をフォートワース工場へ出荷した。
2018年6月18日、ロシア製対空ミサイルシステムS-400など理由に、アメリカ上院はF-35製造におけるトルコの参加中止を規定した2019年国防予算案を承認した。しかし、6月21日にはトルコ空軍の1号機のロールアウト式典が行われており、今後は米国アリゾナ州ルーク空軍基地での訓練を開始するとしていた。トルコのメンテナーは既にフロリダのエグリン空軍基地で訓練を開始しているという。
7月13日、マティス国防長官はトルコへの参画中止は国際的なサプライチェーンの混乱を引き起こし遅れと1億ドルのコスト増を招くと主張し反対を表明した。
8月13日にはトランプ大統領は、ペンタゴンが90日間でトルコ・アメリカ関係に関する報告を出すまで、F-35のトルコへの販売を禁止する内容を含んだ2019会計年度の国防権限法（NDAA）案に署名した。この報告にはトルコのF-35プログラムへの参加の評価、ロシアのS-400ミサイル防衛システムの購入によるリスクが含まれていると予想される。他トルコが2016年10月からスパイ容疑で拘束されているアメリカ人のアンドリュー・ブランソン牧師のことも影響しているとされている。
2019年4月1日、S-400防衛システムの調達を着々と進めるトルコに対して、米国防総省はF-35の維持・補修部品やマニュアル等の関連機器の出荷を停止したと発表した。さらに、トルコが担うF-35の中央胴体や着陸装置等の部品生産の代替供給元を探している事を明らかにし、トルコをF-35の生産網から排除する姿勢も見せた。実現した場合、F-35の生産が遅れるリスクは避けられず、50～75機の生産に影響を与え、部品調達の遅れを取り戻すには最大2年かかると指摘されている。アリゾナ州空軍基地でのパイロット訓練は継続され、年中のトルコ本土配備は目指されていたが、6月10日にはパイロットへの訓練が打ち切られ、フロリダ州エグリン空軍基地で保守要員の一部訓練が行われるだけとなった。
2019年7月12日、トルコに配備される最初のS-400が搬入された。これに対して、7月17日に米ホワイトハウスは、トルコへのF-35の売却を凍結（購入契約が済んでいる30機のF-35A）、多国間生産体制からトルコ企業を排除する方針を示した。訪米しているトルコ人パイロット20人は7月末までに国外退去。トルコ企業が生産してきた約900種類の部品は2020年3月末までに参画を打ち切るとしている。
トルコは別途ステルス戦闘機TFXを開発中であり、F-35売却凍結を受けてこちらの開発に発破がかかる可能性がある。
 中華民国
中華民国空軍では、有事の際に中華人民共和国の先制攻撃によって空軍基地が開戦数時間以内に無力化される可能性があるとして、一部高速道路を代替滑走路に指定し、定期的に訓練を実施しており、以前から内陸から滑走路なしでも航空戦力を展開できるV/STOL機の導入が望まれていた。このため、早い段階から統合打撃戦闘機計画のV/STOL能力を持つ最新の高性能ステルス機F-35Bに関心を示しており、導入に意欲的だった。
しかし、当時のアメリカ政府は中華人民共和国との軍事バランスを考慮して、F-16C/Dの販売やF-16A/Bの改修ですら躊躇しており、F-35の販売は実現困難であるとした。代案としてアメリカ海兵隊でF-35Bへの機種転換により余剰となった中古のハリアーIIを販売する案が出ているが、中華人民共和国がJ-20、J-31等の第5世代ジェット戦闘機や独自のV/STOL機を開発している現状で、空対空戦能力に劣り、機体寿命・改修コスト・部品調達に不安のあるハリアーIIに中華民国側は否定的である。また、アメリカは中華人民共和国のスパイに対する懸念から、スパイ対処法律の強化を交渉の条件に求めていた。
結局、2019年8月に中華民国はF-16Vの導入を行うこととなりF-35の導入断念された。ただし、中華人民共和国への対抗上将来F-35を持つ必要性はあるとしており、期間は10～15年は必要として、依然強い購入意思を示している。
 アラブ首長国連邦
導入を希望しており、2017年のドバイ航空ショーでは採用が確定的と噂されていたこともあった が、中国製のUAVを導入していることや、プログラム参加国であるイスラエルの懸念などから、当時のアメリカ側は交渉の実施を否定していた。その後、2020年にUAEとイスラエルが国交正常化したことで、アメリカ合衆国の態度が軟化、国務省はUAEへF-35を含む各種兵器を販売する意向を議会へ通知し、2021年1月20日に正式に契約を行った。FMSによる契約で、F-35Aを最大50機を調達する予定。この契約は、2020年アメリカ合衆国大統領選挙において敗北したドナルド・トランプ大統領（当時）が大統領任期を満了する1時間前に行われた。
アメリカ国内では、UAEが行ったイエメンとリビアに対する違法な空爆を黙認するという懸念から反対する意見もある。2020年アメリカ合衆国大統領選挙において反対の立場を明らかにしたジョー・バイデン候補（当時）は、大統領就任後、自身の大統領就任前に行われたFMS契約による兵器売却を一時停止することを決定しており、契約の見直しの可能性が懸念されている。
2021年12月14日、UAEはF-35取得のための協議を中断したと発表した。

### 実戦投入
2018年5月22日、イスラエル空軍幹部が、F-35A（イスラエル空軍呼称F-35I）がこれまでに2カ所の異なる前線で2度攻撃していることを明らかにした。
2018年9月27日、アメリカ軍のアフガニスタンのターリバーン勢力への攻撃において強襲揚陸艦「エセックス」から発艦した複数のF-35Bが参加。初の実戦投入となった。
2024年11月14日、繁栄の守護者作戦を遂行していたアメリカ海軍の空母エイブラハム・リンカーンから海兵隊のF-35Cが発艦し、フーシ派の地対空レーダーを空爆で破壊したとアメリカ中央軍が発表した。F-35Cの実戦は初である。

## 日本における運用

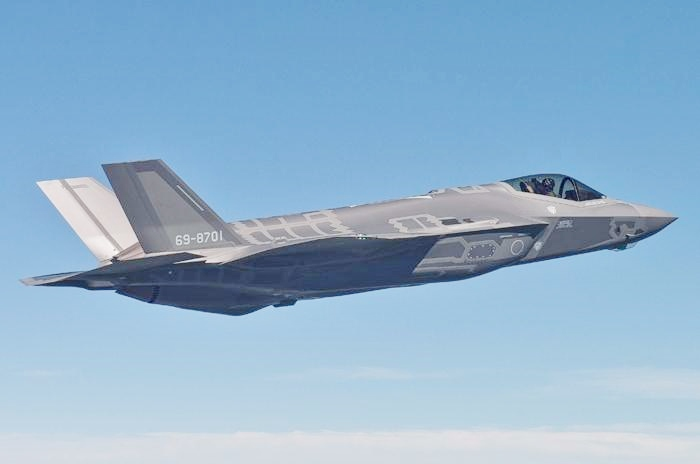
航空自衛隊のF-35A

### 次期主力戦闘機導入計画
2011年12月に航空自衛隊のF-4EJ改の後継としてA型を選定する。導入予定機数は42機とされた。その後、F-4だけでなく、F-15Jの初期型（Pre-MSIP）分の代替する案も2018年12月に閣議了承され、購入数はB型を含めて合計で147機予定。防衛省は2011年度の概算要求で最大10億円をFMS契約による「米政府への情報開示請求費用」として計上。また、武器輸出三原則の緩和によって、日本企業が他国の企業が行うF-35の部品製造へ参加が可能となる見通しが出ている。

### F-35Bの検討

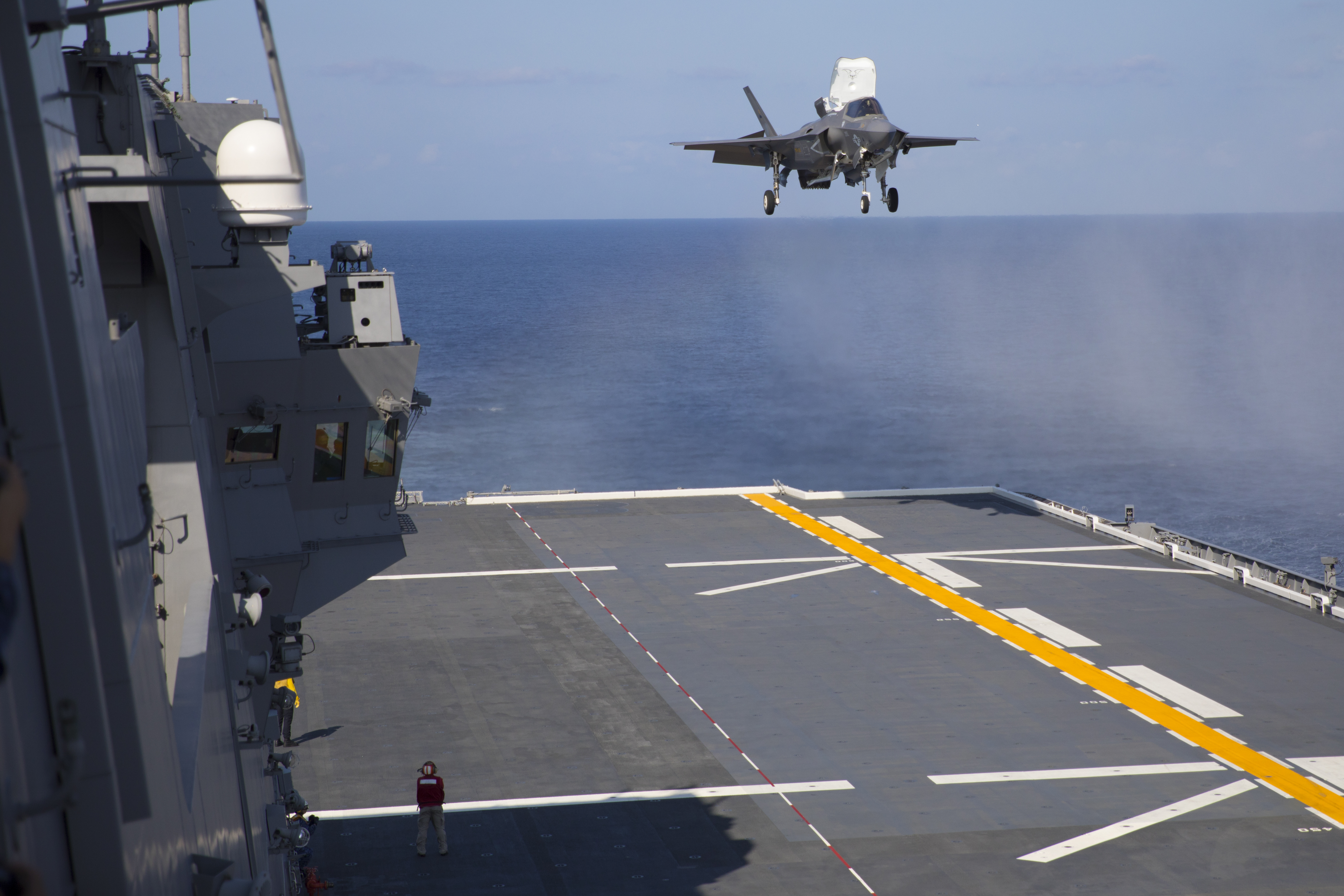
「いずも」に着艦するアメリカ海兵隊のF-35B

2013年7月14日、「F-35B」の導入を検討していることが、日米防衛当局への取材で新たにわかったと報じられた。しかし同月16日の会見においてこれは否定された。
2017年12月25日、防衛省が、アメリカ海兵隊のF-35Bがいずも型護衛艦に着艦できるように、「いずも」を改造することを検討していると報じられた。離島防衛用の補給拠点など防御目的で活用し、有事の際などにF-35Bを発着させ、戦闘に発進する際の給油などの支援も行う。日米連携を強化することで北朝鮮や中国の脅威に備える狙いがあるという。航空自衛隊も独自にF-35Bを購入する計画があり、F-35A計42機のうち一部をB型に変更する案、別に追加購入する案を検討している。導入後は海上自衛隊と統合的に運用することも検討しており、来年後半に見直す「防衛計画の大綱」に盛り込むことも想定している。しかし翌日26日の記者会見において、小野寺五典防衛相は「F-35Bの導入や、いずも型の改修に向けた具体的な検討は、現在行っていない」と述べ、これを否定したものの「防衛力のあり方は不断にさまざまな検討をしている」として将来的な可能性については否定しなかった。
2018年2月12日、読売新聞はF-35Bの導入を検討し2026年度頃の運用開始を目指すと報じた。年末にまとめる次期中期防衛力整備計画（中期防）に調達する機数を盛り込み、早ければ2019年度予算案に関連経費を計上し、2024年度頃からの納入を想定しているという。同報道によると、F-15の未改修機の一部の後継としてF-35Bを導入するという。2018年3月2日、小野寺防衛大臣は自衛隊の護衛艦「いずも」の拡張性を確認するために行っている離着陸できる航空機の調査対象に、F-35Bなどが含まれていることを明らかにした。2018年11月28日、政府がF-35Bを約20機程導入することを検討していると報じられ、同年12月18日、政府がF-35Bを42機程導入することが閣議了解された。

### 導入経過
当初は、2016年度期限内に1号機の納入をアメリカが確約した旨が伝えられた。だが、その直後に機体強度に関する不具合が確認されたため、アメリカ政府高官や軍関係者からは2年程度の配備の遅れを容認する声が上がり始めた。これを受けて、2016年度中の取得は難しくなる見方が強まっていた。2014年10月27日、アメリカ国防総省とロッキード・マーティン社は43機分のF-35の契約を結んだと発表。この内の4機が2017年3月までに航空自衛隊へ引き渡される予定である。
防衛省は、F-35Aの調達価格は2012年度予算ベースで1機あたり本体のみ約89億円、補用部品などを含めた場合約99億円としていた。翌2012年6月29日に正式契約が交わされた際には、2016年度に導入する4機については1機当たりの価格が約96億円（交換部品を含め約102億円）と上昇、2012年度予算案においては、有償援助（FMS）調達による4機分が395億円（1機あたり98.75億円）、訓練シミュレーター整備費として205億円が計上された。
2012年5月3日にはアメリカ国防総省が、日本が導入を予定している42機の売却額が計100億ドル（約8千億円）との見通しを発表したが、これには補用部品および15年のサポートが含まれており、機体のみの価格は不明である。同年6月29日に日本政府は、米国防総省と2016年度に導入する4機について、正式契約を交わした。1機当たりの価格は約96億円（補用部品を含め約102億円）である。補用部品の購入を減らすなどしたものの、2012年度予算に計上した89億円（同99億円）と比較して、約7億円（同約3億円）の上昇となった。ただし、上記の通り、価格は今後下がる可能性が出ている。
2013年度からの調達では、国内企業参画を前提にIHIがエンジン、三菱電機がレーダーなどを製造して、三菱重工が国内FACOで機体組立を行うこととなり、3社でのこれらの製造作業に必要な設備投資費などは防衛省側が全額負担しており、13-16年度で計約1716億円を負担している。
2014年12月18日、日米両政府は、F-35の国際整備拠点の一つを日本に置くと正式に発表した。
2016年4月25日にIHS Jane's 360は、航空自衛隊向け初号機が2016年9月26日にロールアウト予定であると報じた。
2016年8月24日、フォートワース工場で生産された航空自衛隊向け初号機「AX-1」が初飛行したことが発表され、また自衛隊機としては初めて、機体の日の丸（国籍マーク）がロービジ（低視認性）迷彩仕様を採用することも、併せて発表された。この初号機は2016年9月23日にロールアウトした。
2012年度予算発注されて完成した4号機「AX-4」までの4機は、ルーク空軍基地にて空自パイロットの訓練プログラムに使用されており、2017年5月18日には2名のパイロットが空自で初めてF-35の訓練課程を修了した。
2017年6月5日、三菱重工の国内FACOで航空自衛隊向け5号機「AX-5」をロールアウト。年内には6号機「AX-6」も完成し、平成29年度中に2機が防衛省に引き渡される予定とされた。
2017年11月6日、ウィスコンシン州空軍州兵第115戦闘航空団所属のF-16戦闘機2機の護衛を受けた「AX-5」が初めて太平洋の上空を飛行し、メリーランド州パタクセント・リバー海軍航空基地に到着した。本機は今後アメリカ国防総省国防契約管理局の最終検査を経てアリゾナ州ルーク空軍基地に移動し、同基地にある『F-35 Academic Training Center』において空自パイロット養成の訓練プログラムに投入される見込みである。2017年9月13日に会計検査院が発表した「次期戦闘機（F-35A）の調達等の実施状況についての報告書」では、FMS調達のため円安に連動して日本円当たりの価格が増加傾向にあり、日本企業が製造に加わったことでさらに価格が上昇し、価格上昇の原因を定量的に把握できていないと指摘されている。また、開発の遅れから調達予定の品目が搭載されなかったり、予定品目と異なるソフトウェアが搭載されていたと指摘。さらに、日本製部品が搭載されているはずの機体の内、平成25年度に発注された機体には日本製部品が供給されていなかったと報告し、防衛相が米政府や国内企業との交渉・調整を適切に行うべきと結んでいる。
2018年1月21日、防衛省が2017年8月31日に公表した『平成30年度概算要求の概要』に基づき、航空自衛隊百里基地に配属されている第7航空団第302飛行隊に予定されているF-35への機種改編と航空自衛隊三沢基地移駐に先立ち、F-35が早ければ1月26日にも三沢基地に配備されることが報じられた。2017年（平成29年）度に1機、2018年（平成30年）度に9機、2019年度～2022年度にかけて6機ずつを三沢基地に配備し、第302飛行隊が改編される見込みである。なお、第302飛行隊の三沢基地移駐に伴い、2019年度には三沢基地に配備されている第3航空団第3飛行隊が百里基地に移駐する。また、2020年度には第7航空団第301飛行隊もF-35への機種改編と三沢基地への移駐が行われ、第301飛行隊が改編される予定である。
2018年1月26日、当初の予定通りF-35 1機（AX-6）が午前11時頃、三菱重工業の名古屋航空宇宙システム製作所小牧南工場がある小牧基地から三沢基地に到着、航空自衛隊三沢基地に第3航空団飛行群臨時飛行隊付として配備された。本機体に搭載されているミッションソフトウェアでは機関砲や赤外線ホーミング誘導方式の短距離空対空ミサイルが運用できないため、今後ミッションソフトウェアのアップデートが行われる。

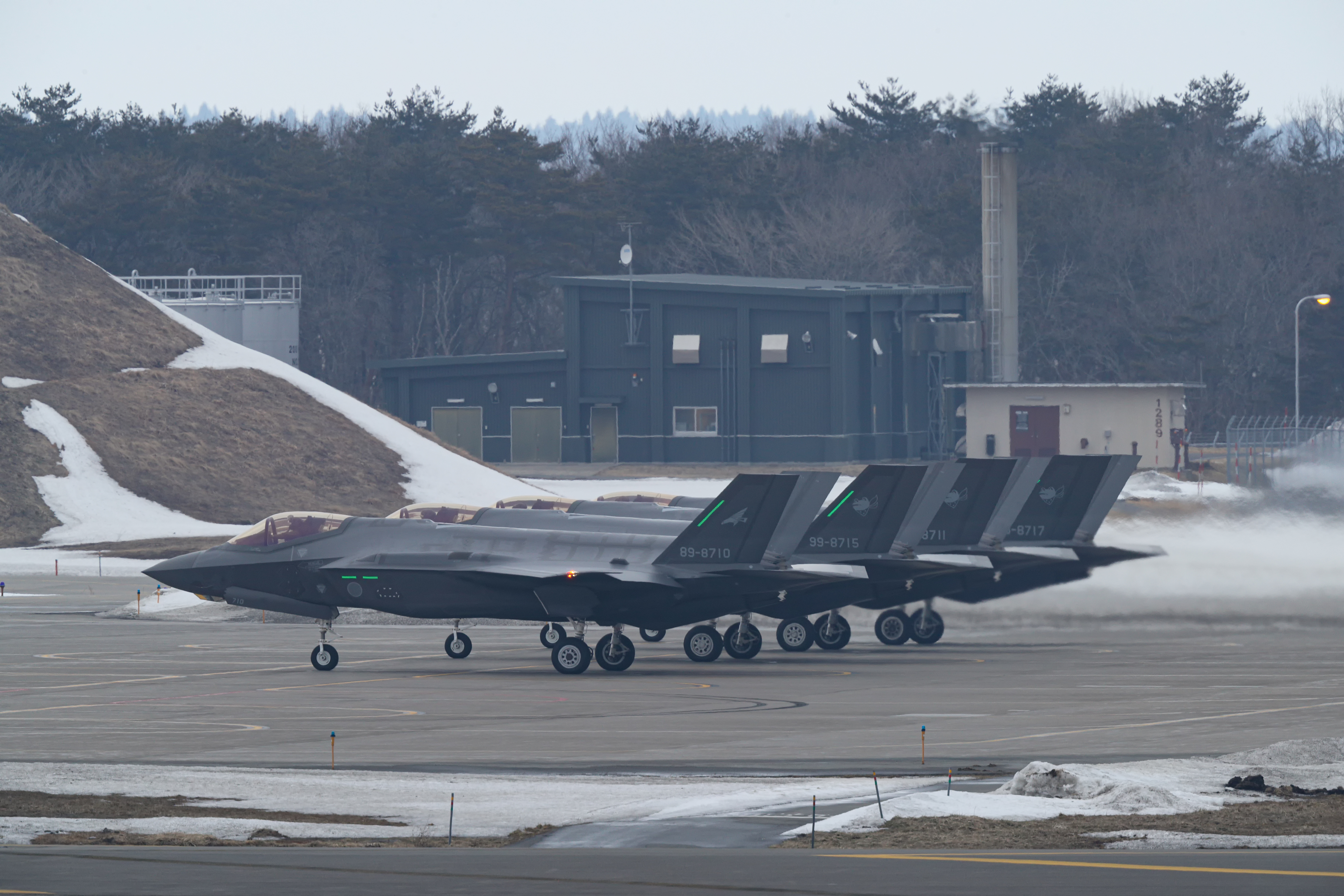
三沢基地のF-35A

2018年5月15日、三沢基地にF-35Aが1機が追加配備、5月28日ルーク空軍基地で使用されていた5機がハワイ経由で三沢基地に到着して計7機態勢となった。2018年度中にはもう3機が追加配備され、計10機体制になる。

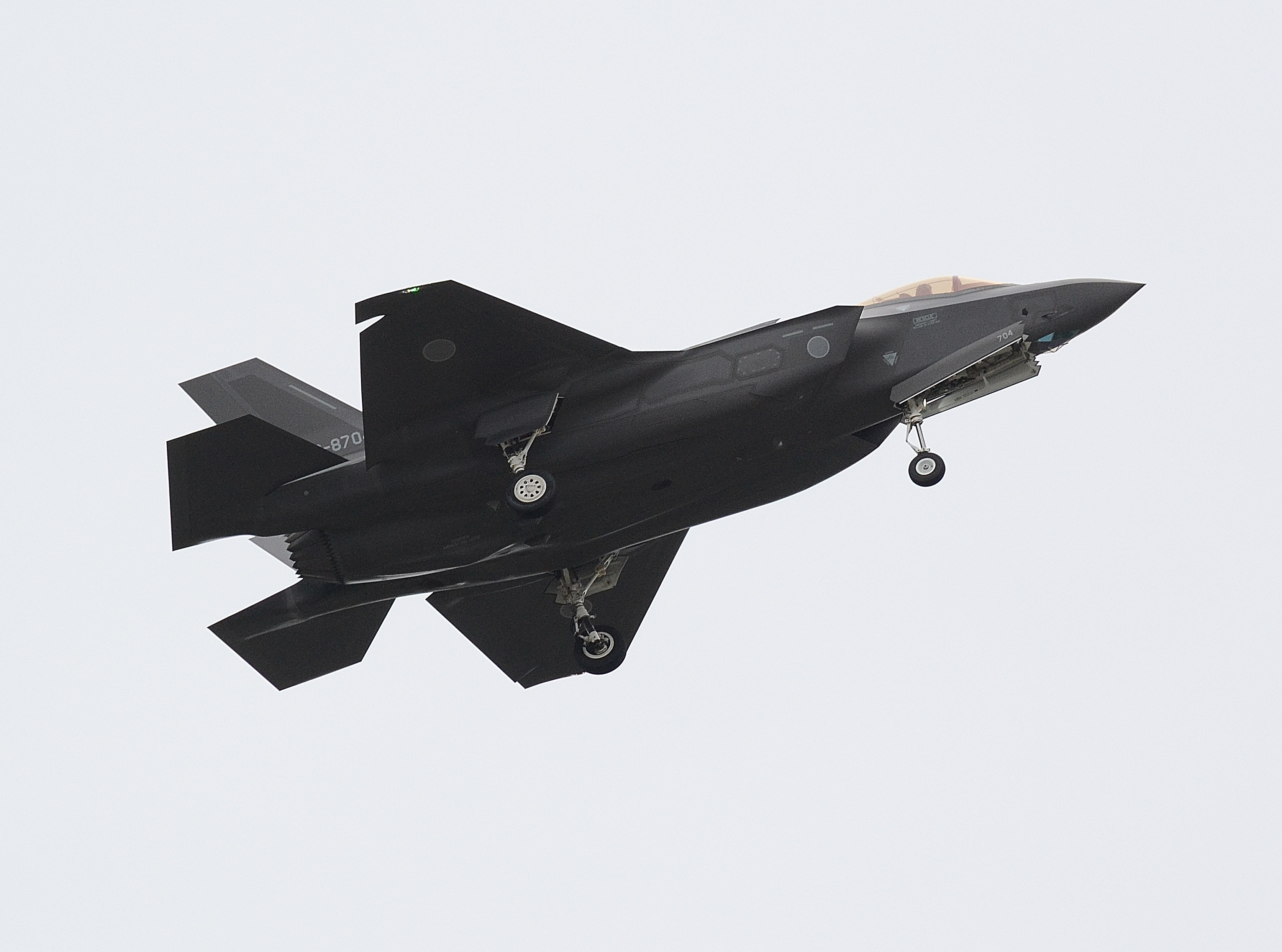
2018年10月8日の中央観閲式の総合予行で展示飛行を披露する航空自衛隊のF-35A

2018年10月8日の中央観閲式の総合予行と同年10月14日の中央観閲式で、三沢基地配備のF-35Aが国内で初の展示飛行を披露している
2018年11月27日、政府が追加でさらに100機購入することを検討していると報じられた。その後の2018年12月13日、F-35を105機購入する方針を固め、 12月18日閣議決定によりF-35Aの取得数を105機多い147機（うち42機はF-35Bとすることが可能）とされた。
第302飛行隊がF-35Aへ改編された2019年3月をもって初期作戦能力を獲得したとされている。
2019年8月16日、防衛省は新たに導入する戦闘機42機の機種を、米ロッキード・マーチン社製のF-35Bに正式決定し、発表した。2018年末、STOVL機の導入方針が掲げられ、F-35Bが有力視されていたが、正式決定はされていなかった。
当初は全機を国内FACOで組み立てる予定だったが、量産効果による価格低下が見込めないことから、2018年12月に一旦は2019年度以降の調達機を完成機輸入に切り替えるとしていた。しかし工程の見直しによって単価が下がったため、2019年12月には一転して2019年度以降も国内組み立ての継続を決定した。
2020年7月9日、アメリカ国務省は日本が導入する105機（A型63機、B型42機）と関連する装備を約231億ドルで売却すると承認、議会に通知した。
2021年4月、防衛省がF-35Bを宮崎県新富町の航空自衛隊新田原基地に配備する方針で調整を進めていると読売新聞が報じた。今後、地元自治体などとの調整に着手し、2024年からの運用開始を目指す。具体的な運用については、広島県呉市の海上自衛隊呉基地を母港とするいずも型護衛艦2番艦「かが」に搭載しての訓練、山口県岩国市の米軍岩国基地に配備されたF-35Bとの共同訓練、鹿児島県西之表市の馬毛島で建設予定の自衛隊基地での離着陸訓練などを想定しており、新田原基地はこれらの基地と地理的に近いため、配備先として最適と判断された。2023年8月、防衛省は令和6年度予算概算要求において、新田原基地に「臨時F-35B飛行隊（仮称）」を約110人体制で新設する事を公表した。
2021年5月、防衛省が2025年を目途に、F-35Aを石川県小松市の自衛隊小松基地に配備することを検討していると地方紙（北國新聞）が報じた。現在、小松基地には「日本海側唯一の戦闘機部隊」として、中部航空方面隊第6航空団第303飛行隊・第306飛行隊（どちらも使用戦闘機はF-15J/DJ）が配備されている。2027年度までに1個飛行隊にF-35Aを配備し、もう1隊も2028年度に8機、その後に12機を追加して、両飛行隊の全てのF-15J/DJをF-35Aに置き換える計画である。
2021年10月5日、第一次改装が終了したいずも型護衛艦１番艦「いずも」に米軍岩国基地の第一海兵航空団第242戦闘攻撃中隊(VMFA-242)に所属するF-35Bの2機(DT-01,DT-02)が離着艦を行った。76年ぶりに日本の艦船で固定翼機が運用された。パイロット、航空誘導員ともにアメリカ海兵隊員によって行われ、いずも型でF35Bが運用される際は両方を航空自衛隊の隊員が担当する予定である。これはほとんどの国では空母などの艦載機などは海軍や海兵隊が運用するため、比較的珍しいことである。1番機がローパスを行った後に垂直着陸、短距離陸を行い、それに続いて2番機もローパス、垂直着陸、短距離陸を行った。いずも型両艦の完全な改修工事が完了するのは2027年度になっている。
2025年8月7日、航空自衛隊初となるF-35Bが新田原基地に配備された。当初は2024年度中の受領予定だったが、ソフトウェア開発の問題などにより遅延していたもの。配備機数は4機を予定していたが、うち1機は機体点検が間に合わず3機の配備となった。

### F-2の後継案
2030年代に退役が始まるF-2の後継機（次期戦闘機）としてロッキード・マーティンではF-22にF-35のアビオニクスを搭載した機体を提案していた が、後に「我が国主導の開発の観点から、候補とはなり得ない」「防衛省も政界も、はなからそのラインは選択肢にない」と報じられた。その後、2019年にF-2後継機については日本主導の元新規に国際共同開発を行うことが決定され、2020年に三菱重工業が主契約者に選定されている（なお、ロッキード・マーティンは協力海外企業の主契約社として2020年に一旦選定されたが、2022年に主契約社はBAEシステムズに変更され、ロッキード・マーティンは一部協力に留まることとなった）。

### 部隊配備
- 三沢基地：第3航空団 - 第301飛行隊・第302飛行隊
- 小松基地：第6航空団 - 第303飛行隊
- 新田原基地：第5航空団 - 臨時F-35B飛行隊

### 調達実績と保有数
|                      |                | 予算額               | 予算額            |
| 予算計上年度         | 調達数 （A/B） | 本体 （A/B）         | 関連 （A/B）      |
| -------------------- | -------------- | -------------------- | ----------------- |
| 平成23年度（2011年） | ‐              | -                    | 7億円/0円         |
| 平成24年度（2012年） | 4機/0機        | 395億円/0円          | 205億円/0円       |
| 平成25年度（2013年） | 2機/0機        | 299億円/0円          | 1,041億円/0円     |
| 平成26年度（2014年） | 4機/0機        | 693億円/0円          | 934億円/0円       |
| 平成27年度（2015年） | 6機/0機        | 1,032億円/0円        | 358億円/0円       |
| 平成28年度（2016年） | 6機/0機        | 1,084億円/0円        | 307億円/0円       |
| 平成29年度（2017年） | 6機/0機        | 880億円/0円          | 309億円/0円       |
| 平成30年度（2018年） | 6機/0機        | 785億円/0円          | 293億円/0円       |
| 平成31年度（2019年） | 6機/0機        | 681億円/0円          | 407億円/0円       |
| 令和2年度（2020年）  | 3機/6機        | 281億円/793億円      | 374億円/235億円   |
| 令和3年度（2021年）  | 4機/2機        | 391億円/259億円      | 534億円/62億円    |
| 令和4年度（2022年）  | 8機/4機        | 768億円/510億円      | 374億円/205億円   |
| 令和5年度（2023年）  | 8機/8機        | 1,069億円/1,435億円  | 0円/0円           |
| 令和6年度（2024年）  | 8機/7機        | 1,120億円/1282億円   | 0円/0円           |
| 令和7年度（2025年）  | 8機/3機        | 1,387億円/665億円    | 0円/0円           |
| 合計                 | 79機/30機      | 10,865億円/4,944億円 | 5,143億円/502億円 |

関連予算には平成24年度のシミュレータ2基分と、25年度以後のFACO及びアジア太平洋整備工場立ち上げ用初度費1,567億円を含む。
2025年（令和7年）3月末時点での航空自衛隊のF-35Aの保有機数は39機。

## 仕様
| F-35 Lightning II | F-35 Lightning II                                                      | F-35 Lightning II              | F-35 Lightning II              |
|                   | F-35A 通常離着陸型                                                     | F-35B 短距離離陸・垂直着陸型   | F-35C 艦載型                   |
| ----------------- | ---------------------------------------------------------------------- | ------------------------------ | ------------------------------ |
| 三面図            |                                                                        |                                |                                |
| 乗員              | 1名                                                                    | 1名                            | 1名                            |
| 全長              | 51.4ft (15.67m)                                                        | 51.2ft (15.61m)                | 51.5ft (15.70m)                |
| 全幅              | 35ft (10.67m)                                                          | 35ft (10.67m)                  | 43ft (13.11m)                  |
| 全高              | 14.4ft (4.39m)                                                         | 14.3ft (4.36m)                 | 14.7ft (4.48m)                 |
| 翼面積            | 460ft² (42.74m2)                                                       | 460ft² (42.74m2)               | 668ft2 (62.06m2)               |
| 空虚重量          | 29,300lbs (13,290kg)                                                   | 32,300lbs (14,651kg)           | 34,800lbs (15,785kg)           |
| 機内燃料重量      | 18,250lbs (8,278kg)                                                    | 13,500lbs (6,123kg)            | 19,750lbs (8,958kg)            |
| ペイロード        | 18,000lbs (8,165kg)                                                    | 15,000lbs (6,804kg)            | 18,000lbs (8,165kg)            |
| 最大上昇可能高度  | 19,240 m(63123.36ft)                                                   | 19,240 m(63123.36ft)           | 19,240 m(63123.36ft)           |
| 最大離陸重量      | 約70,000lbs (31,751kg)                                                 | 約60,000lbs (27,216kg)         | 約70,000lbs (31,751kg)         |
| エンジン          | F135-PW-100                                                            | F135-PW-600                    | F135-PW-100                    |
| エンジン          | 推力 F135-PW-100：124.55kN ⇒ 191.27kN F135-PW-600：120.10kN ⇒ 182.38kN |                                |                                |
| 最大速度          | M1.6、～1,200mph (～1,931km/h)                                         | M1.6、～1,200mph (～1,931km/h) | M1.6、～1,200mph (～1,931km/h) |
| 航続距離          | >1,200n.mile 2,200km以上                                               | >900n.mile 1,667km以上         | >1,200n.mile 2,200km以上       |
| 戦闘行動半径      | >669n.mile (1,239km)                                                   | >505n.mile (935km)             | >670n.mile (1,241km)           |
| 荷重制限          | +9.0G                                                                  | +7.0G                          | +7.5G                          |

### 兵装
固定武装
- GAU-22/A 25mm ガトリング砲（A型のみ 180発）×1

空対空ミサイル
- AIM-120 AMRAAM
- ミーティア[391]
- AIM-9X サイドワインダー
- IRIS-T[392]
- AIM-132 ASRAAM
- パイソン 6[393]

空対地ミサイル
- AGM-88E AARGM[394]
- AGM-65 マーベリック
- AGM-88 HARM（対レーダーミサイル）
- AGM-154 JSOW
- スタンドイン攻撃兵器（SiAW）
- MBDA ブリムストーン/SPEAR 3[395]

空対艦ミサイル
- JSM
- LRASM[396]

巡航ミサイル
- SCALP-EG ストーム・シャドウ
- SOM-J[397][398]
- AGM-158 JASSM[399]

爆弾
- Mk82/Mk83/Mk84（通常爆弾）
- GBU-10/12/16/24
- JAGM
- JDAM
- スパイス（英語版）[400][401]
- GBU-39（小口径爆弾）
- GBU-53/B
- B61 mod 12[402]（核爆弾）

その他
- 25mm機関砲ポッド（B/C型のみ 220発）
- 多機能ポッド[403][注 12]